# Neoromànic

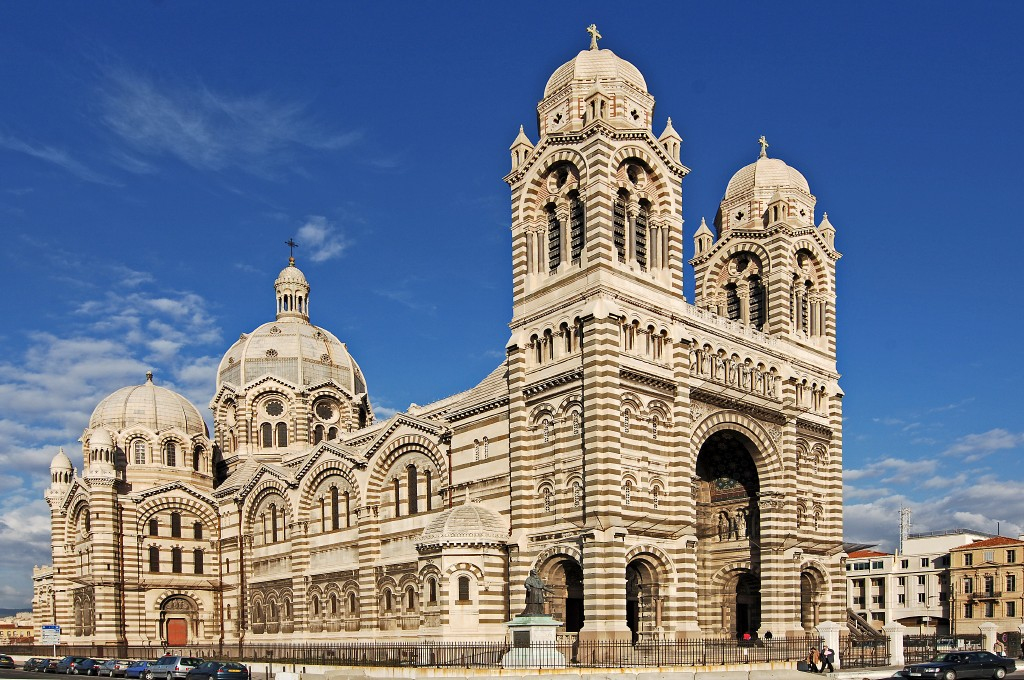
Catedral de la Major de Marsella.

El neoromànic és un estil arquitectònic emmarcat en l'historicisme que va sorgir al segle xix, basat en la reinterpretació de l'art romànic i vigent durant l'edat mitjana europea, entre els segles xi i xiii. Es va estendre primer per tot Europa, des d'on va passar després a Amèrica. Es va utilitzar sobretot en edificis religiosos i va ser comuna en edificis civils, i també va ser emprat en la restauració d'edificis medievals a tot Europa (com a la façana de la catedral d'Espira, a Alemanya, reconstruïda a mitjan segle xix).
Una primera variant de l'estil neoromànic coneguda com a Rundbogenstil (en alemany, "estil d'arc arrodonit") va ser bastant popular a Alemanya així com entre la diàspora alemanya que va començar en la dècada de 1830. El neoromànic alemany va arribar a tenir l'estatus d'estil nacional per excel·lència, sent molt utilitzat durant la segona meitat del segle xix. A Portugal, van ser  re-romanitzats  molts vells castells i esglésies a la primera meitat del segle xx. Als Estats Units va ser un dels estils favorits en els edificis públics com ajuntaments i campus universitaris.
Com altres estils historicistes, el neoromànic sovint es va reduir a la decoració general dels edificis sense afectar les plantes ni a l'estructura. També va ser comú barrejar en el mateix edifici el neoromànic i el neogòtic, els dos estils medievals per excel·lència. A causa de les similituds estilístiques, també era apte per combinar amb l'estil romà d'Orient, com en la cèlebre basílica del Sagrat Cor de Montmartre a París de Paul Abadie.
Són característiques de l'arquitectura d'estil neoromànic: les edificacions de maó o pedra monocromàtica, l'abundància d'arcs de mig punt sobre les obertures (portes i finestres) i també amb fins decoratius, la disposició de torres poligonals als costats de les façanes, les cobertes de formes diverses, l'ús de les voltes de canó en els interiors. En general es van emprar elements més simplificats que els originals històrics.

## Neoromànic a Europa

### Neoromànic o renaixença normanda a Gran Bretanya

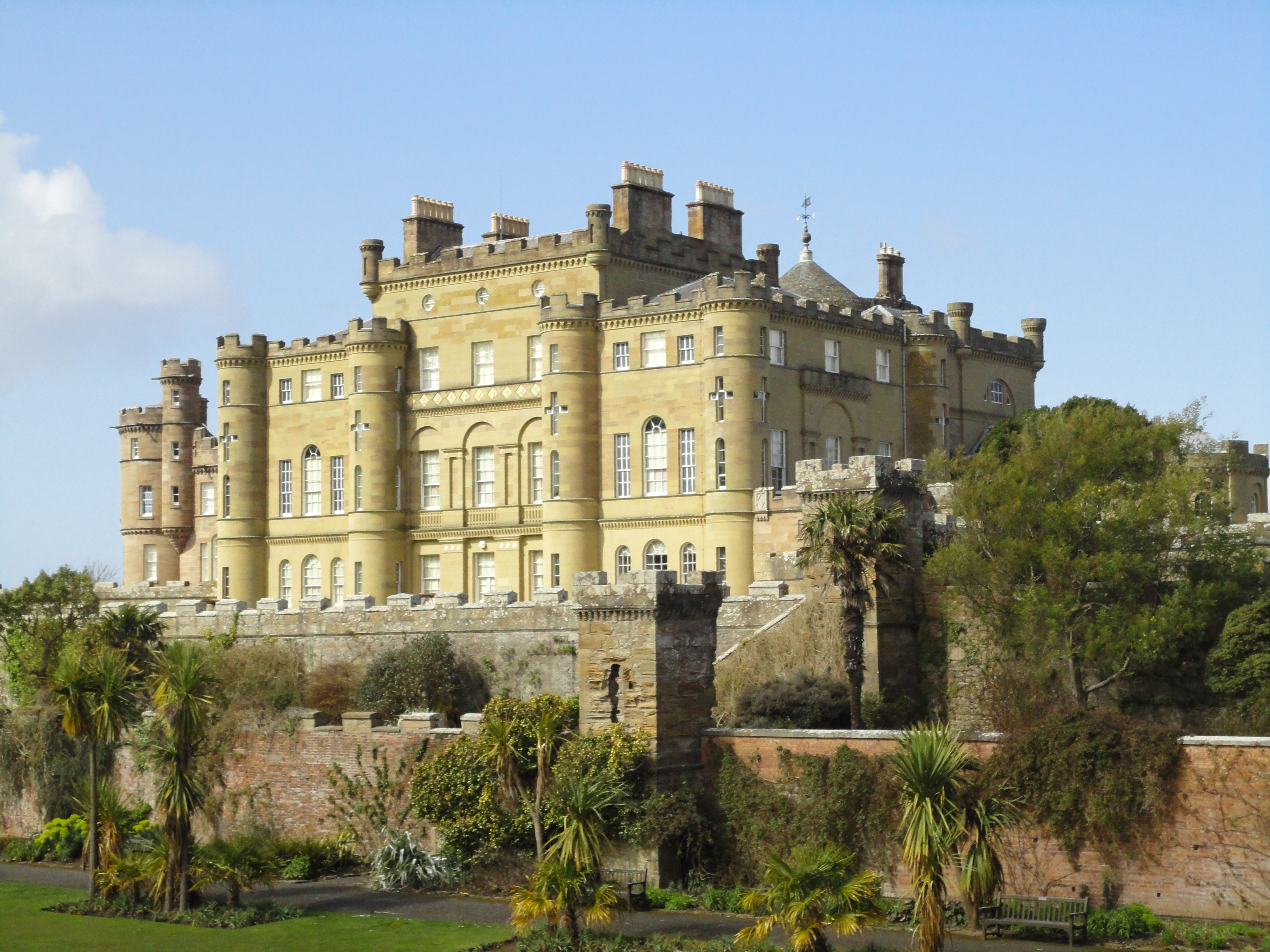
Castell de Culzean, de Robert Adam, 1771.

L'estil neoromànic també és referit de vegades com estil normand o estil llombard, particularment en treballs publicats durant el segle xix, per les variants que van ser desenvolupades basant-se en l'arquitectura dels normands i dels llombards, respectivament.
Al Regne Unit, el neoromànic s'enquadra en el que avui es coneix com a arquitectura victoriana. L'edifici del Museu d'Història Natural de Londres, obra de Alfred Waterhouse, construïda el 1873-1880, és un dels exemples més significatius.
El desenvolupament de l'estil revival normand va tenir lloc durant un llarg temps a les Illes Britàniques, on es pot rastrejar antecedents a partir de la refenestració que va dur a terme Inigo Jones a la Torre Blanca de la Torre de Londres (1637-1638) o en el treball al castell de Windsor de Hugh May per Carles II d'Anglaterra, encara que aquestes obres van ser poc més que mers treballs de restauració. Al segle xviii l'ús de finestres d'arc rodó o de mig punt es pensava que era una característica de l'arquitectura saxona en lloc de normanda i hi ha ja exemples d'edificis amb finestres d'arc rodó, com el castell de Shirburn a Oxfordshire, el de Wentworth, a Yorkshire, o el castell d'Enmore a Somerset.
A Escòcia, l'estil va començar a sorgir amb el castell del duc d'Argyl a Inverary, començat el 1744, i en els diversos castells dissenyats per Robert Adam, a Culzean (1771), a Oxenfoord (1780-1782), a Dalquharran (1782-1785) o al palau de Seton (1792). A Anglaterra, James Wyatt ja va utilitzar finestres d'arc rodó en el priorat de Sandleford (1780-1789), a Berkshire. Després el duc de Norfolk va començar la reconstrucció del castell d'Arundel, mentre que el castell d'Eastnor a Herefordshire era construït per Robert Smirke entre 1812 i 1820.
Va ser en aquest moment quan el revival normand es va convertir en un estil arquitectònic reconeixible. Quan el 1817 Thomas Rickman va publicar la seva obra An Attempt to Discriminate the Styles of English Architecture from the Conquest To the Reformation [Un intent de discriminar els estils de l'arquitectura anglesa des de la Conquesta fins a la Reforma], va ser clar que a les illes Britàniques la «round-arch architecture» (arquitectura d'arc rodó) era en gran part romànica i es va descriure ja com normanda en lloc de saxona. L'inici d'un revival normand arqueològicament correcte es poden reconèixer en l'arquitectura de Thomas Hopper. El seu primer intent va ser al castell de Gosford, a Armagh (Irlanda), però va tenir molt més èxit el seu castell de Penrhyn, prop de Bangor, a Gal·les del Nord. Aquest va ser construït per a la família Pennant, entre 1820 i 1837. L'estil no va tenir èxit per als edificis domèstics, encara que moltes cases de camp i castells simulats van ser construïts en l'estil gòtic castellà o emmerletat (Castle Gothic o Castellated style) durant el període victorià, que era un estil neogòtic mixt.
No obstant això, el revival normand va tenir èxit en l'arquitectura eclesial. Va ser Thomas Penson, un arquitecte gal·lès familiaritzat amb l'obra de Hopper a Penrhyn, qui va desenvolupar l'arquitectura eclesial neoromànica. Penson estava influenciat per l'arquitectura romànica francesa i belga, i en particular per la primerenca fase romànica del gòtic alemany del totxo. A St David Newtown (1843-1847) i a Santa Agatha de Llanymynech (1845) es va inspirar en la torre de la catedral de Sant Salvador de Bruges. Altres exemples de neoromànic de Penson són la Christ Church, Welshpool (1839-1844), i el porxo de l'Església de Langedwyn. Va ser un innovador en l'ús de la terracota per realitzar decoratives romàniques, estalviant costos en lloc de fer-les en l'onerosa obra en pedra.
 L'última església de Penson en l'estil neoromànic va ser Rhosllannerchrugog, a Wrexham (1852).
El romànic adoptat per Penson contrasta amb l'estil neoromànic italià d'altres arquitectes com Thomas Henry Wyatt, que va dissenyar l'església de Santa Maria i Sant Nicolau (1841-1844), en aquest estil a Wilton construïda per la comtessa de Pembroke i el seu fill, Lord Herbert de Lea. Al segle xix l'arquitectura seleccionada per a les esglésies anglicanes va dependre de les rectories de les congregacions particulars. Mentre que les esglésies altes i les anglocatòliques de l'època, influenciades pel moviment d'Oxford, es van construir en estil neogòtic, les esglésies baixes i les esglésies àmplies sovint van emprar l'estil neoromànic. Alguns exemples posteriors d'aquesta arquitectura neoromànica es veuen en esglésies i capelles no conformistes o dissidents. Un bon exemple d'això és la Capella del Baptista de Mint Lane (1870), a Lincoln, en un estil neoromànic italià degradat, dissenyada pels arquitectes de Lincoln Drury i Mortimer. Més o menys a partir de 1870 aquest estil desapareix en l'arquitectura eclesial a Gran Bretanya, sent succeït al segle XX per la neobizantina.

Neoromànic al Regne Unit
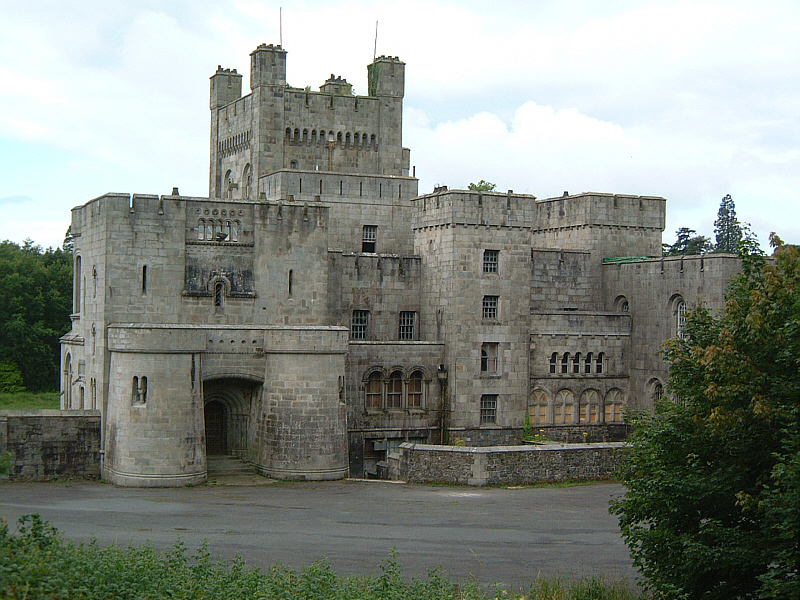
Castell de Gosford, a Armagh, de Thomas Hopper
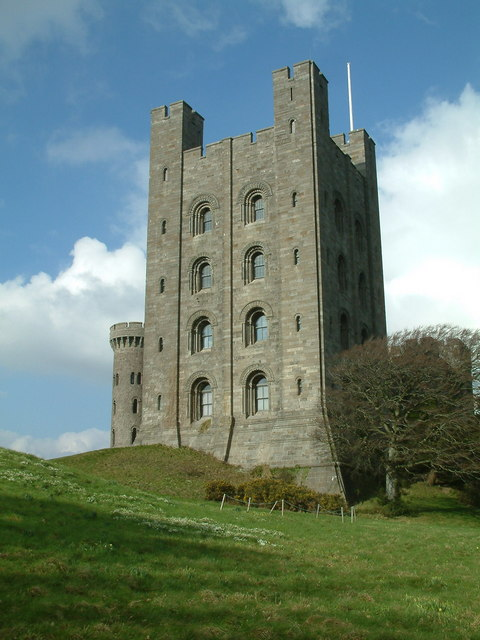
Castell de Penrhyn (1820-1837), de Thomas Hopper
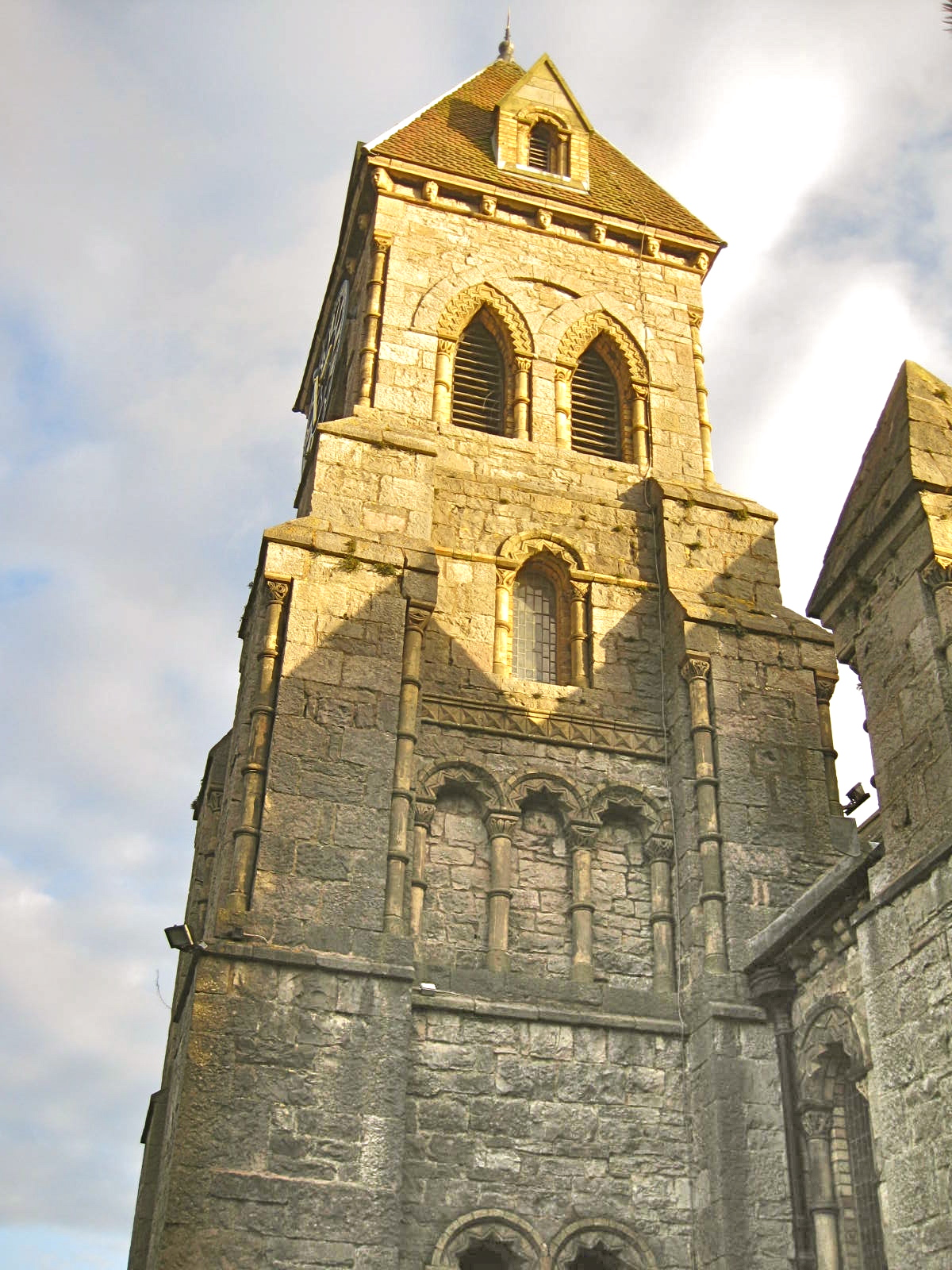
Església de Santa Àgata, a Llanymynech. Torre neoromànica de Thomas Penson
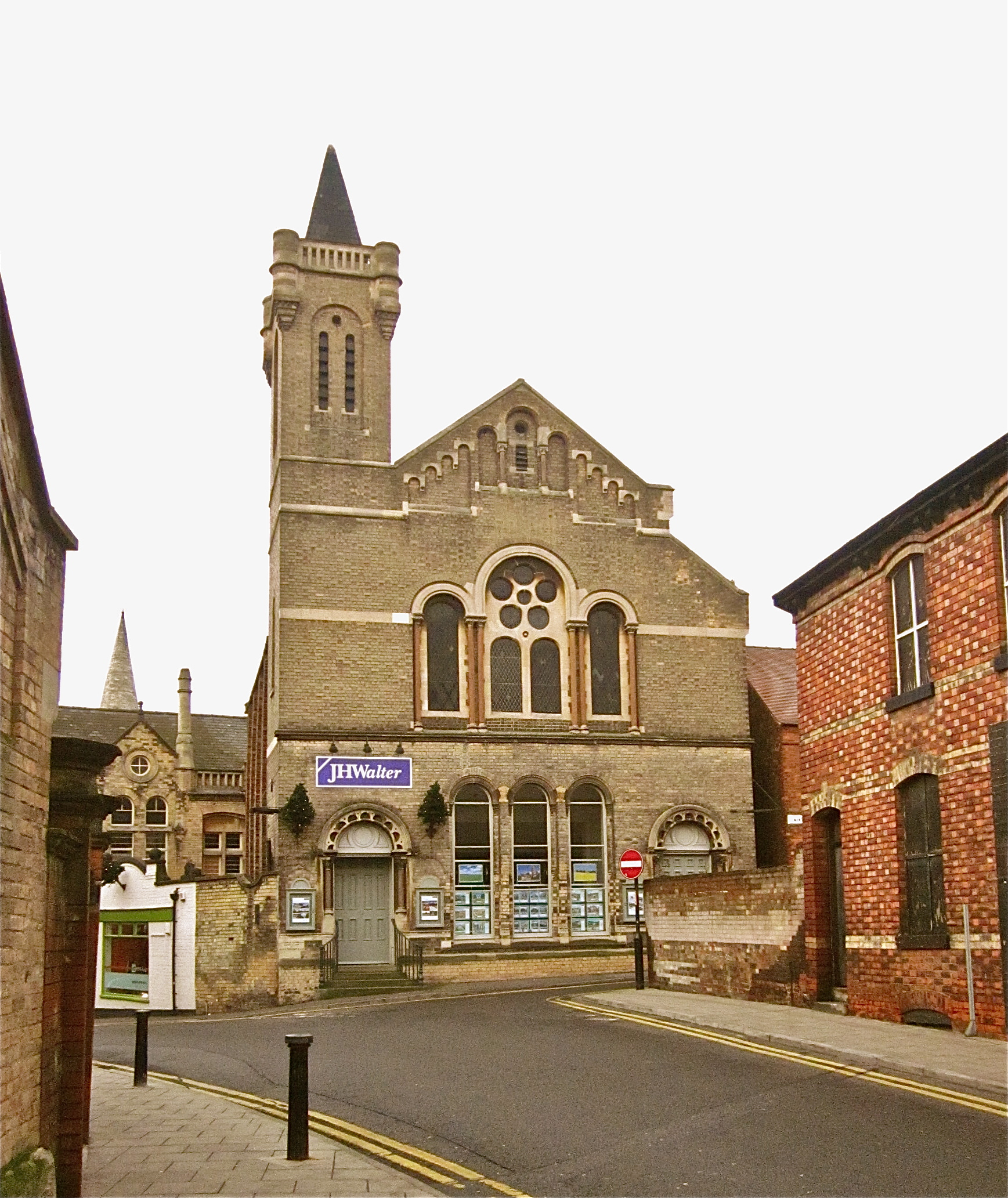
Capella del Bautista de Mint Lane, Lincoln, 1870
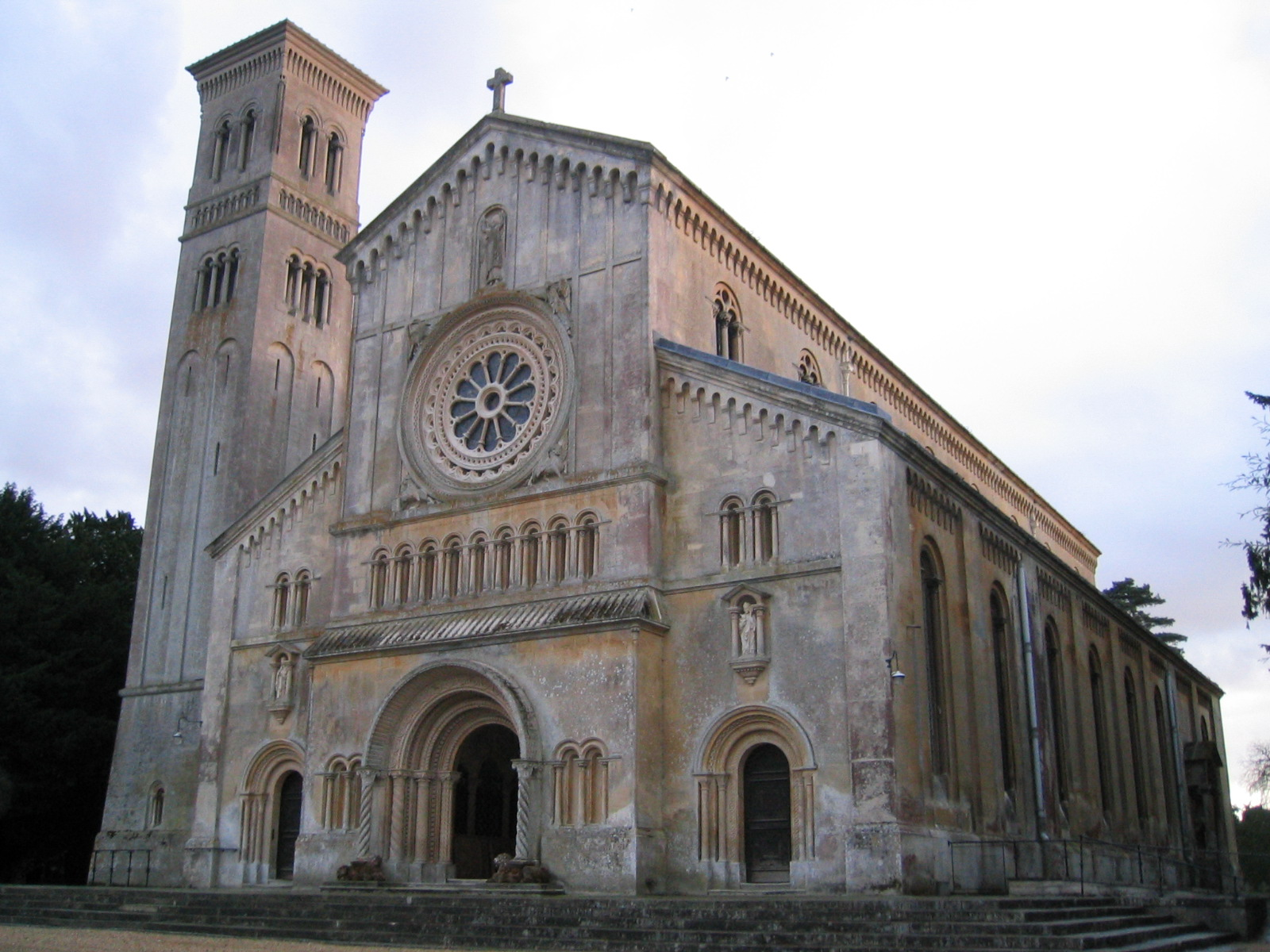
Església de Santa Maria i de Sant Nicolau, Wilton, Wiltshire
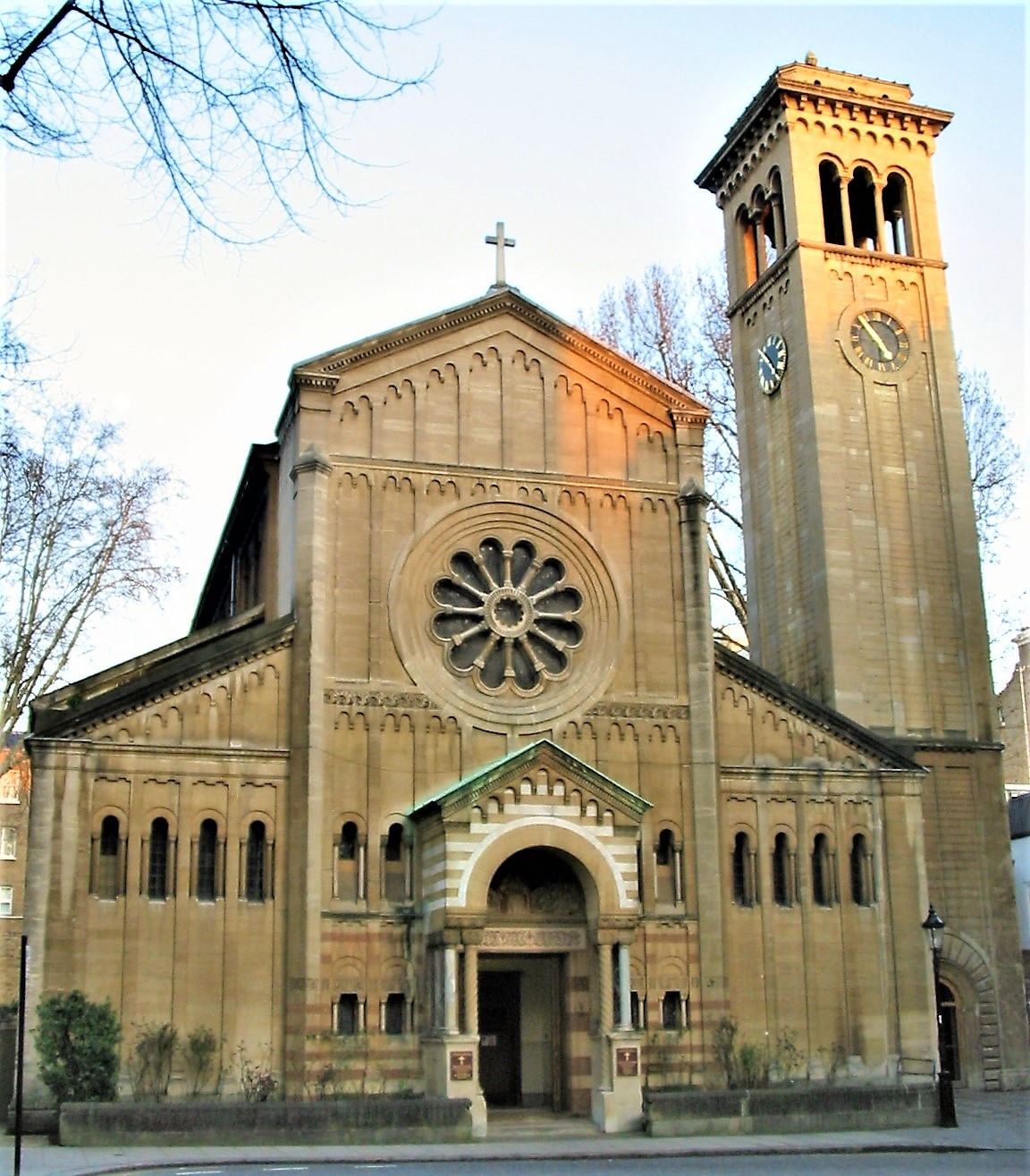
Catedral ortodoxa patriarcal russa de Kensington, Londres (1848-1849 i 1891-1892)
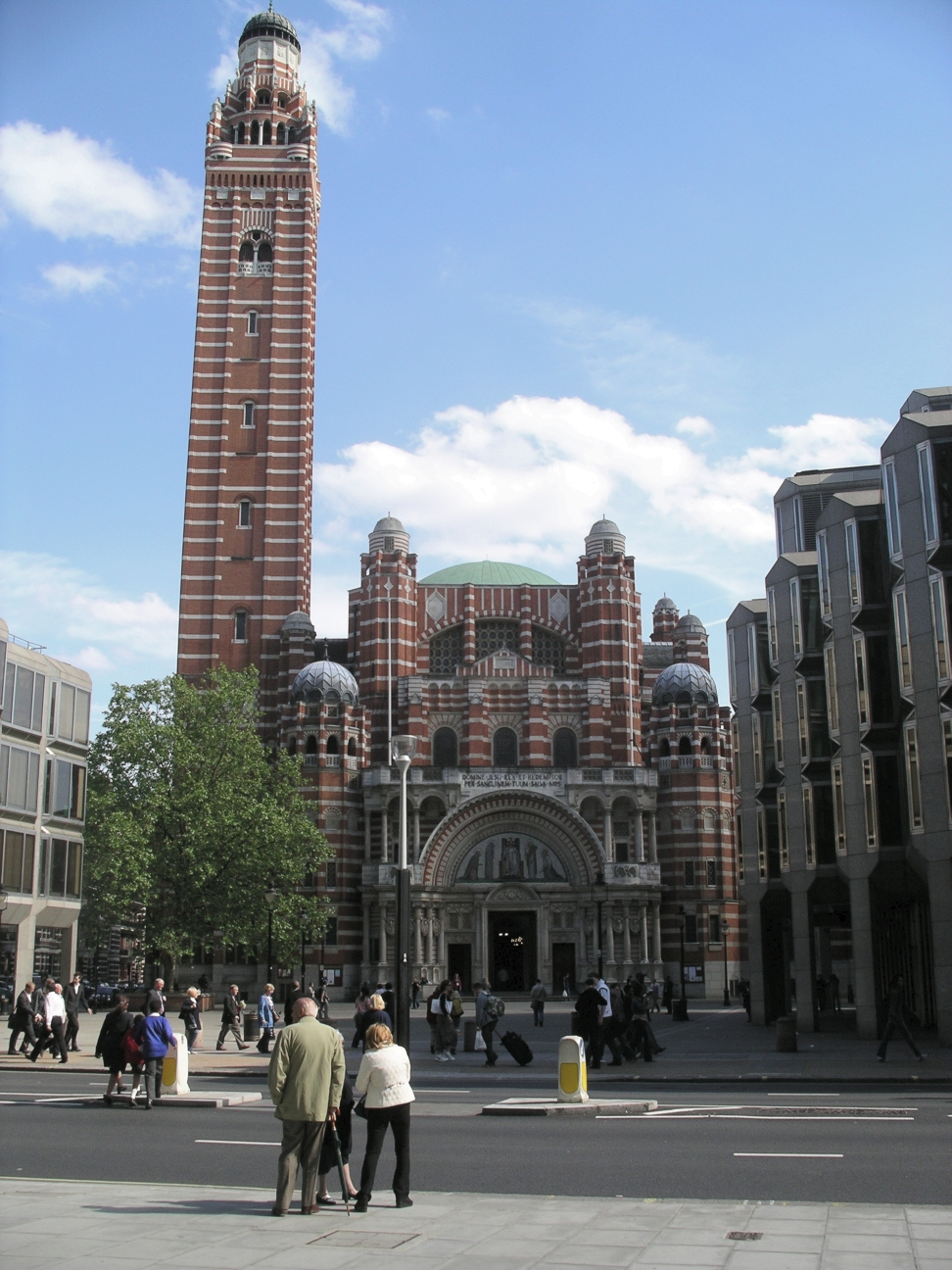
Catedral de Westminster (Londres)
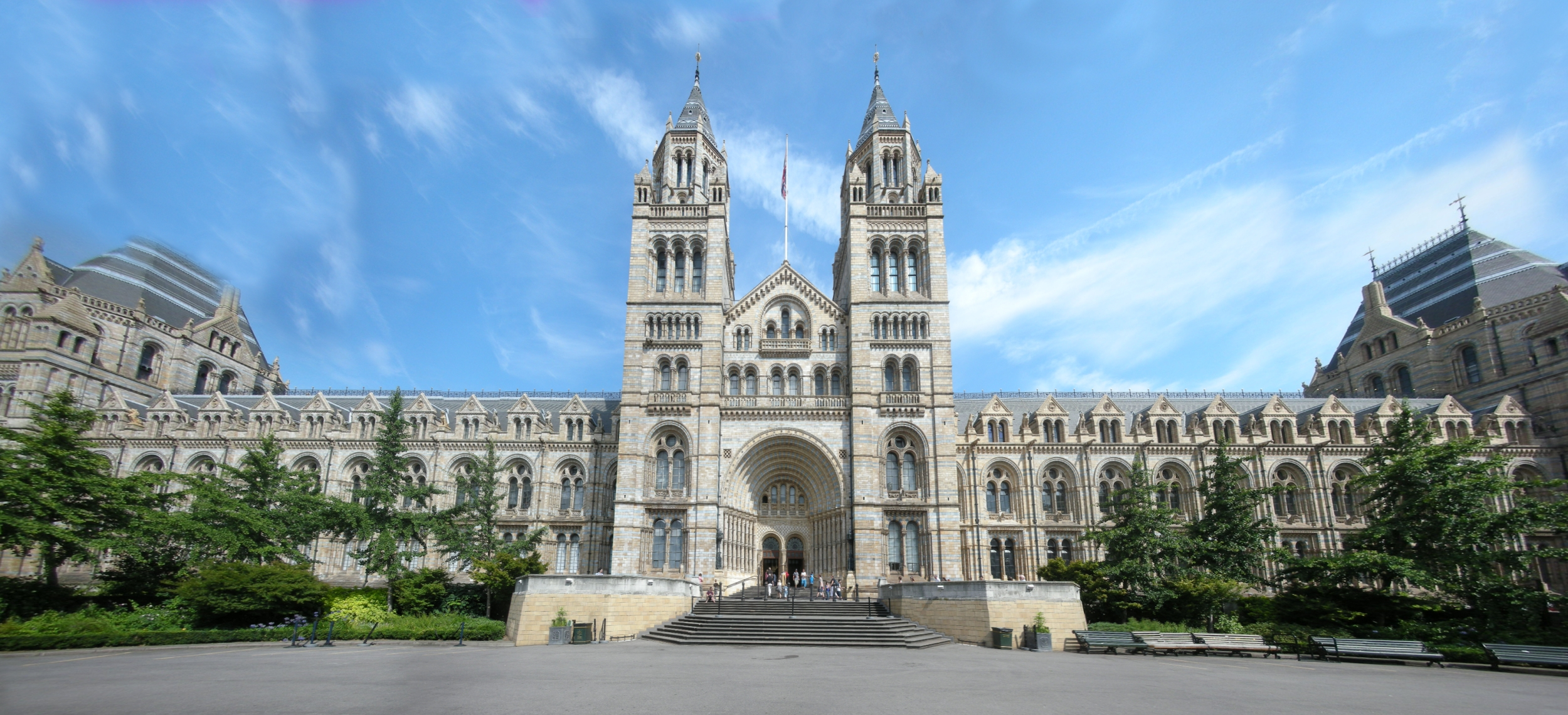
Museu d'Història Natural de Londres (1873-1880).

### Alemanya

Neoromànic a Alemanya
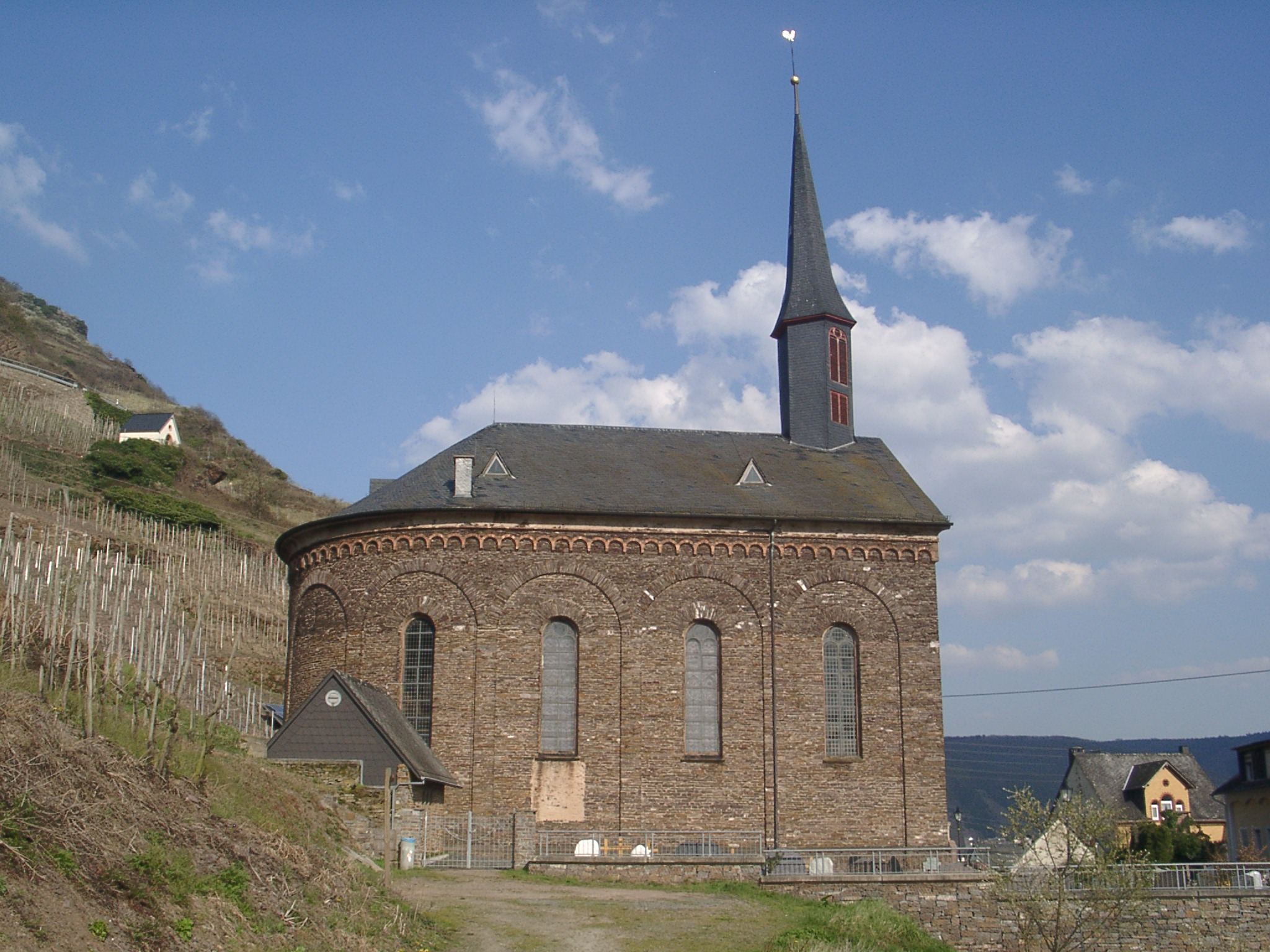
Església a Valwig al Mosel·la, construïda 1824-1827 per J. C. von Lassaulx, un dels primers edificis d'estil neoromànic.
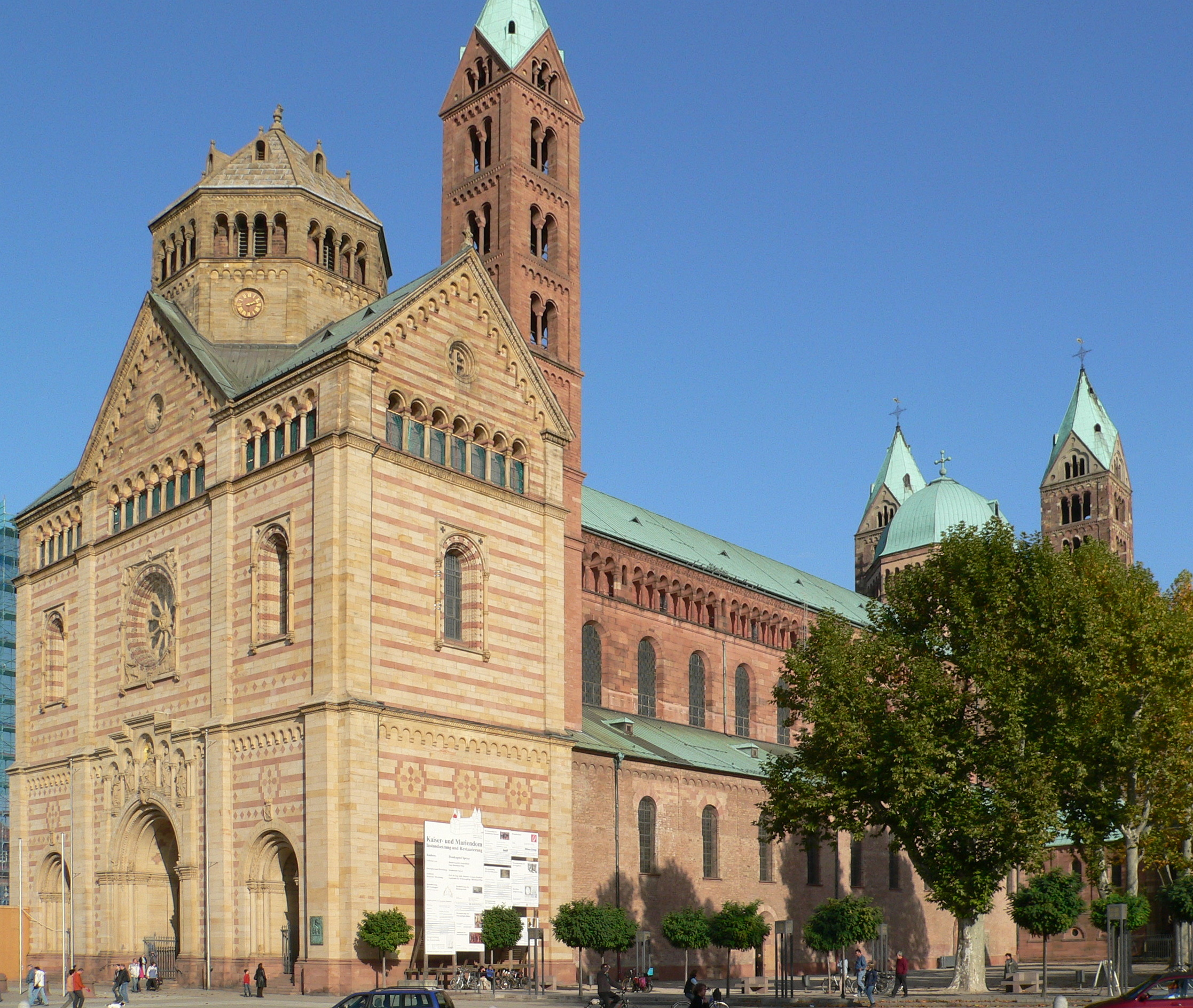
Façana neoromànica de la catedral d'Espira; la nova ala oest (esquerra), de Heinrich Hübsch, destaca clarament de la part més antiga de l'edifici.
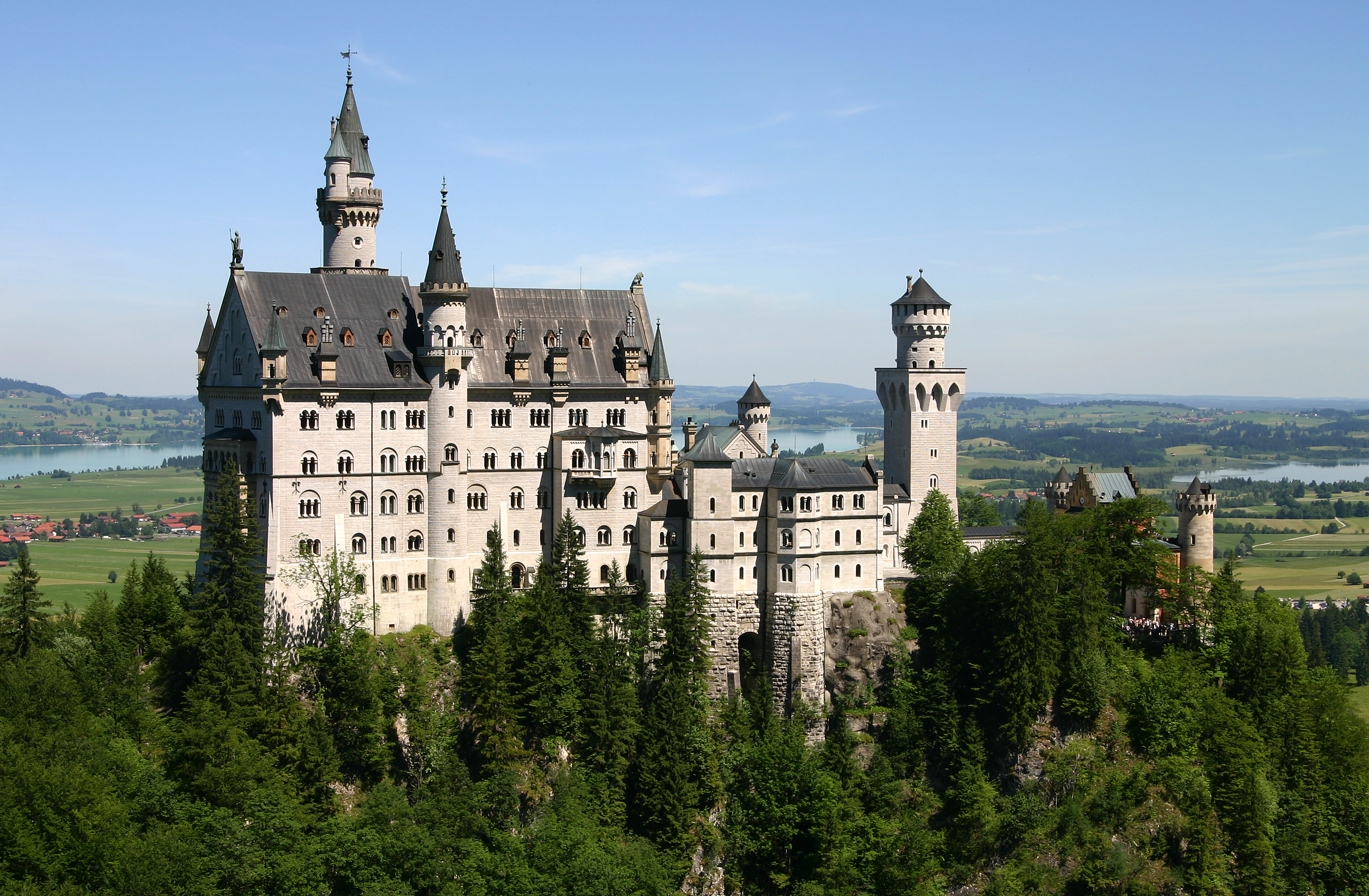
castell de Neuschwanstein (2005)
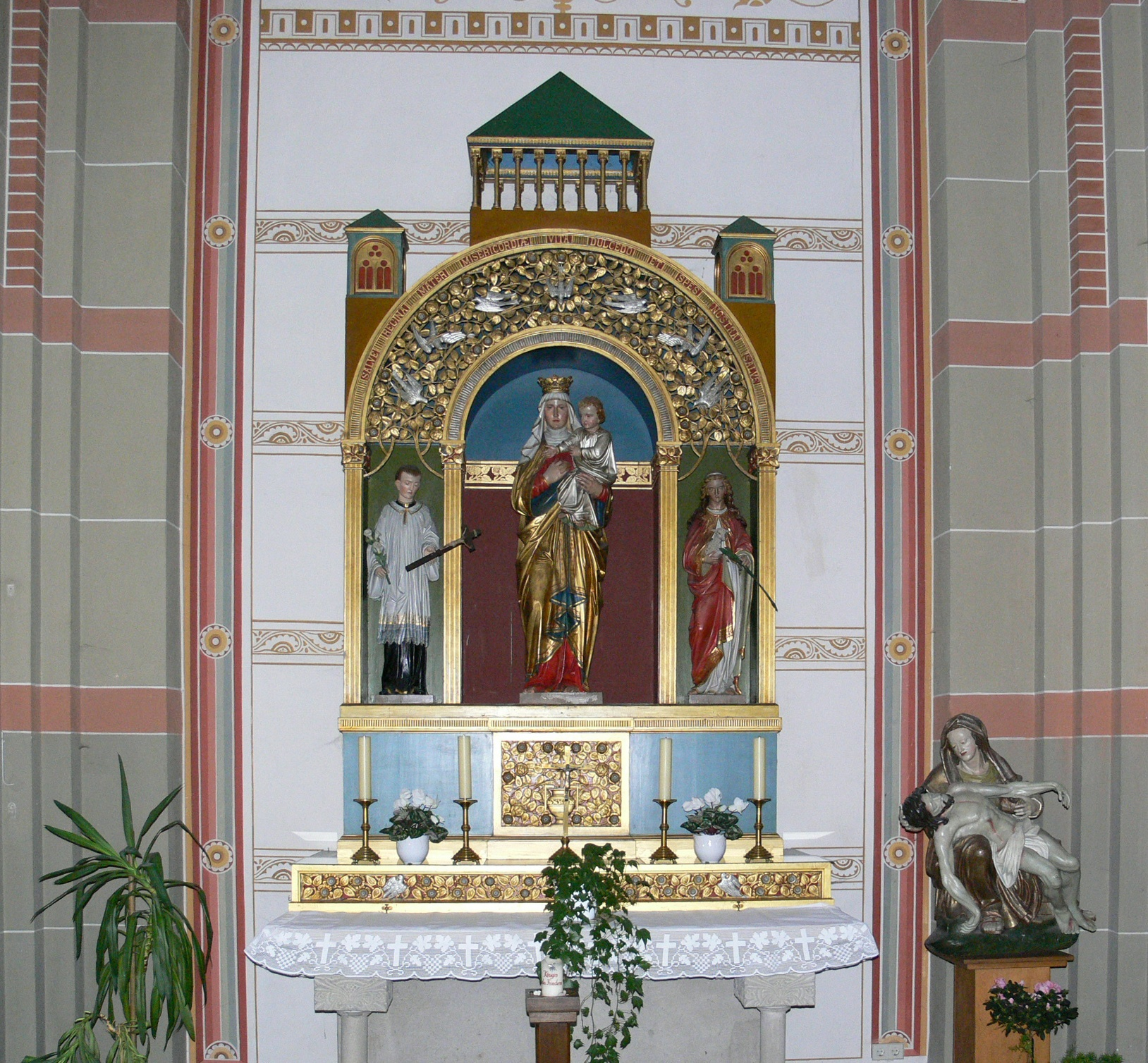
Altar in der Pfarrkirche St. Martin in Hundersingen
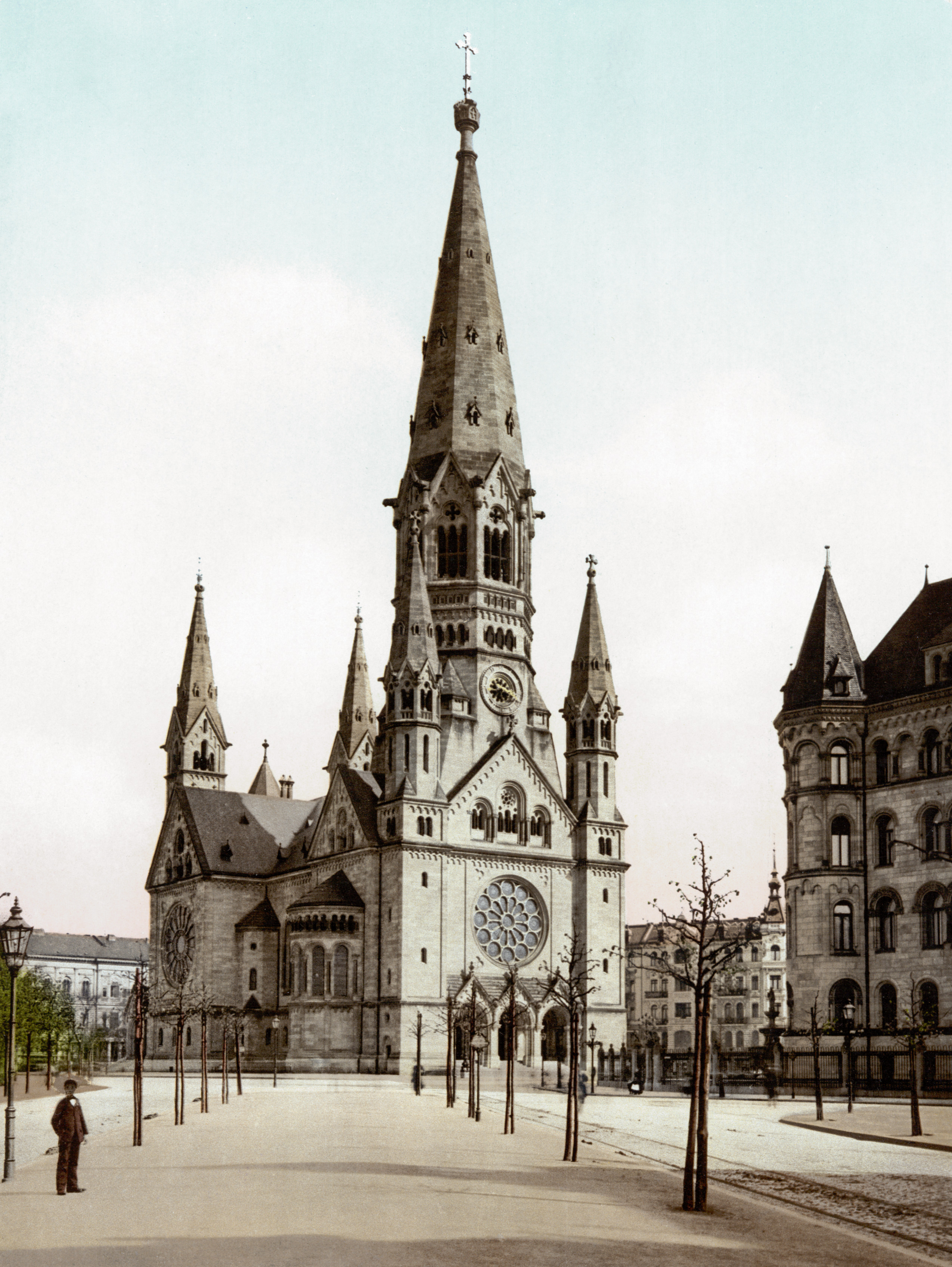
Església de l'emperador Guillem (1891-1895, actualment en ruïnes) a Berlín (al voltant de 1900)
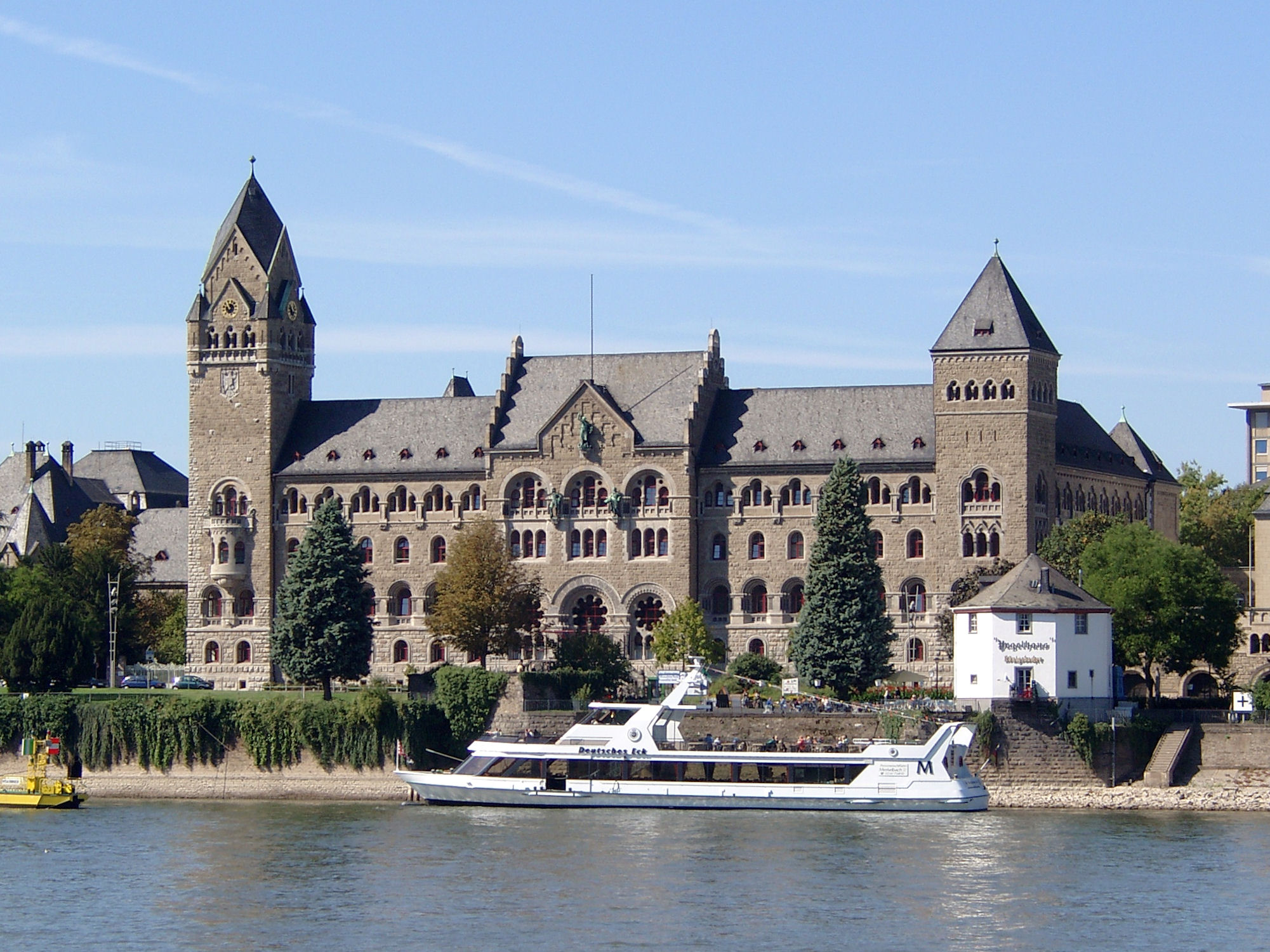
Govern provincial a Coblença

Esglésies neoromàniques alemanyes
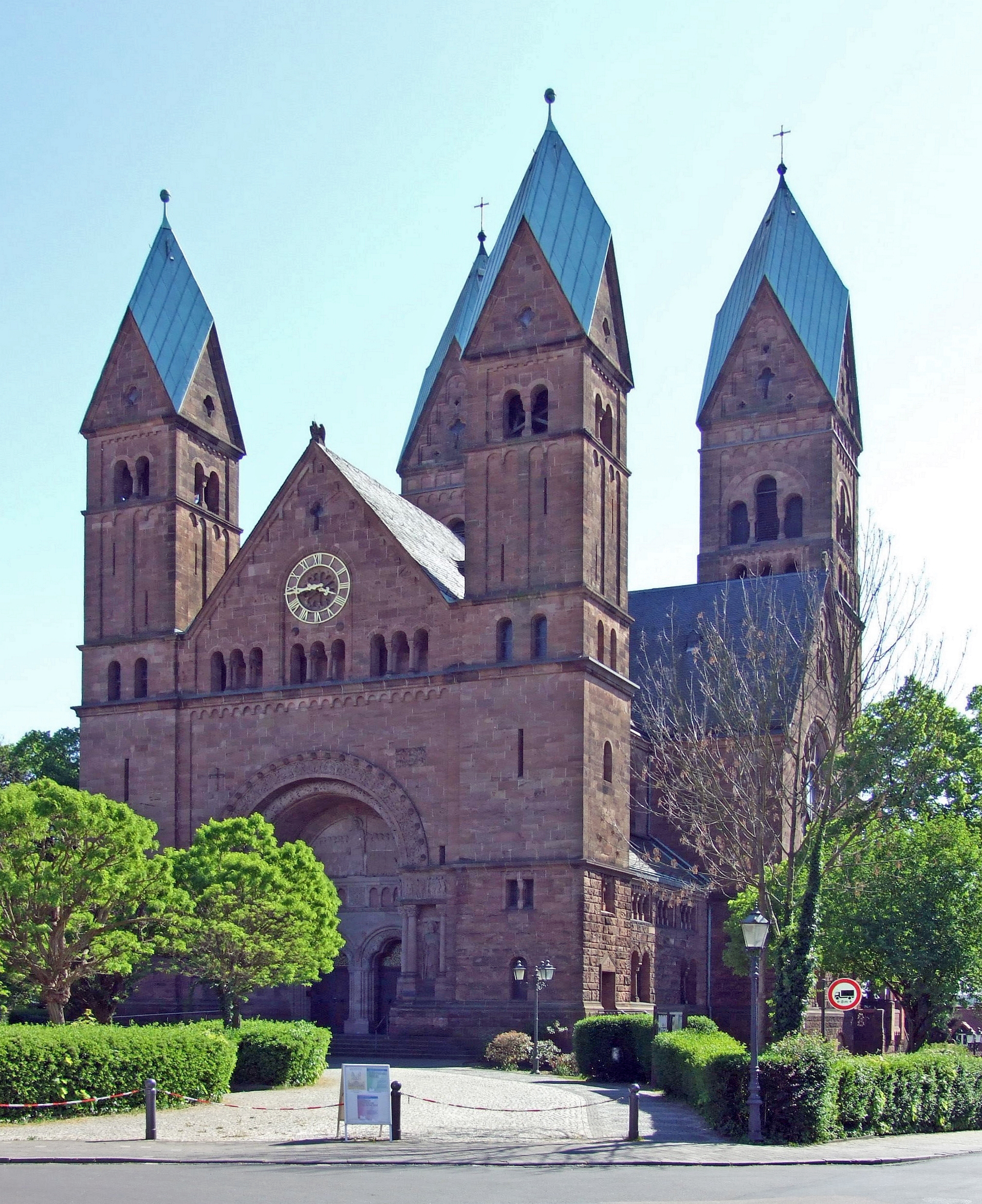
Erlöserkirche Bad Homburg
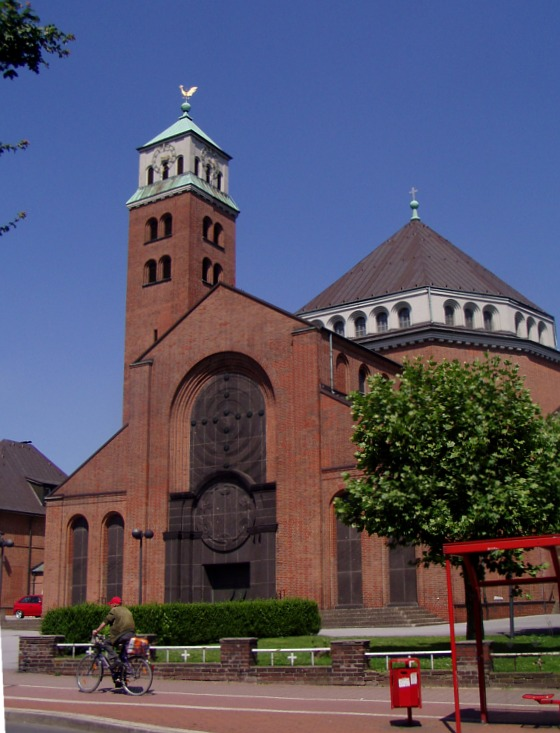
Heilig-Kreuz-Kirche Gladbeck-Butendorf
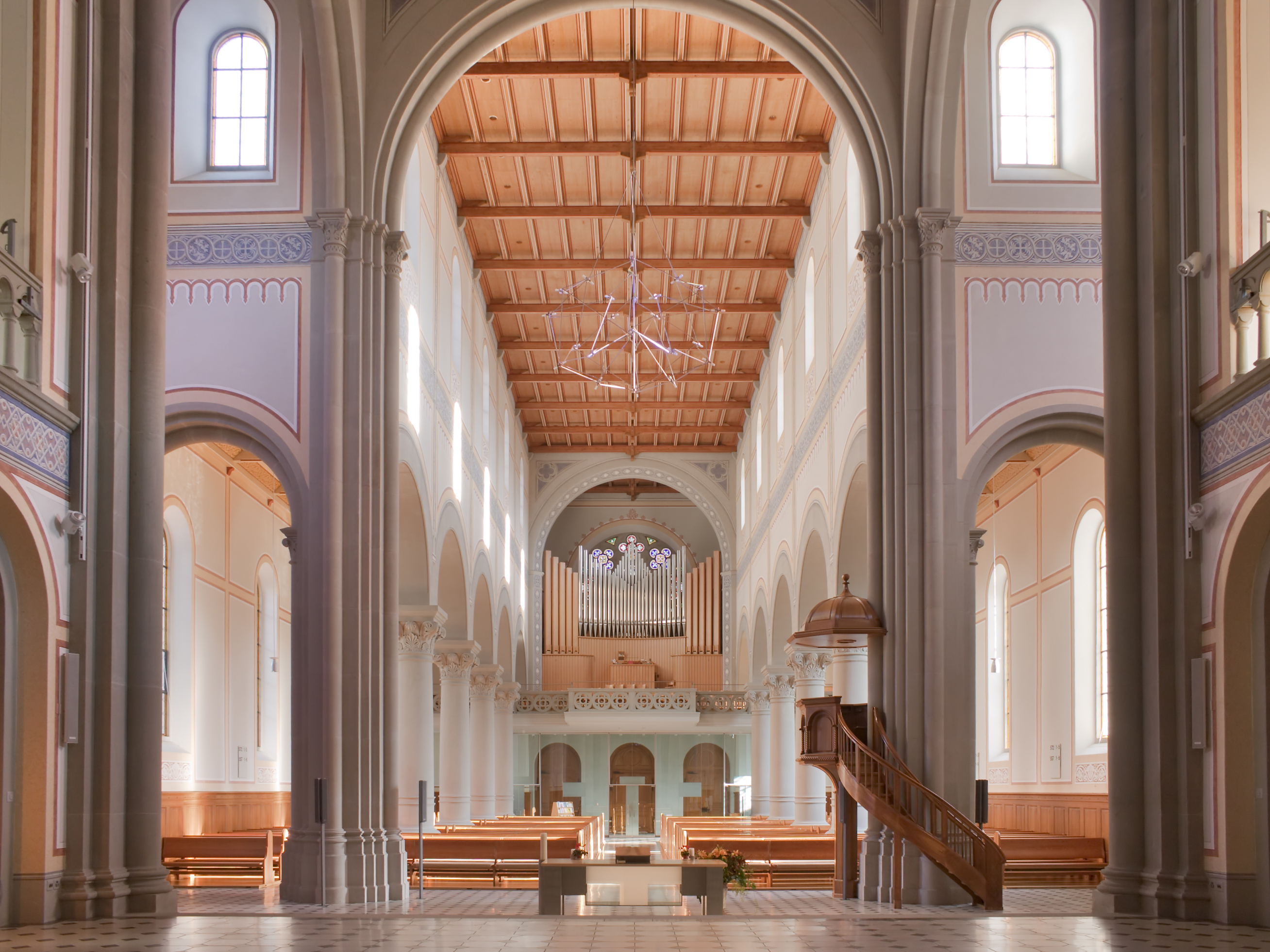
Langhaus der Stadtkirche Glarus
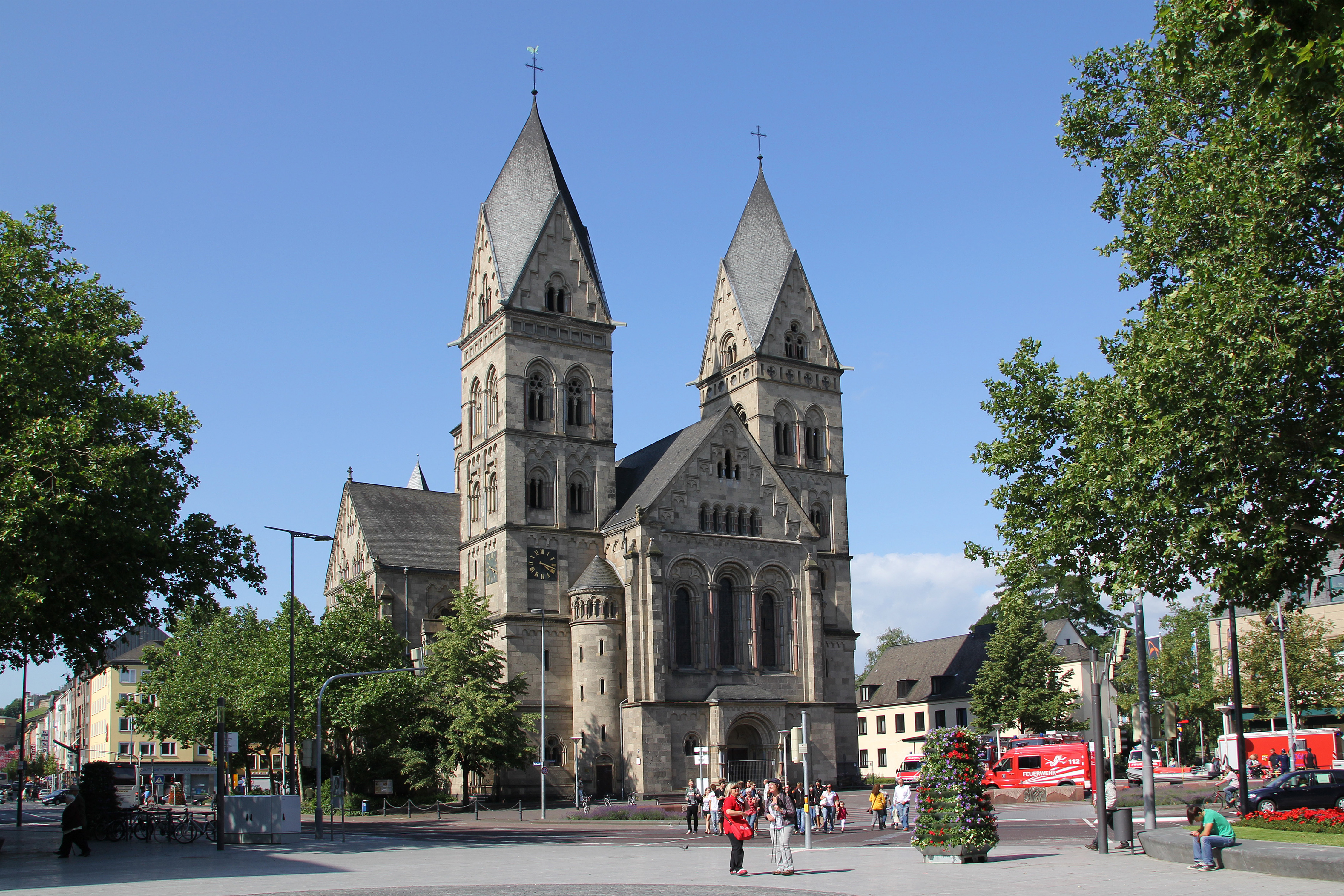
Sagrat Cor a Coblença (1900–1903)
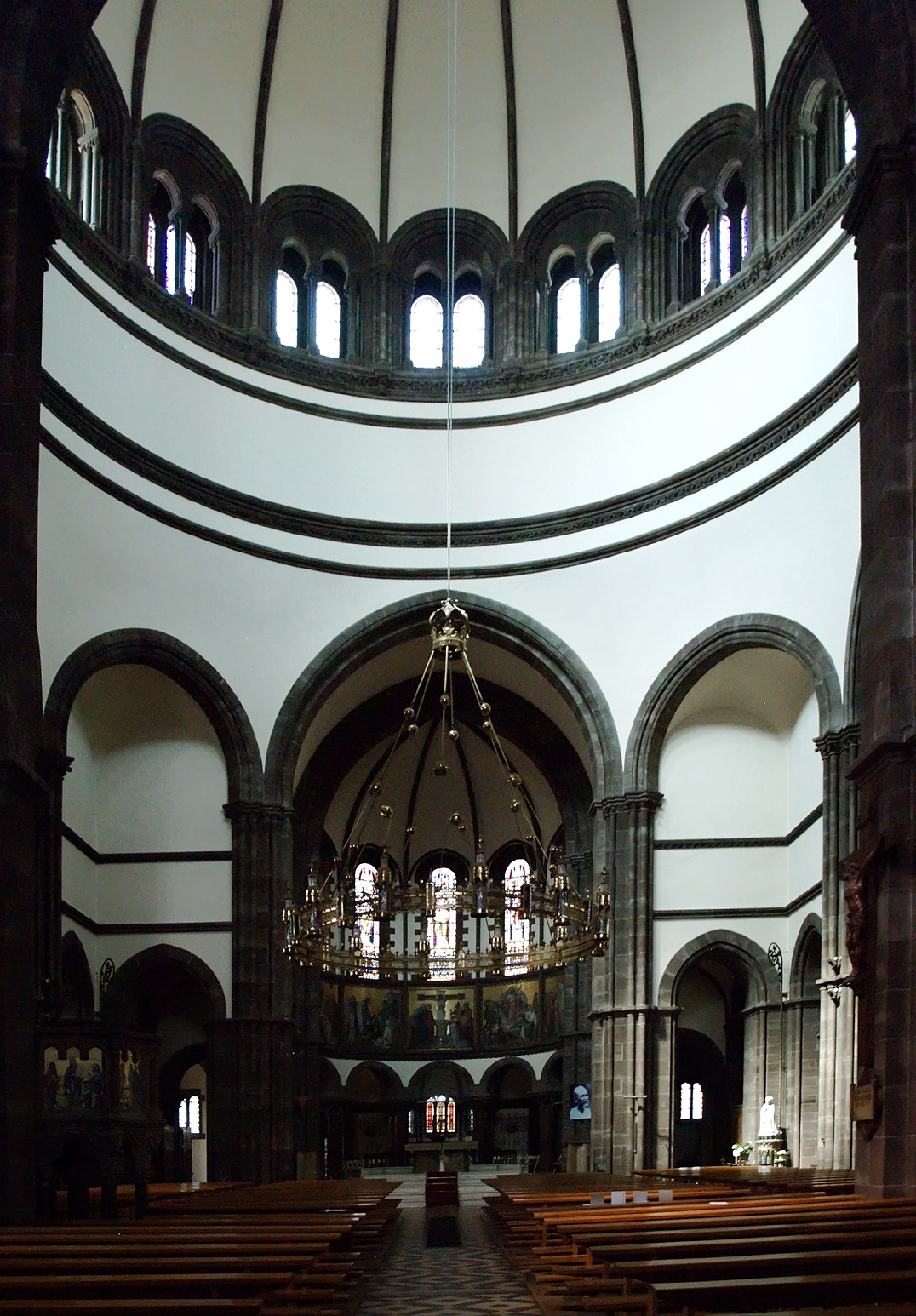
Innenansicht von Saint-Pierre-le-Jeune catholique a Estrasburg
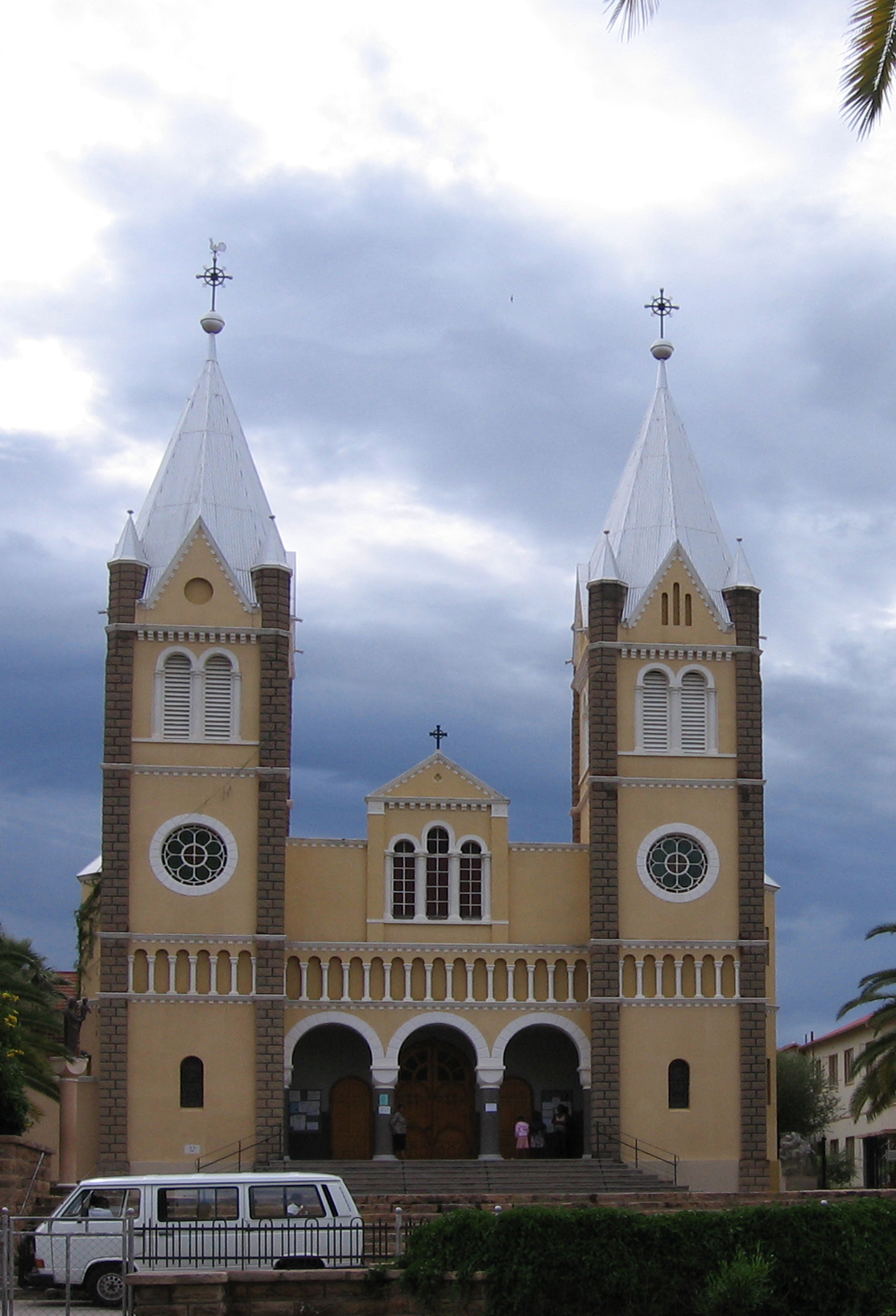
Marien-Kathedrale Windhoek
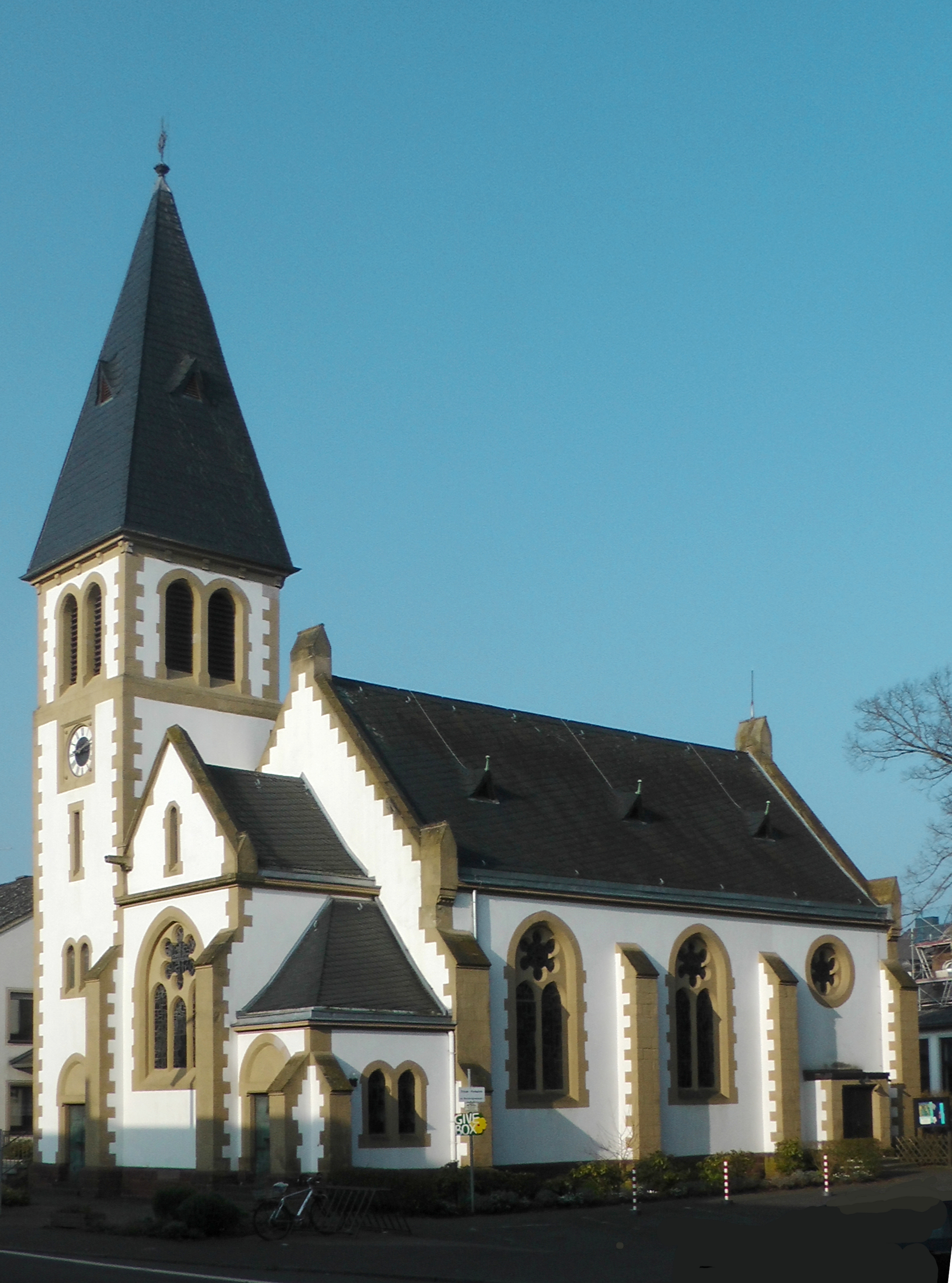
Evangelische Kirche Konz-Karthaus
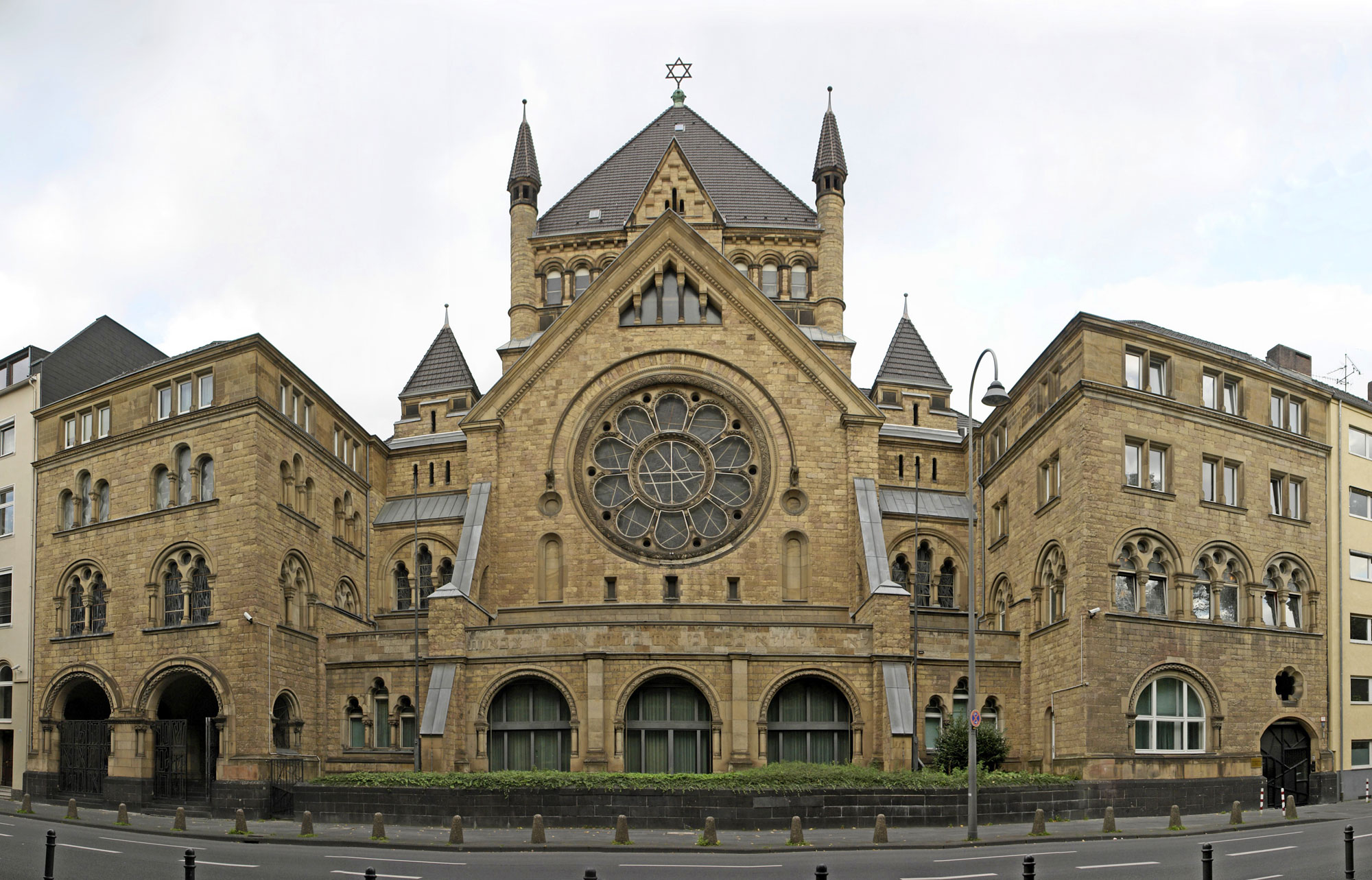
Sinagoga de Colònia (1895–1899)
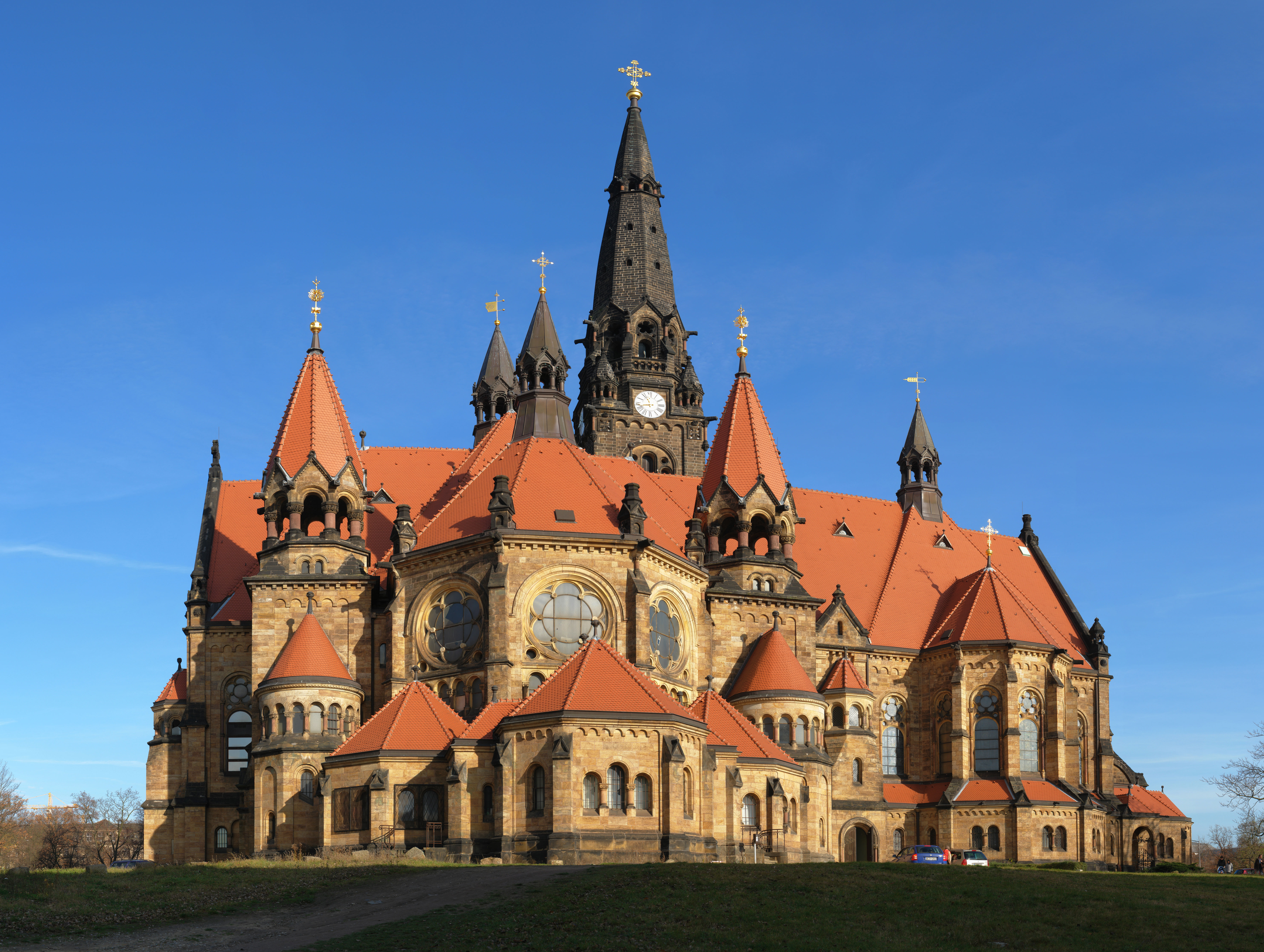
Església de la guarnició Saint-Martin, Dresden (1893–1900)
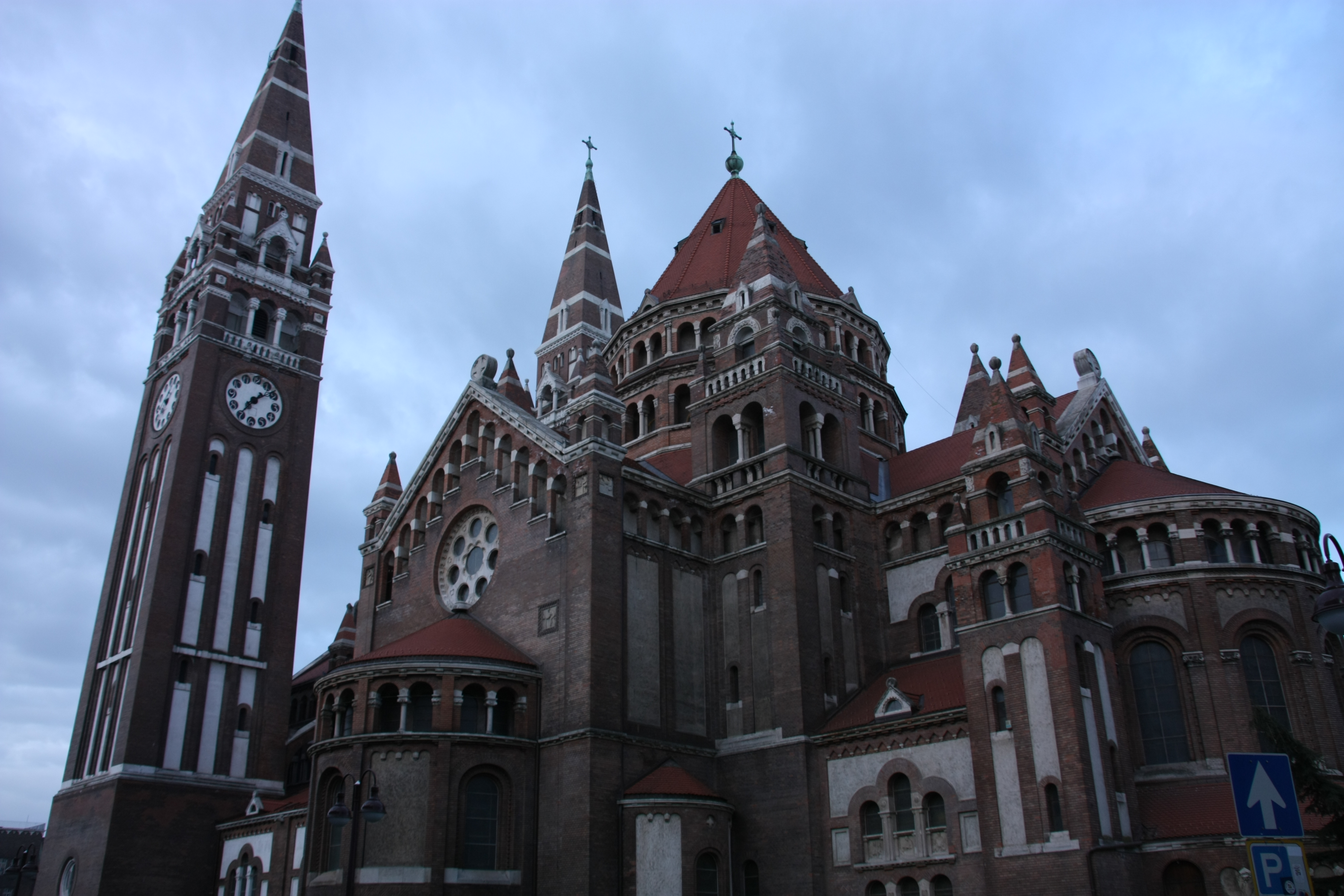
Der Dom d'Szeged
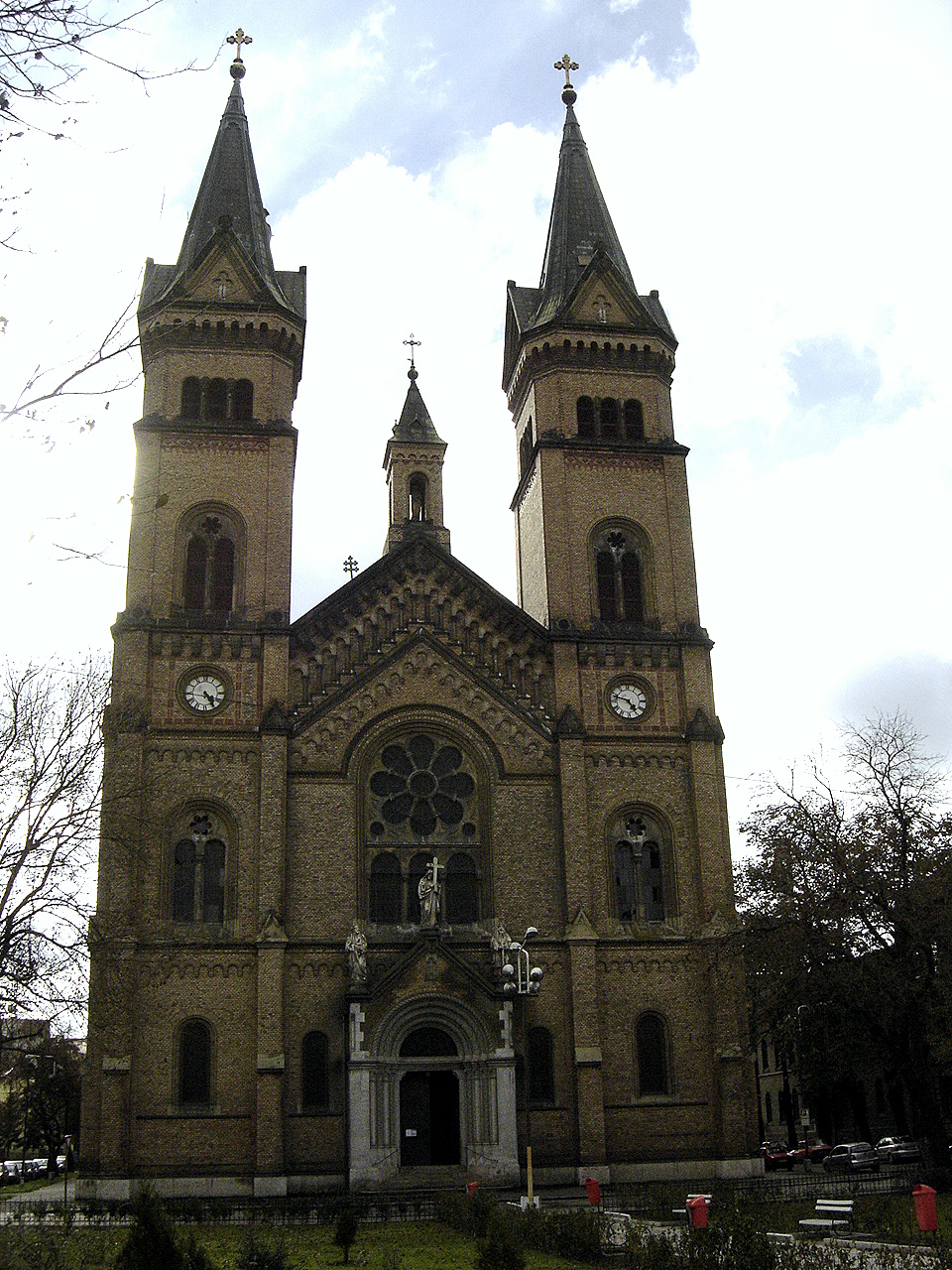
Millenniumskirche a Timișoara
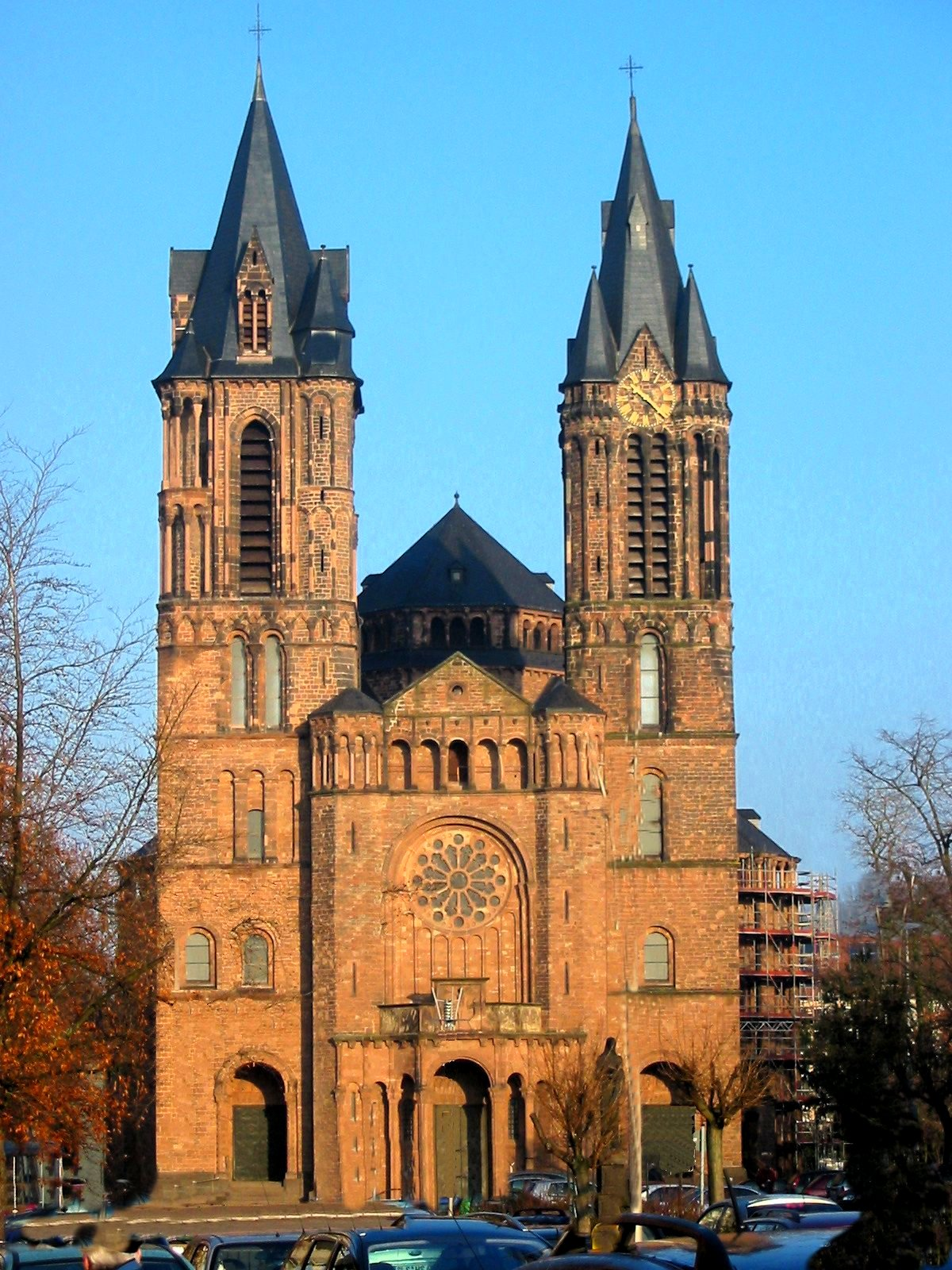
Kath. Pfarrkirche Heilig Sakrament a Dillingen/Saar
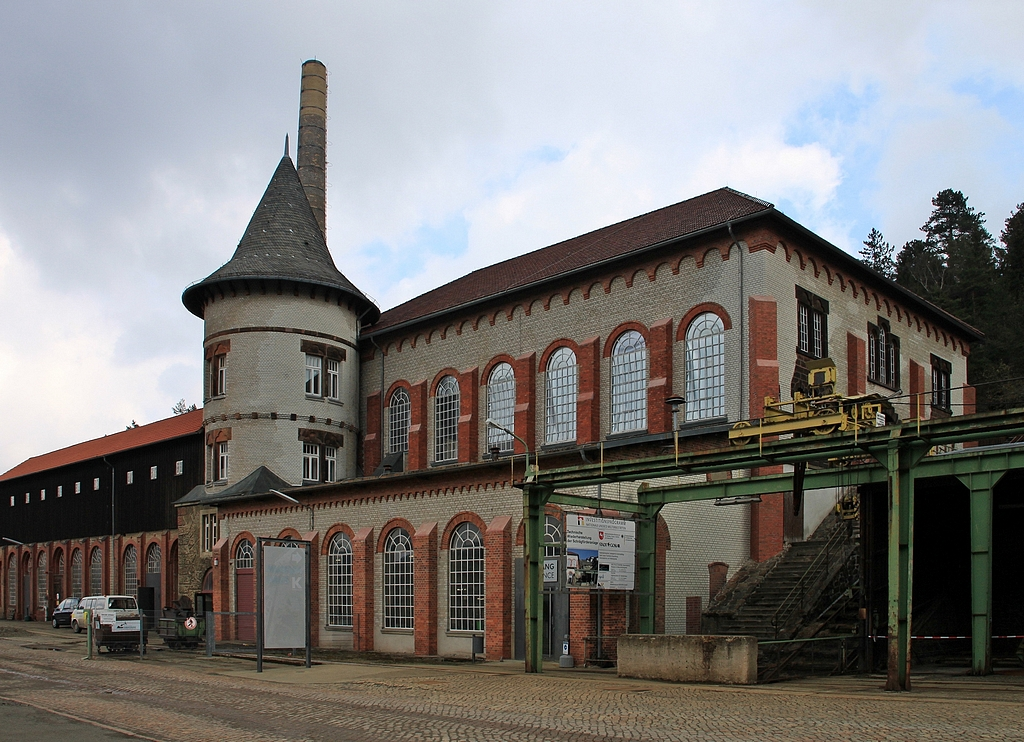
Kraftzentrale (1905/06) des Erzbergwerkes Rammelsberg a Goslar (UNESCO-Weltkulturerbe)
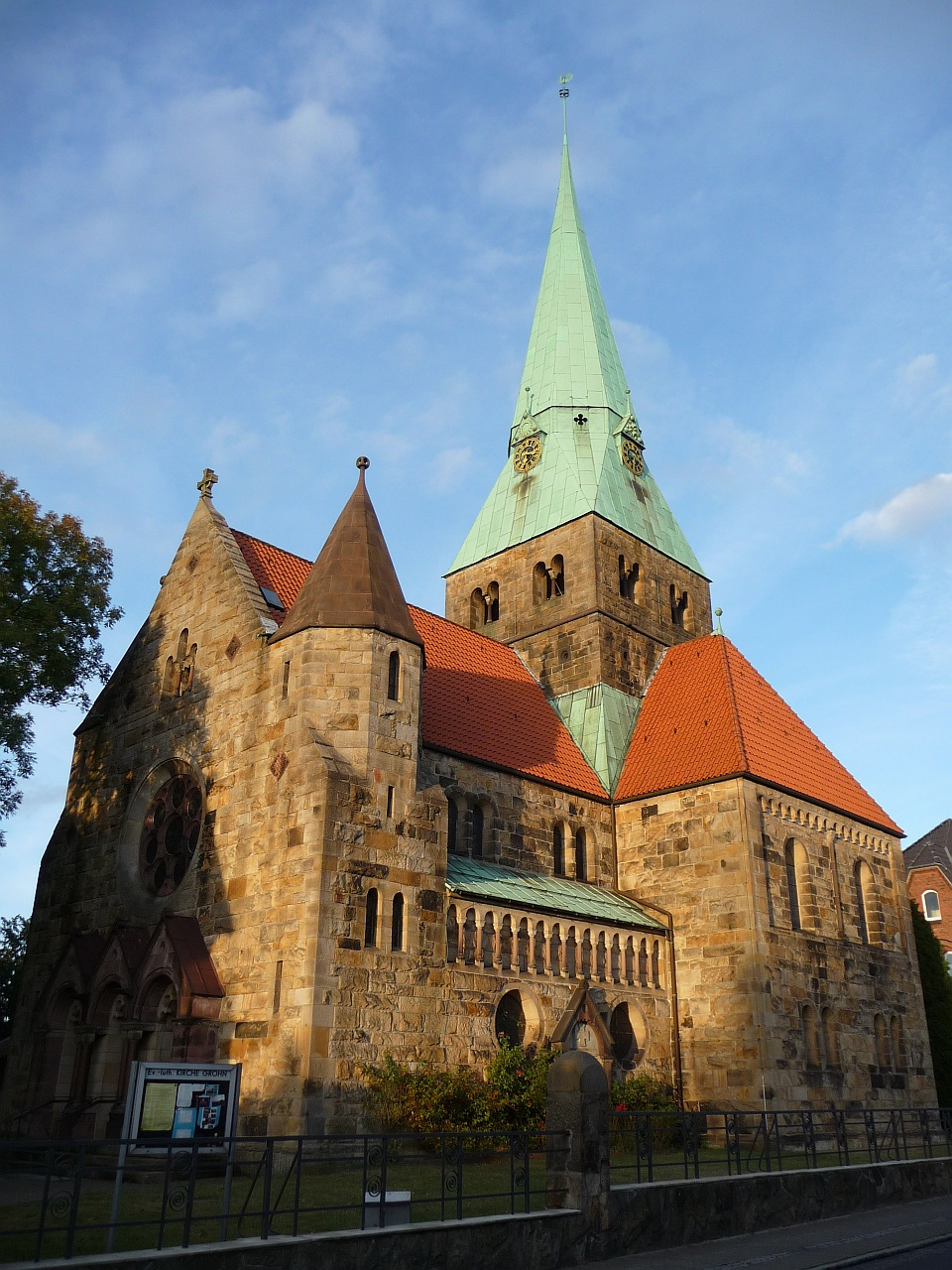
St.-Michael-Kirche a Bremen-Vegesack-Grohn
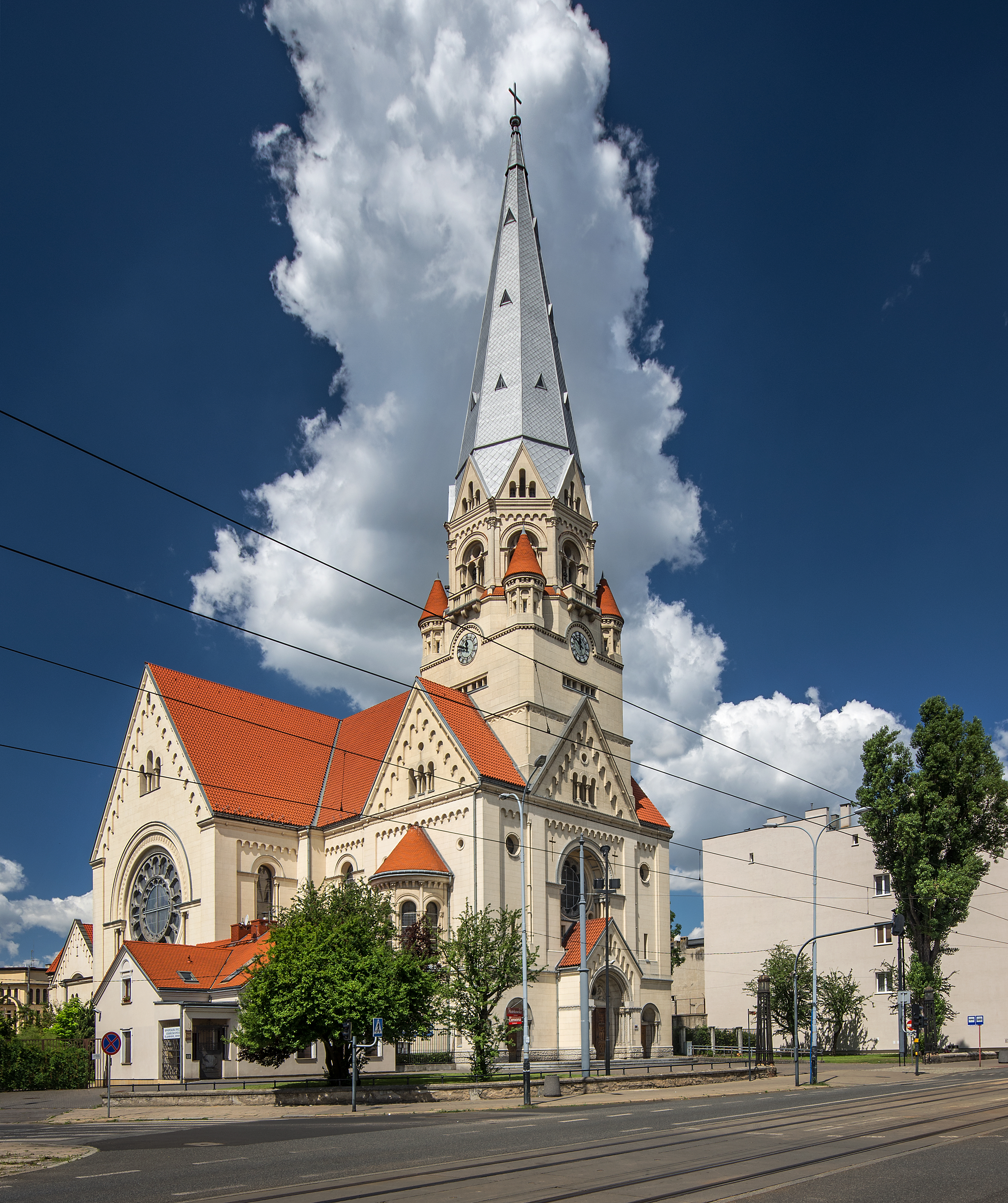
St.-Matthäus-Kirche a Łódź

### França
A França, va ser Eugène Viollet-le-Duc qui, després de la publicació del seu Dictionnaire, va posar en marxa un moviment sostingut en favor del vocabulari de les formes medievals. Gràcies al seu coneixement dels estils medievals, va exercir primer a grans obres de restauració (basílica de Santa Maria Magdalena de Vézelay, basílica de Sant Serni), en les que sovint va plantejar una recreació de models que no van existir, abans de suscitar un gran nombre de seguidors. Un exemple d'aquest estil és el museu Dobrée a Nantes, construït a partir de 1862 per allotjar les col·leccions d'art de Thomas Dobrée (1810-1895).
Moltes esglésies es van construir inspirant-se en models romànics més o menys interpretats, que incloïa un estil romànic romà d'Orient, que va ser un gran èxit (basílica del Sagrat Cor de Montmartre a París de Paul Abadie, que havia participat en la restauració de Sant-Sernin). Altres exemples remarcables són la catedral de Marsella, l'església de Saint Denys a Argenteuil (1862-1865), l'església de la Mare de Déu de l'Assumpció a Villefranche-du-Périgord, també de Paul Abadie (1864-1869), i diversos monuments de Metz (l'oficina central de correus, estació de tren (1905-1908), el Temple Nou (1901-1904). A Carling, l'església catòlica de Sant Gerard Majella d'estil neoromànic otonià va ser construït des del 1906 fins al 1908 sota la direcció de l'arquitecte Klein.

Neoromànic a França
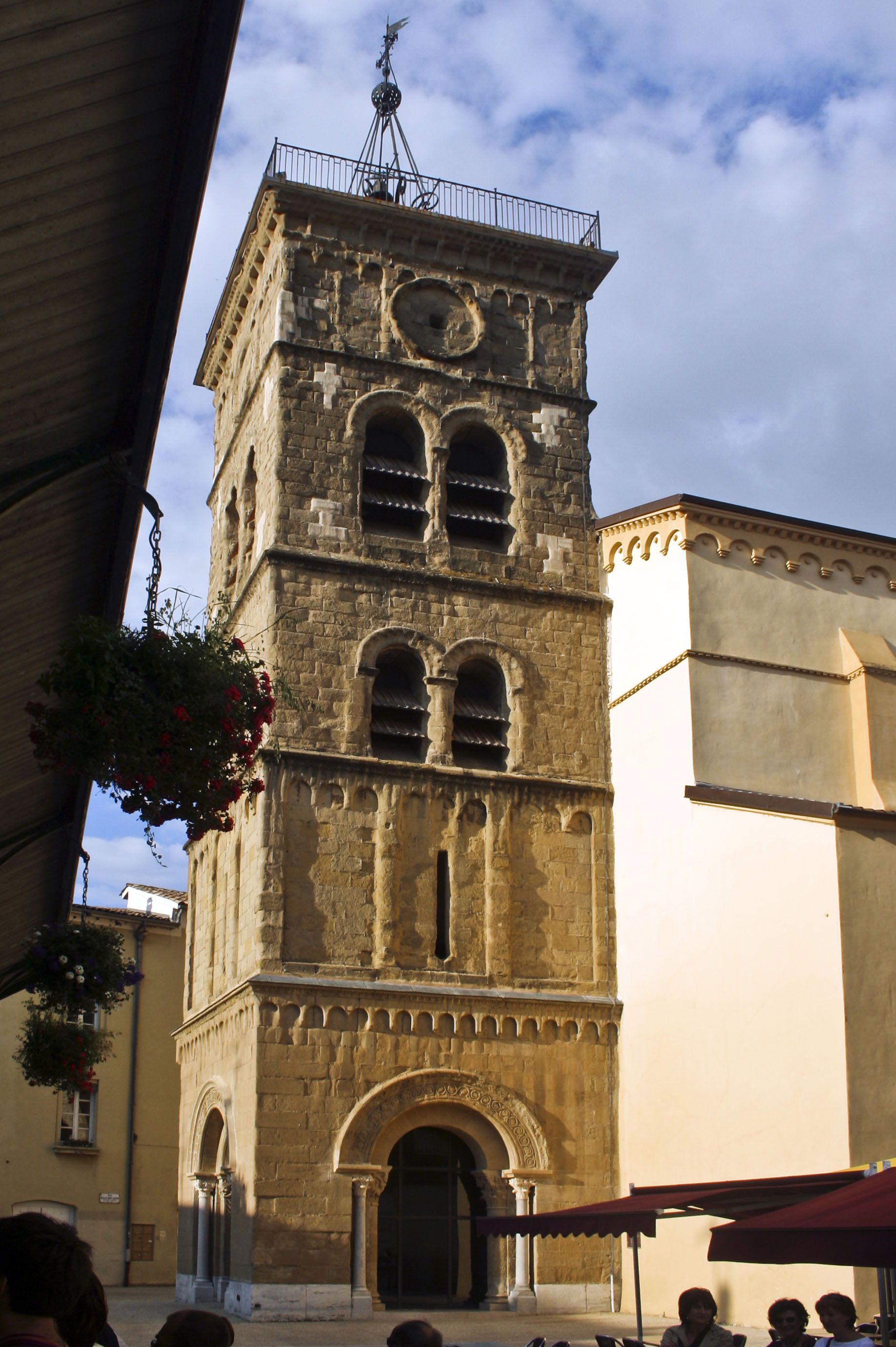
El campanar neoromànic (1876) de l'església Sant-Jean-Baptiste a Valença (Droma).
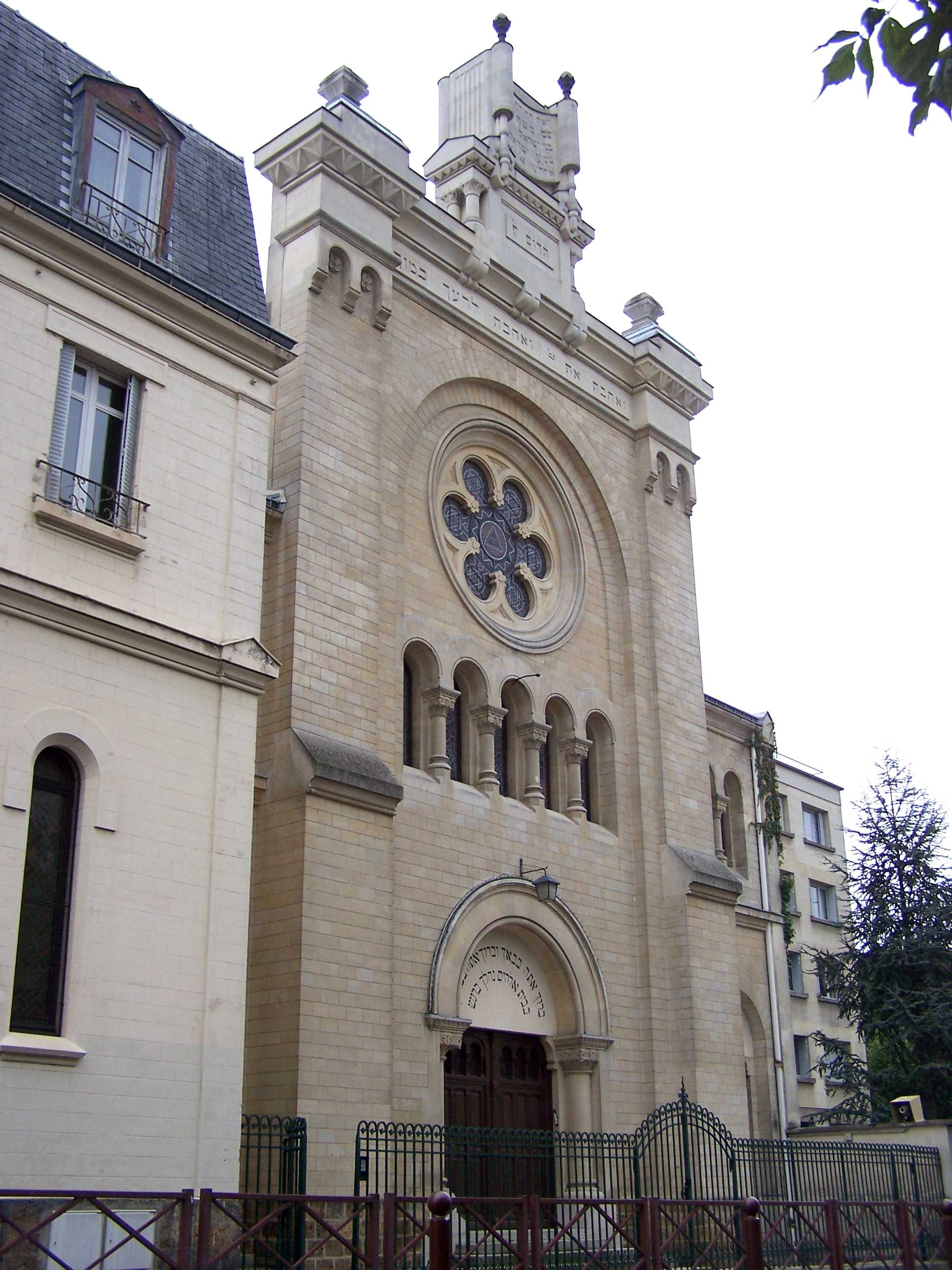
Sinagoga de Versalles (1884–1886), d'Alfred-Philibert Aldrophe
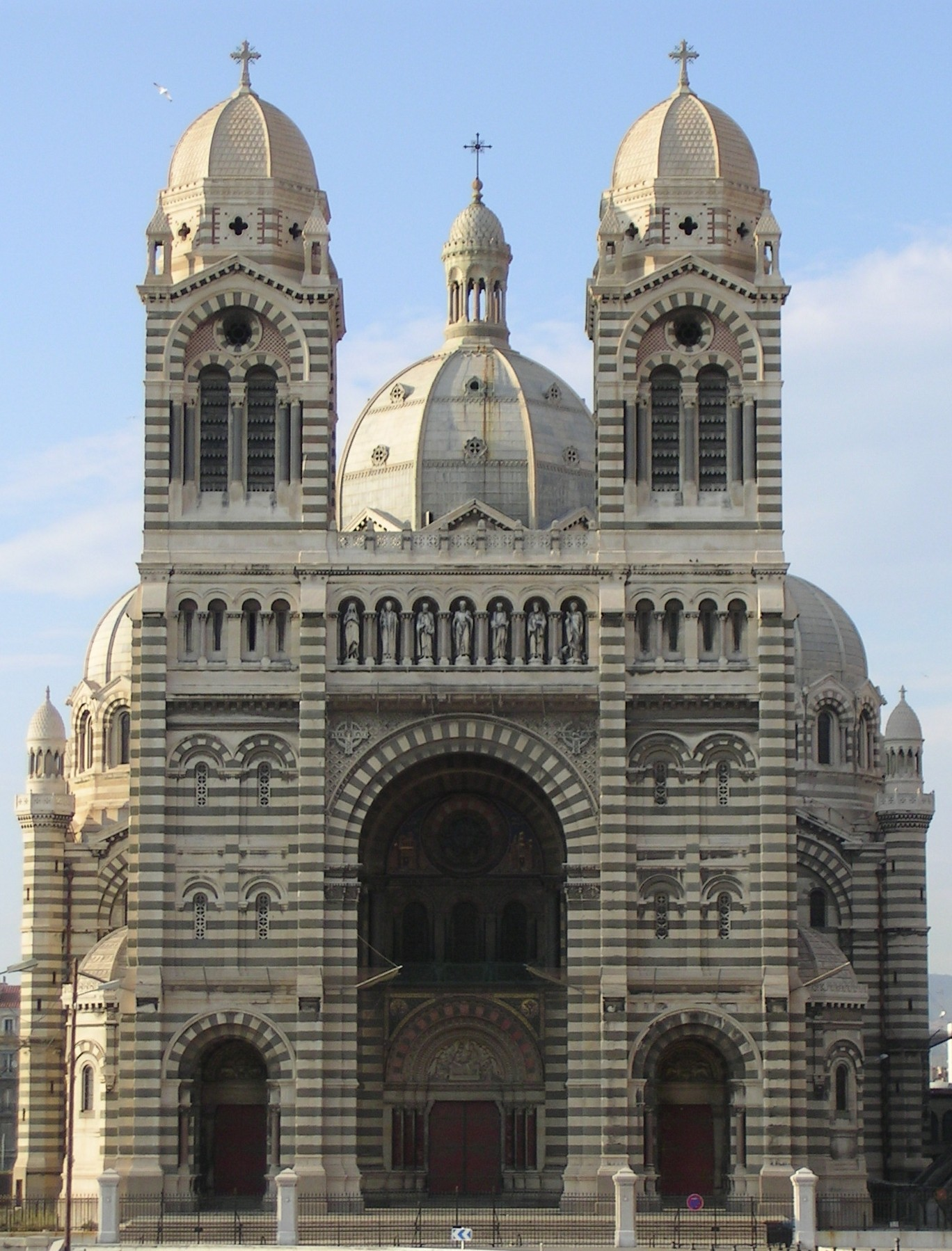
Catedral de Marsella (1852–1893)
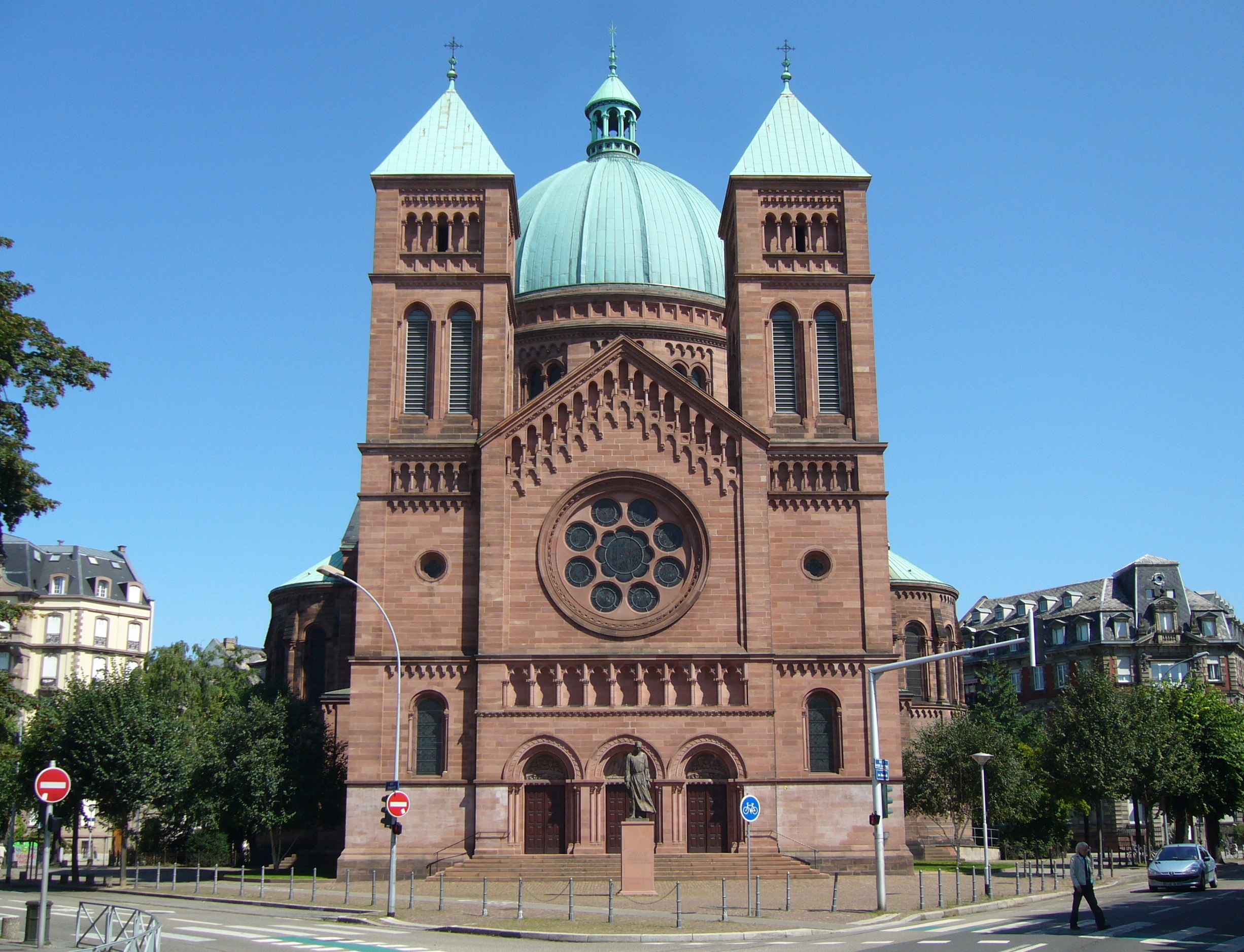
Església de Sant Pere El Jove a Estrasburg (1889–1893), d'Skjøld Neckelmann i August Hartel
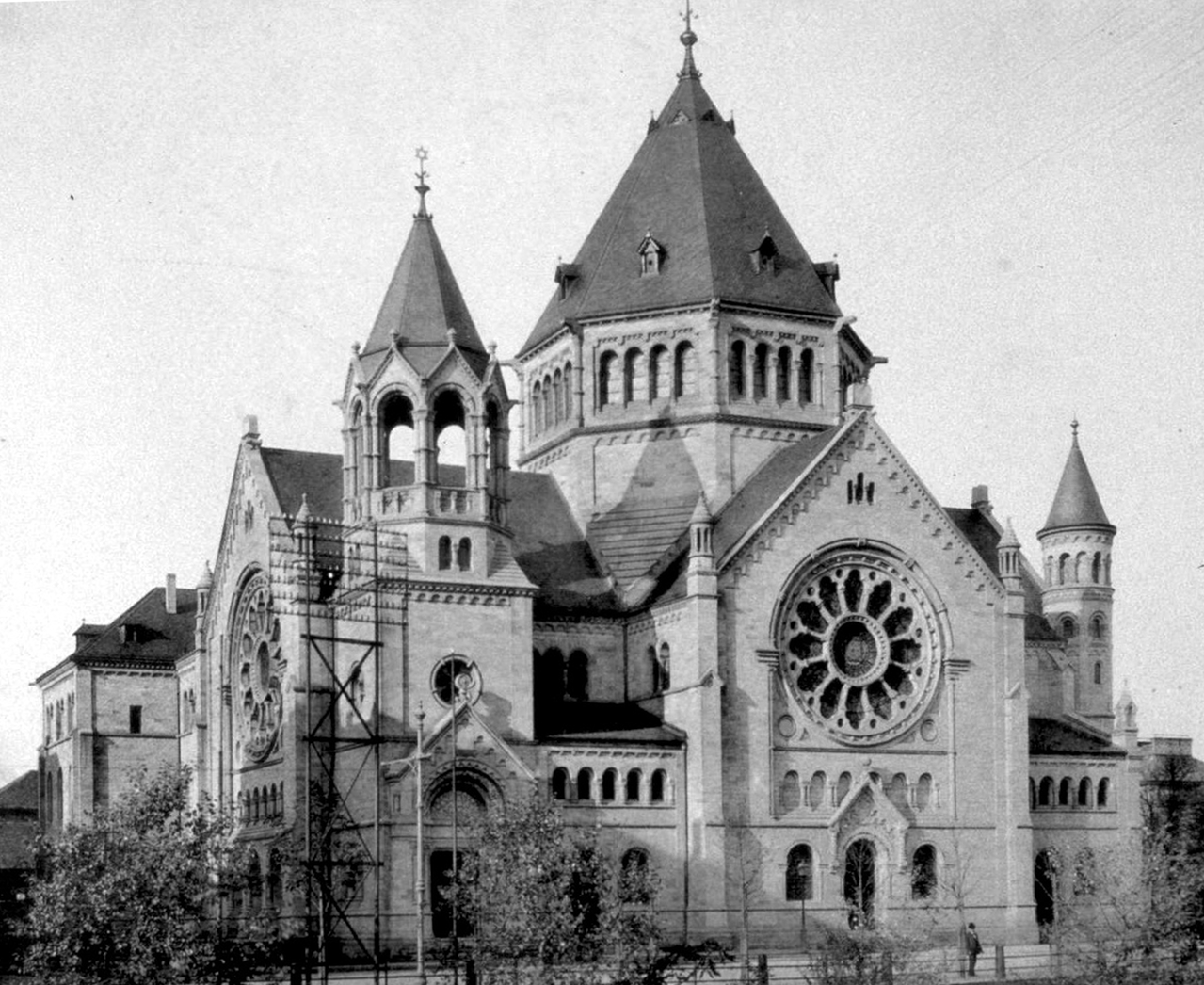
Alta Sinagoga a Estrasburg (1896–1898), de Ludwig Levy
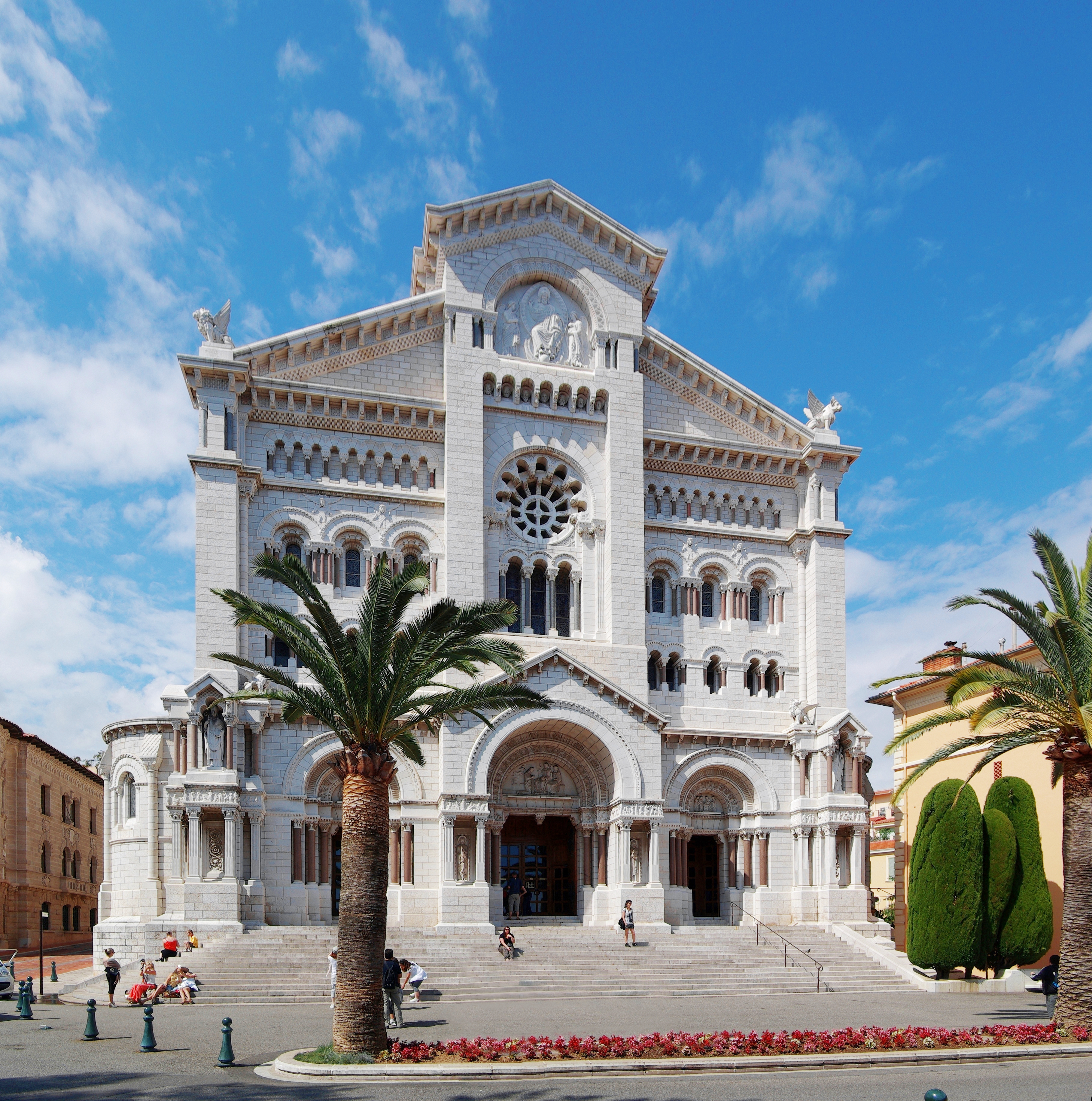
Catedral de la Immaculada Concepció del Principat de Mònaco (1875–1903)
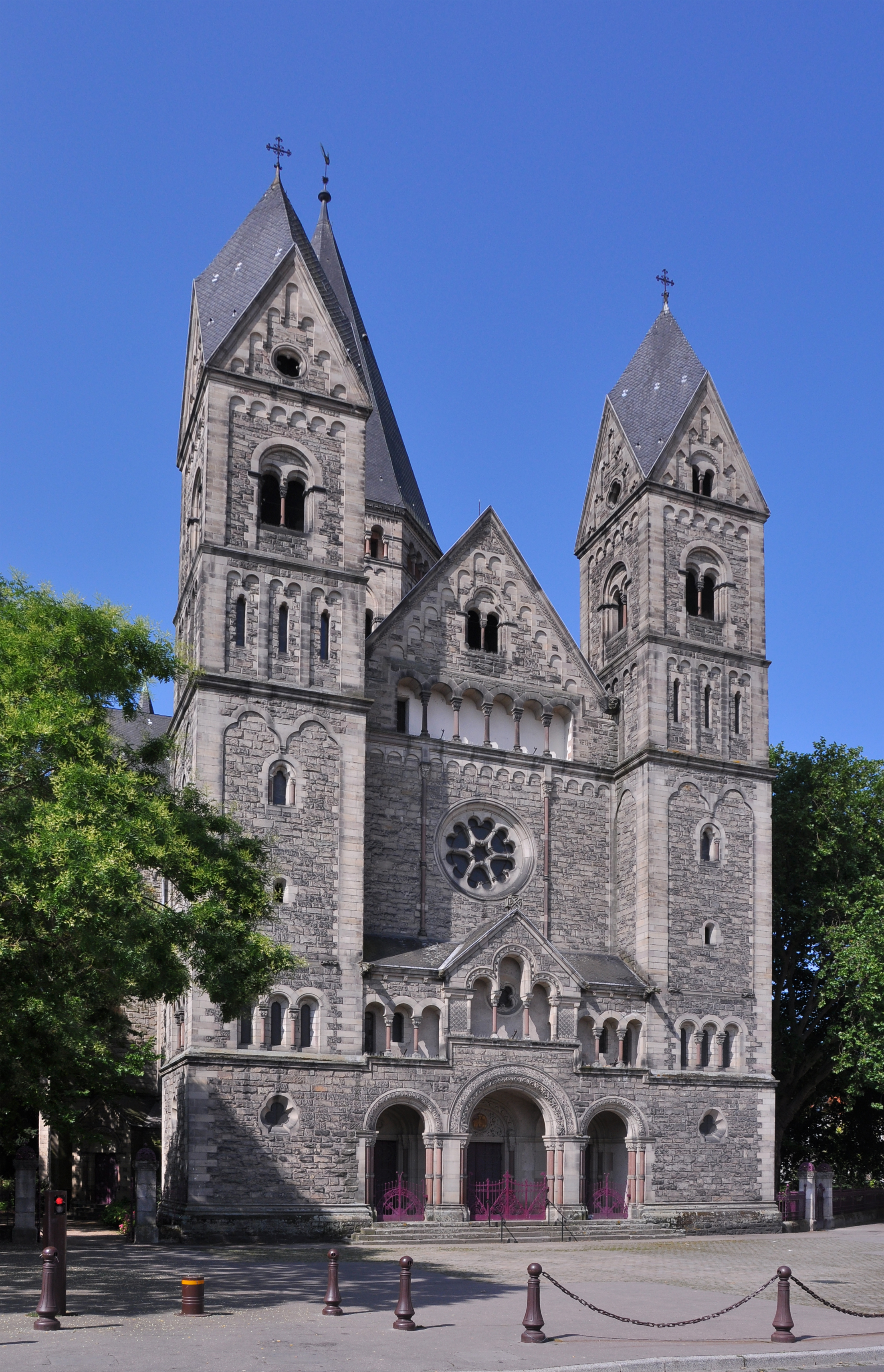
El Temple Neuf a Metz (1901–1904), obra de l'arquitecte alemany Conrad Wahn.
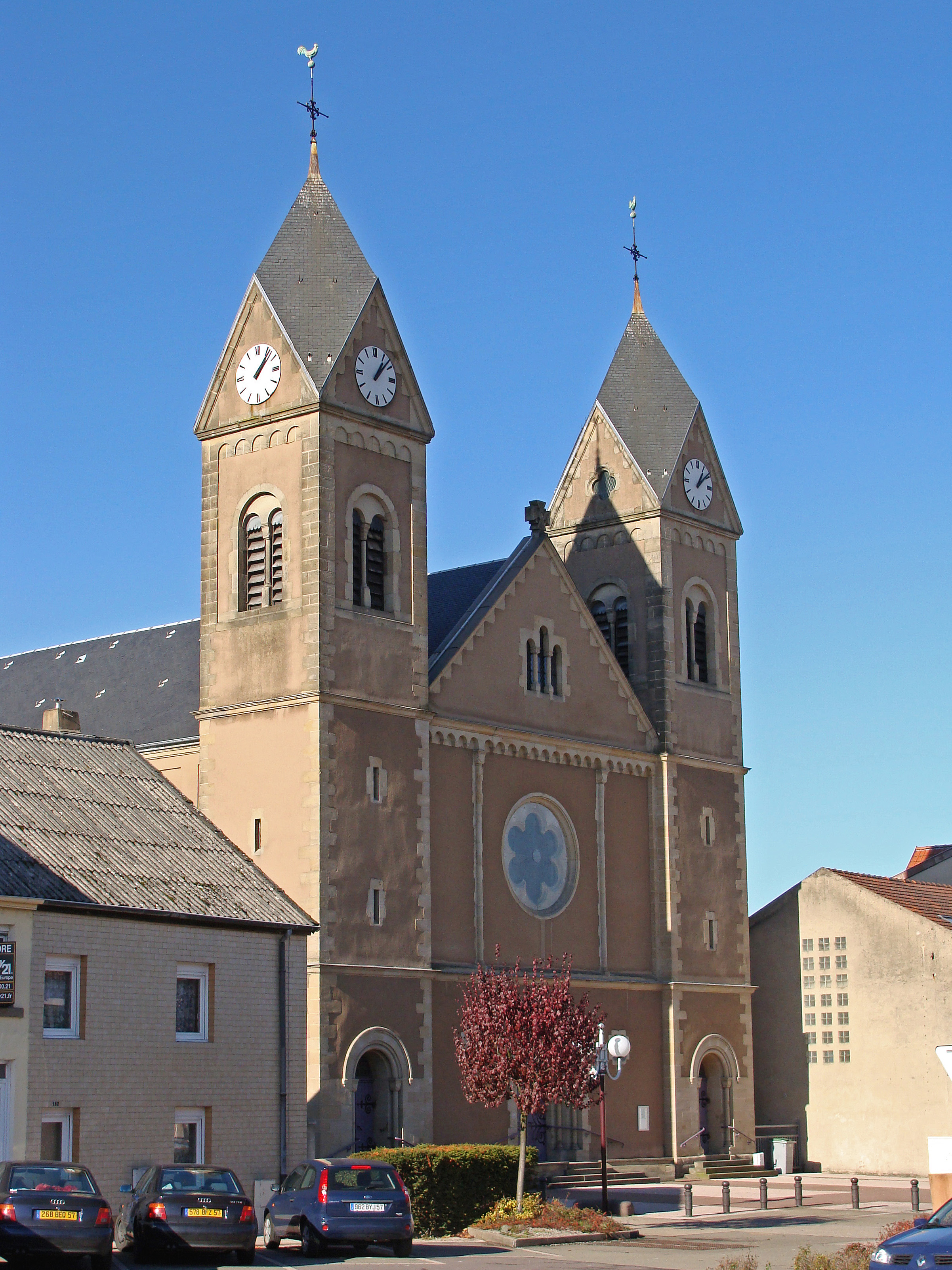
Església Saint-Gérard Majella de Carling (1906–1908), obra de l'arquitecte Klein
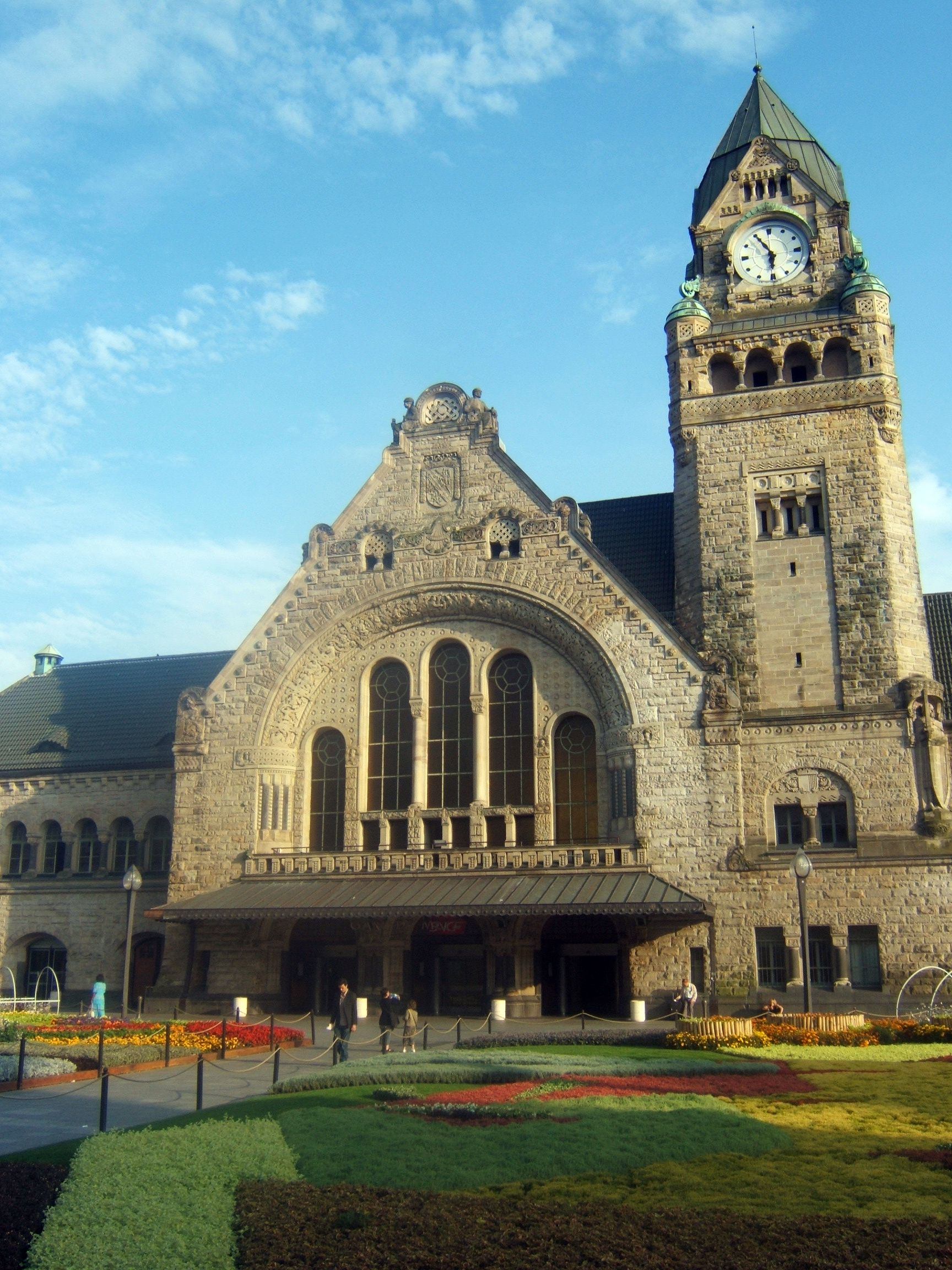
Estació de Metz-Ville (1905–1908), de Jürgen Kröger
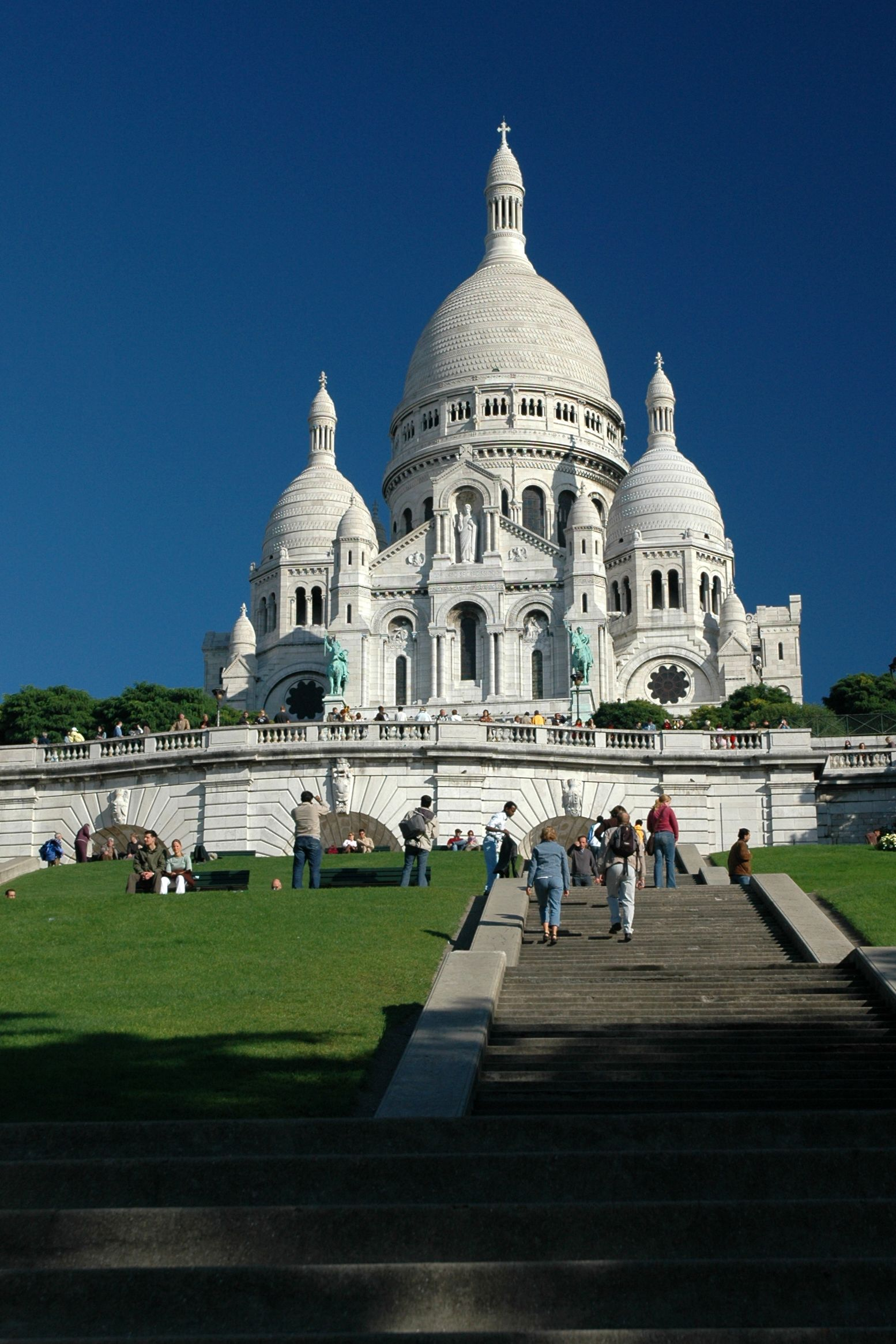
La basílica del Sagrat Cor de Montmartre, a Paris (1875–1923)
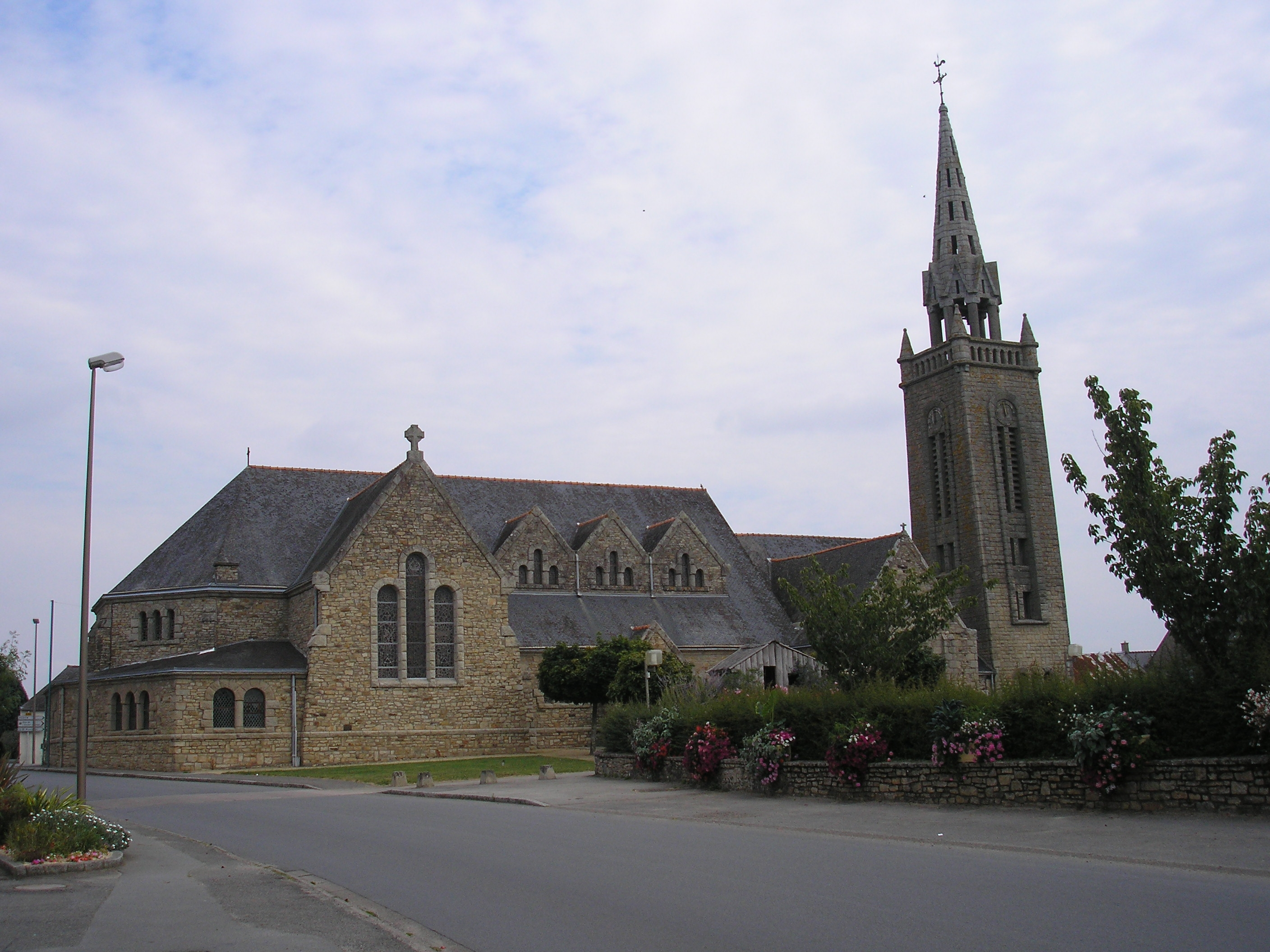
L'església Saint-Melaine, a Rieux (Morbihan)
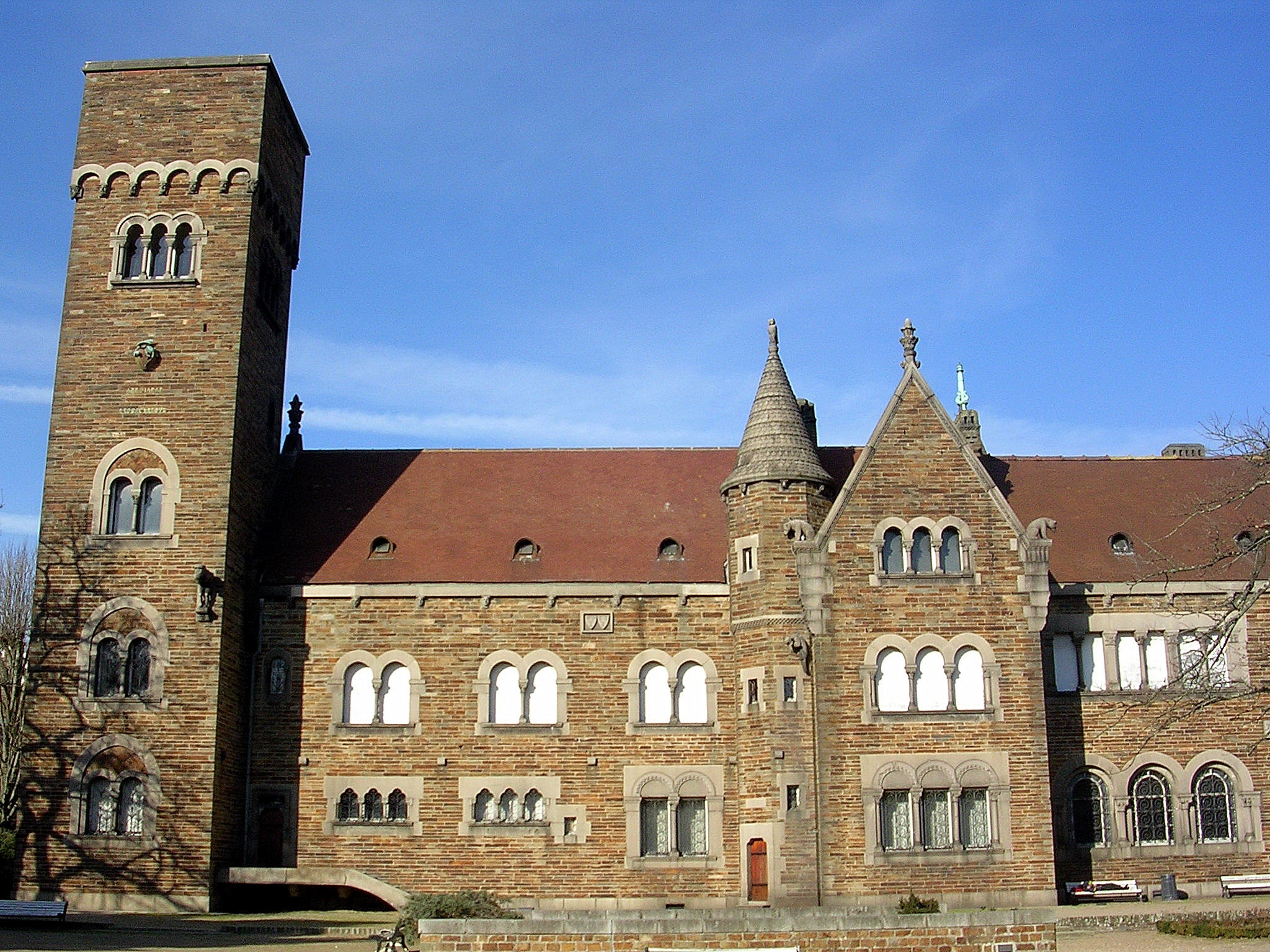
El palau Dobrée a Nantes.
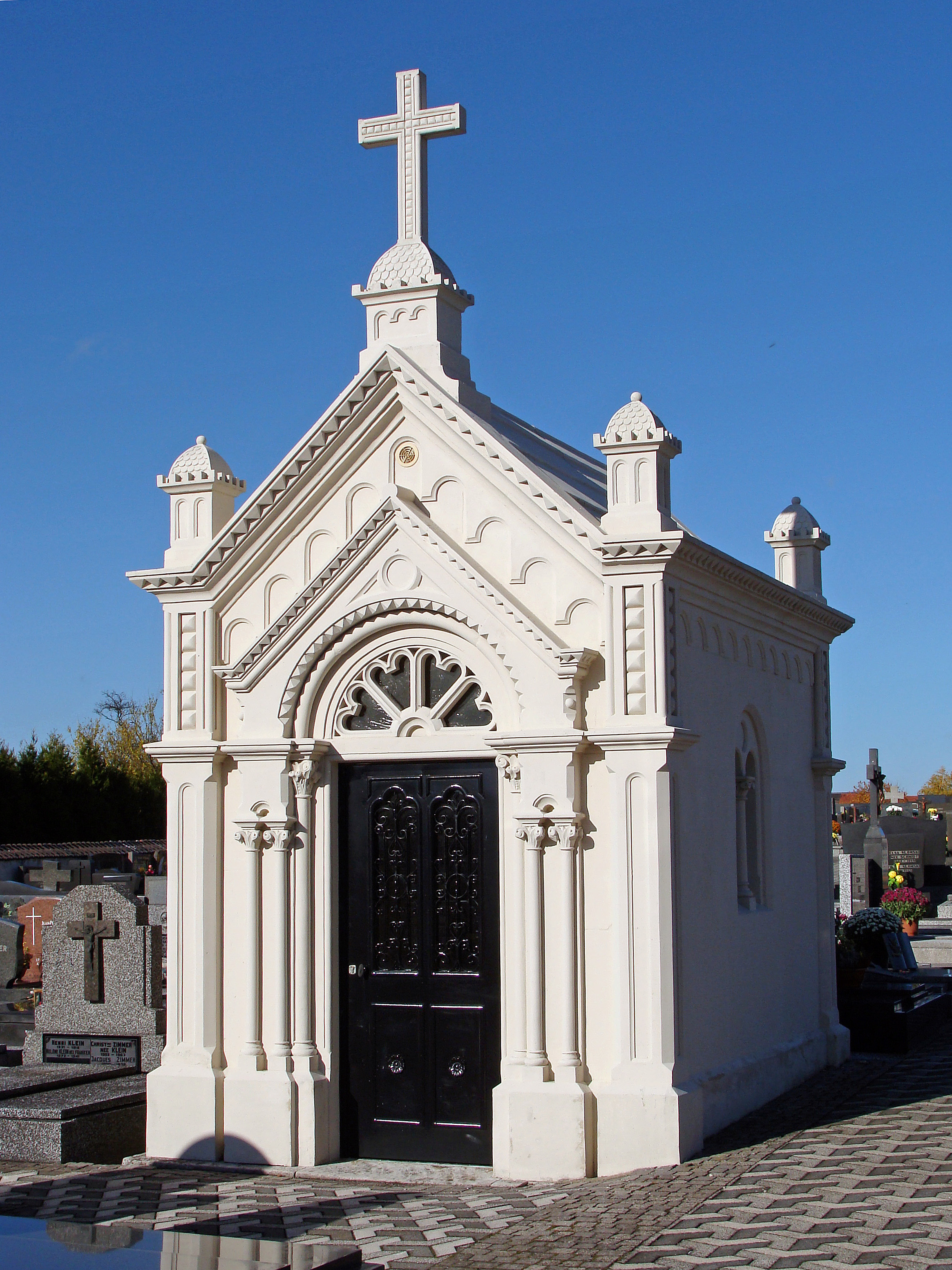
Capella neoromànica de L'Hôpital (Moselle).
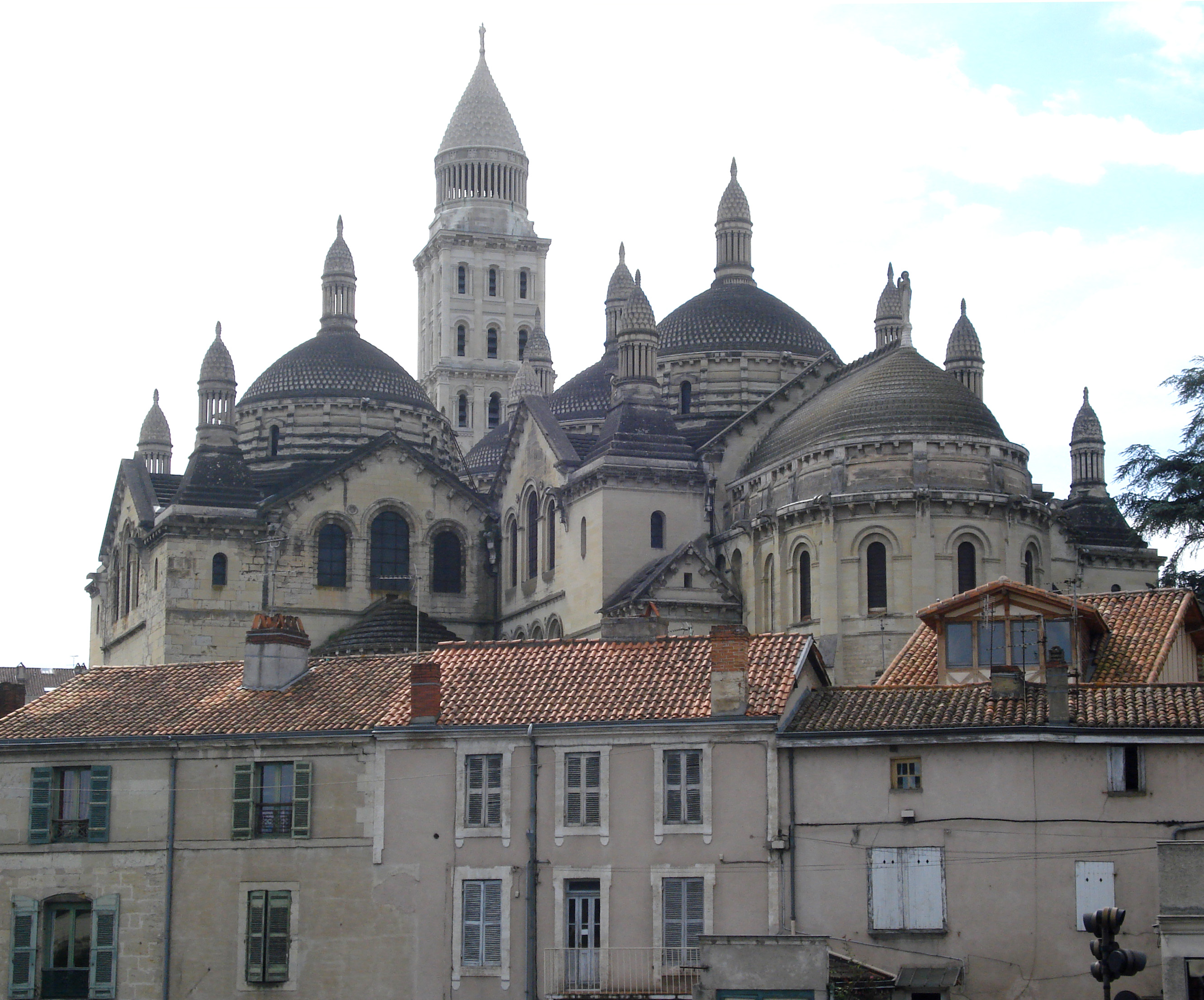
Intervenció de Paul Abadie a la Catedral de Sant Front de Perigús.

### Itàlia

Neoromànic a Itàlia
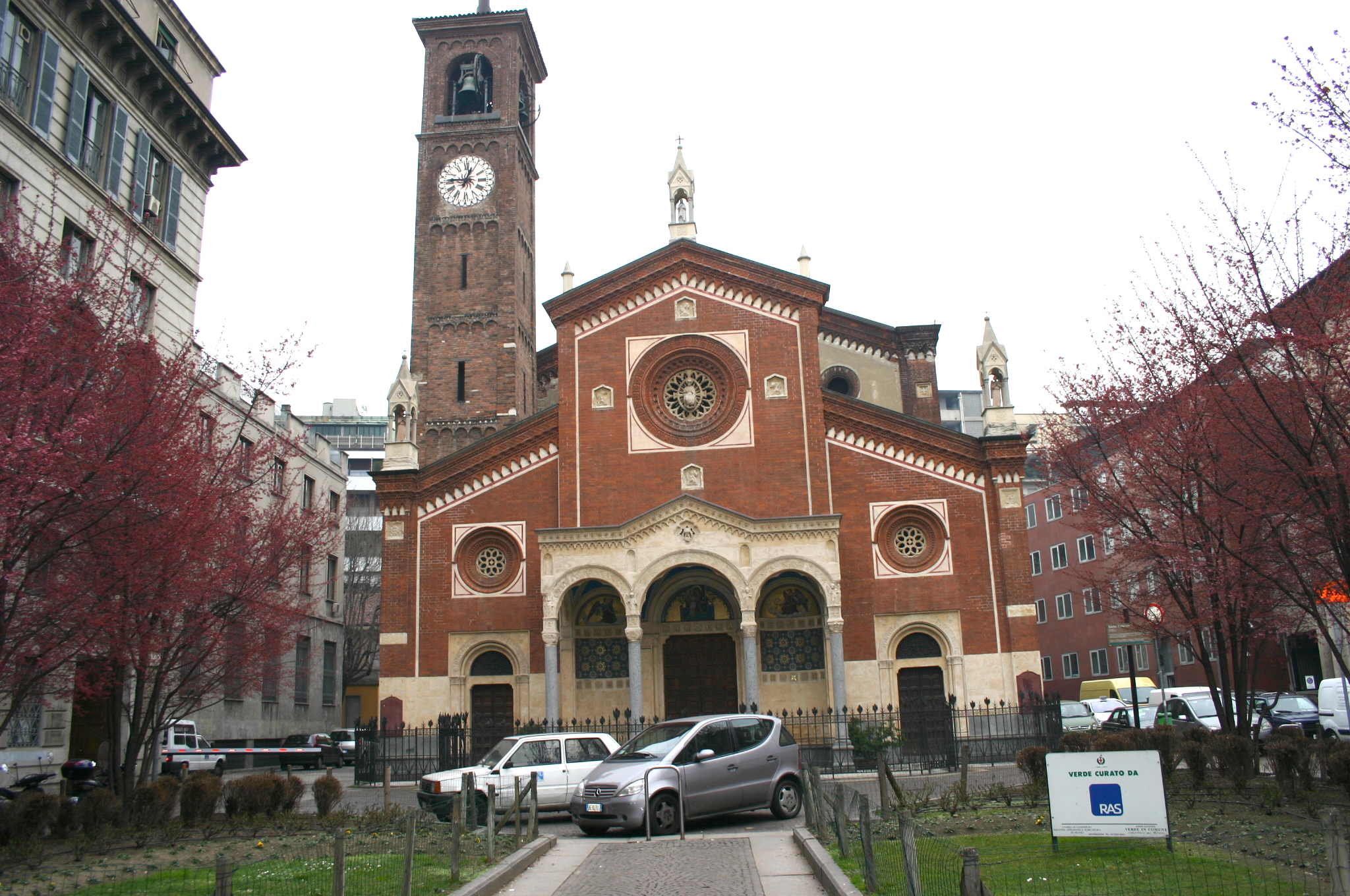
Façana de la basílica de Santa Eufèmia a Milà (1870)
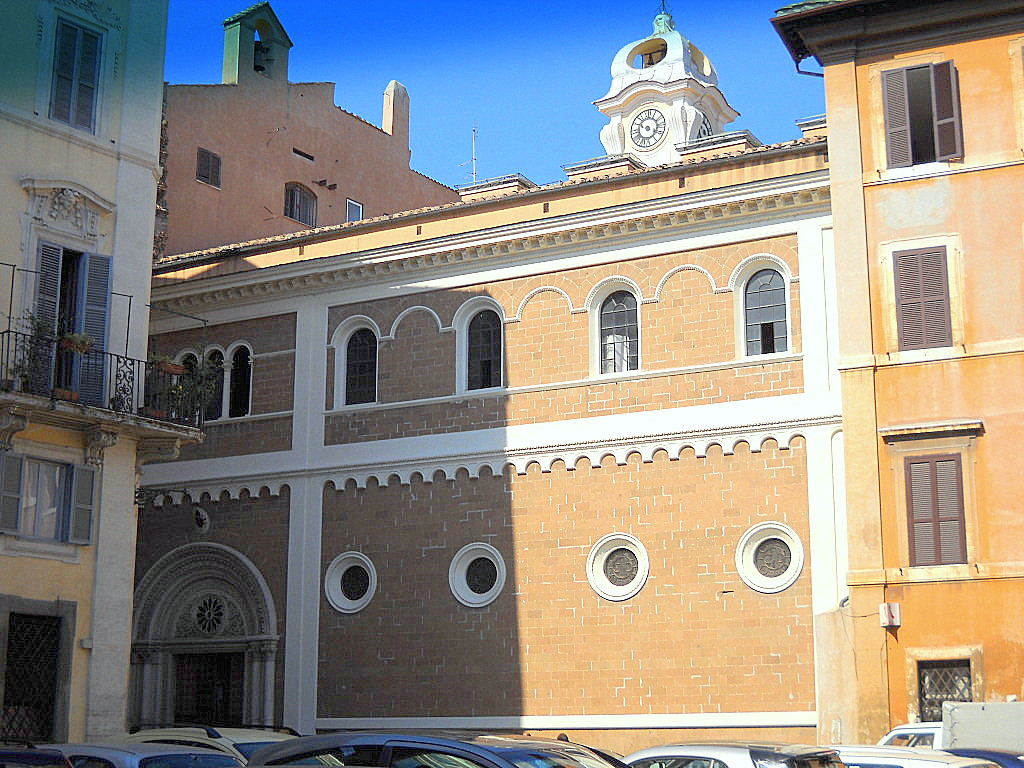
Església de Sant Tomàs de Canterbury (1866–1893) a Roma, de Virgilio Vespignani
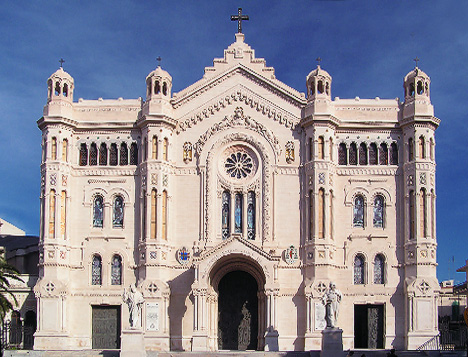
Duomo de Reggio Calabria (1917-1928)
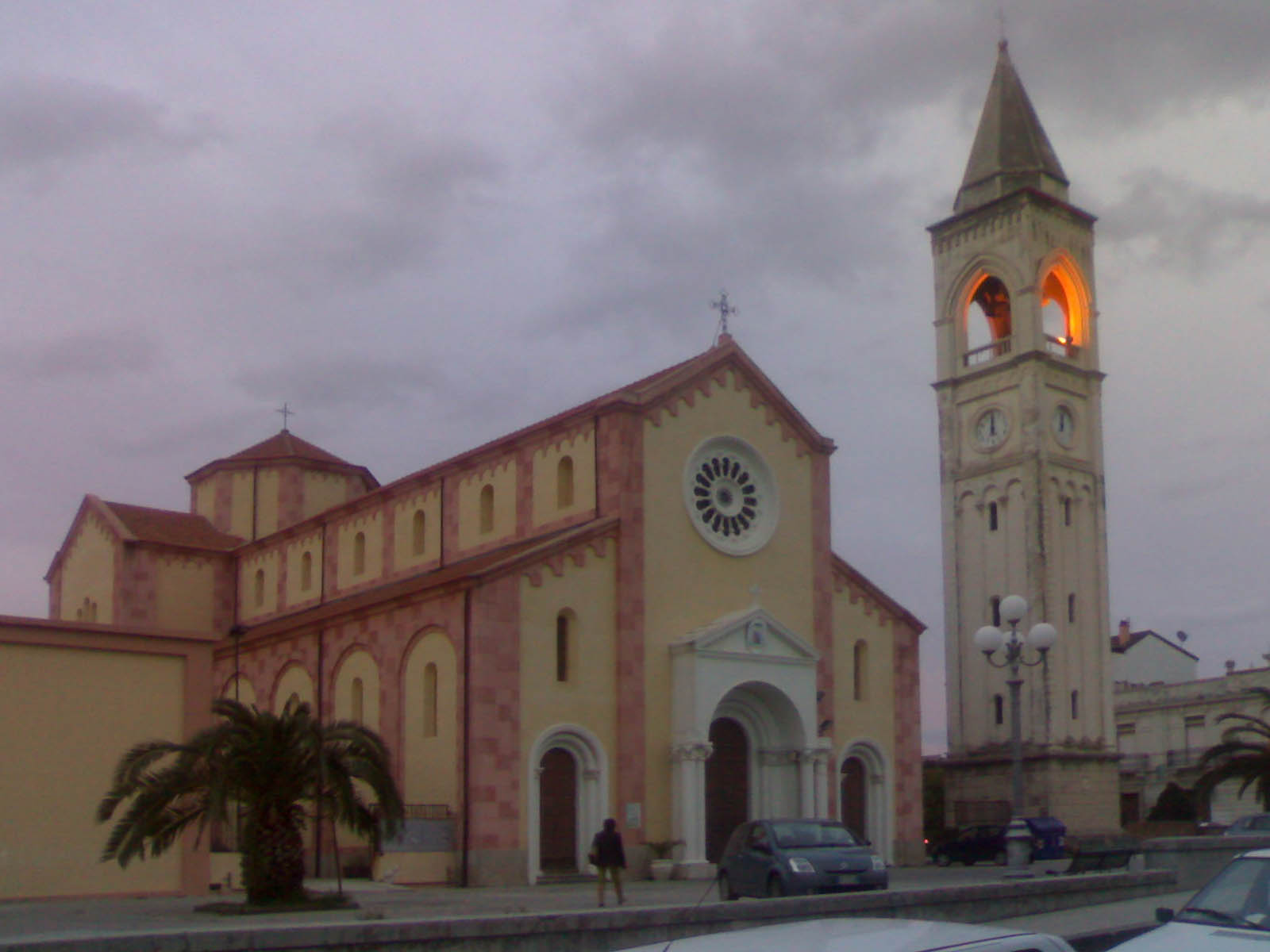
Concatedral de San Nicola de Palmi (1910–1932)
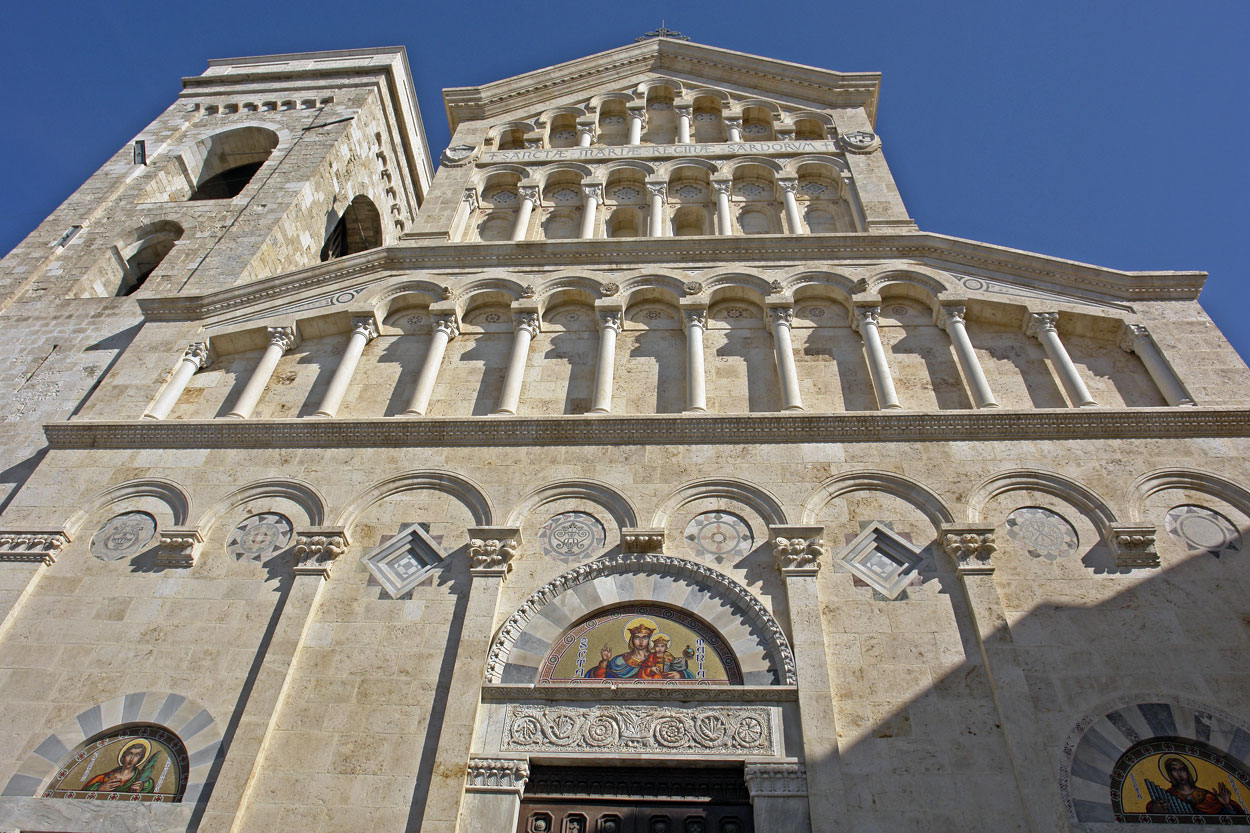
Façana de la catedral de Santa Maria de Càller (1933)

### Resta d'Europa

Neoromànic a la península ibèrica
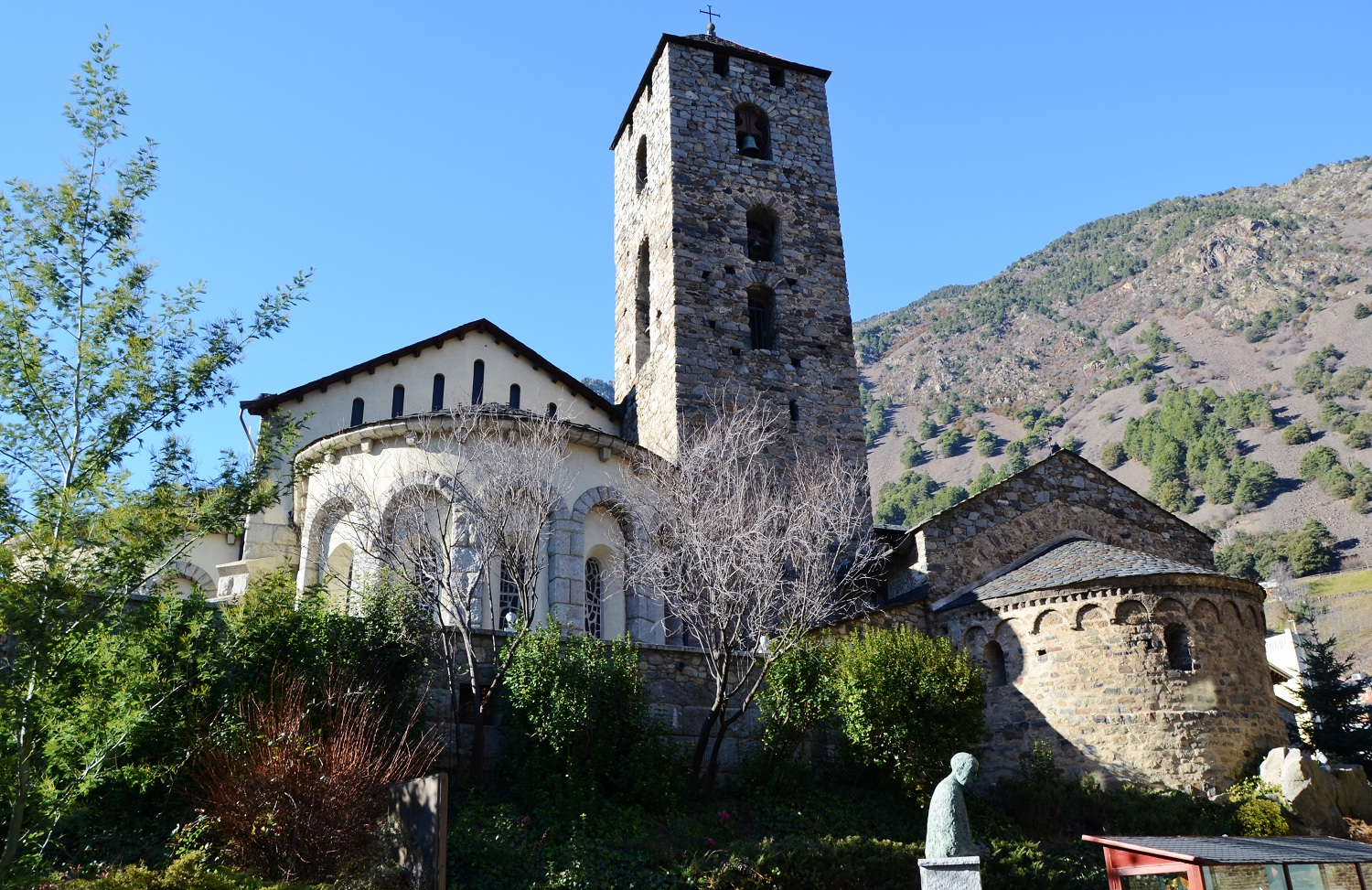
Església de Sant Esteve d'Andorra la Vella, Andorra
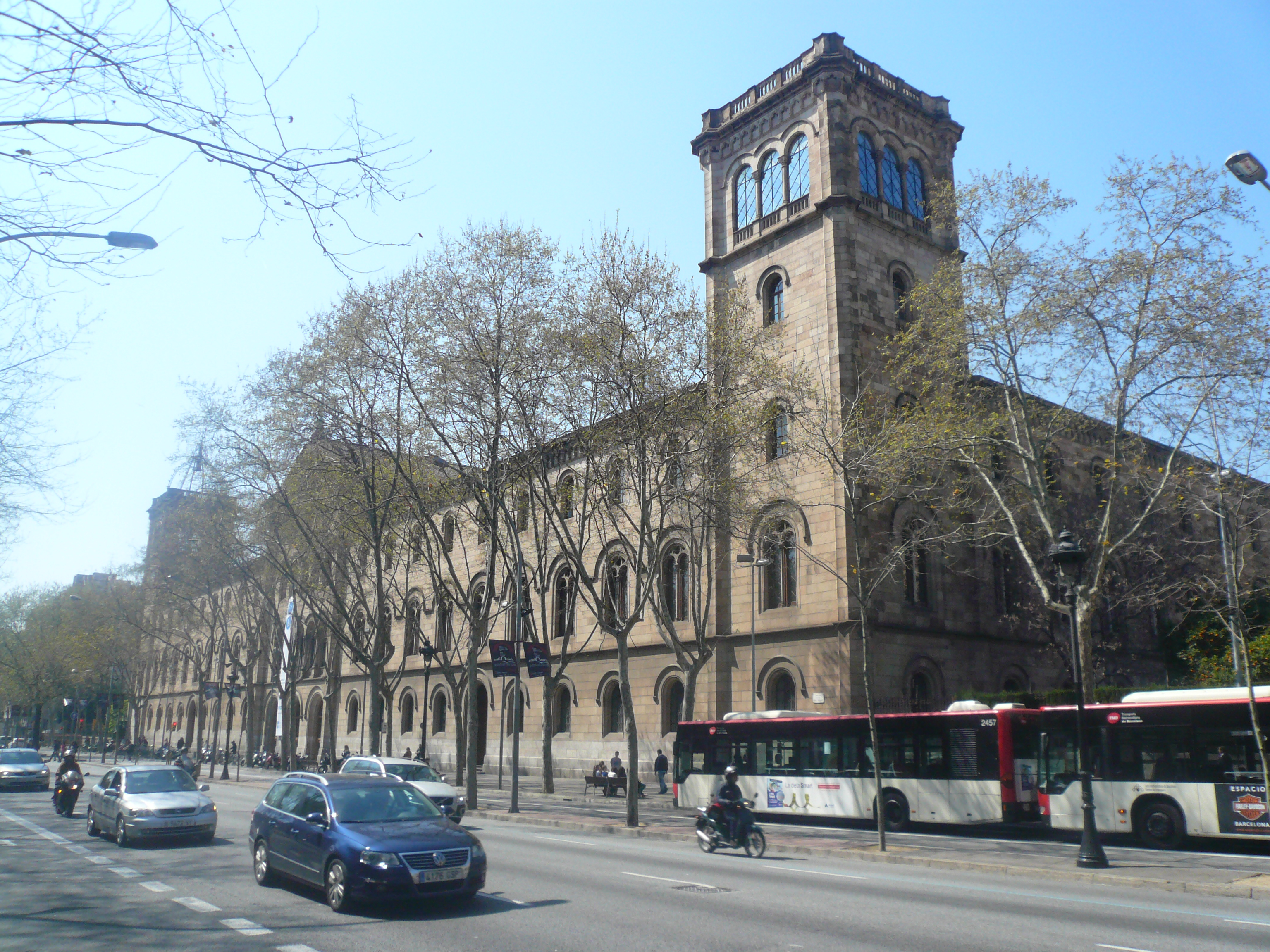
l'edifici històric de la Universitat de Barcelona de l'arquitecte Elies Rogent i Amat. Barcelona, Catalunya
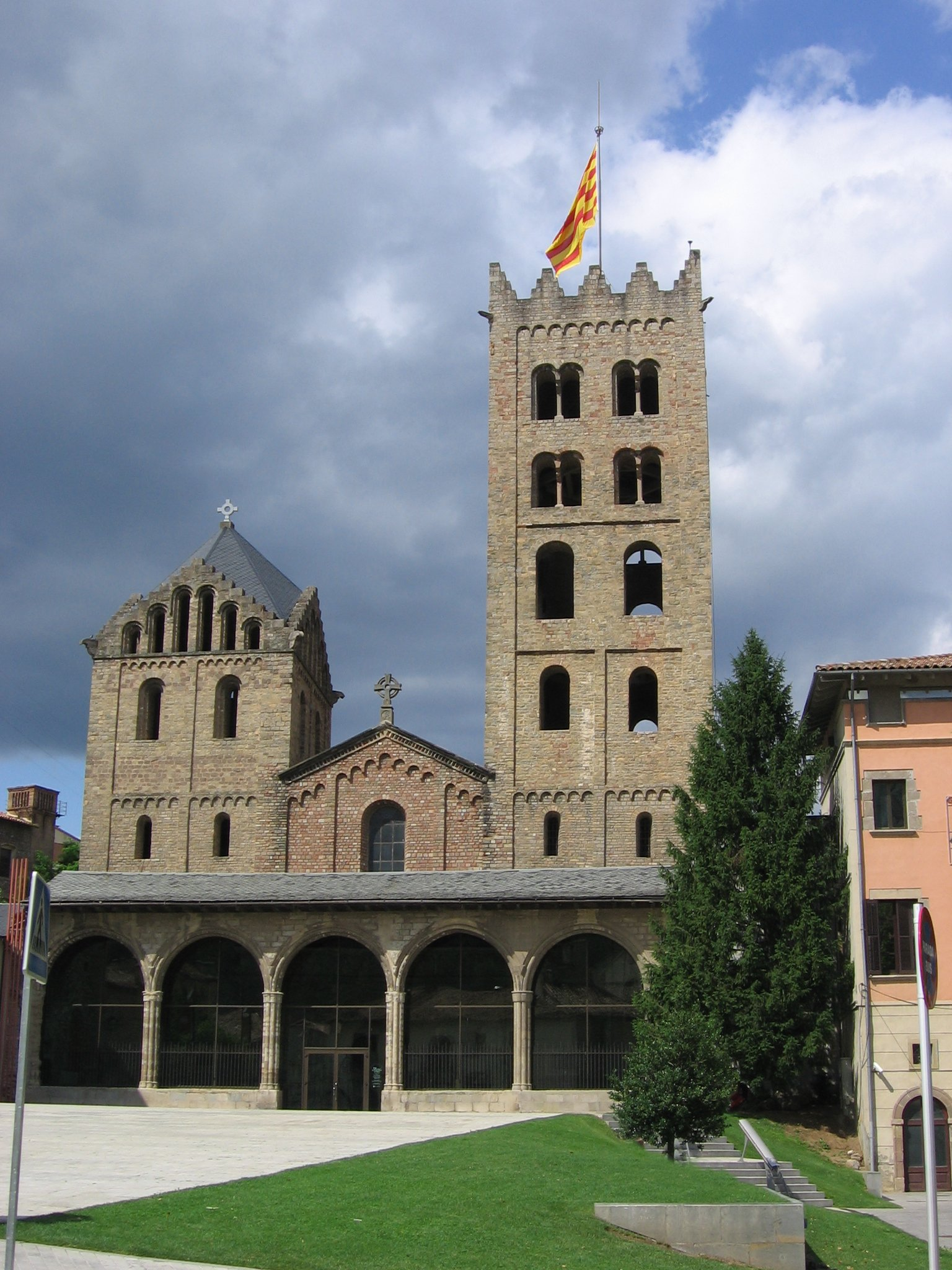
La restauració de l'església del monestir de Ripoll, del mateix Elies Rogent. Ripoll, Catalunya
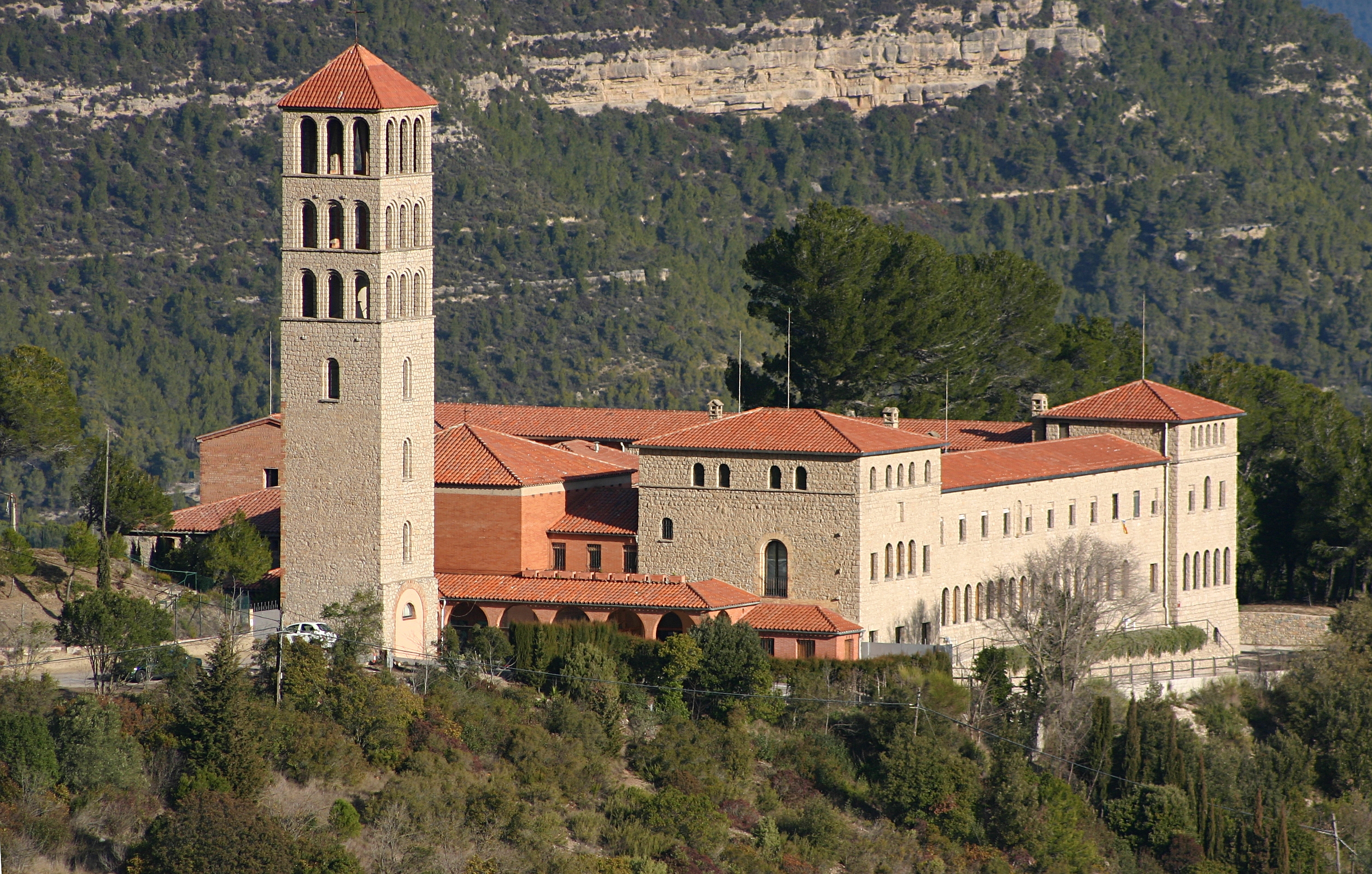
Monestir de Sant Benet de Montserrat. Montserrat, Catalunya
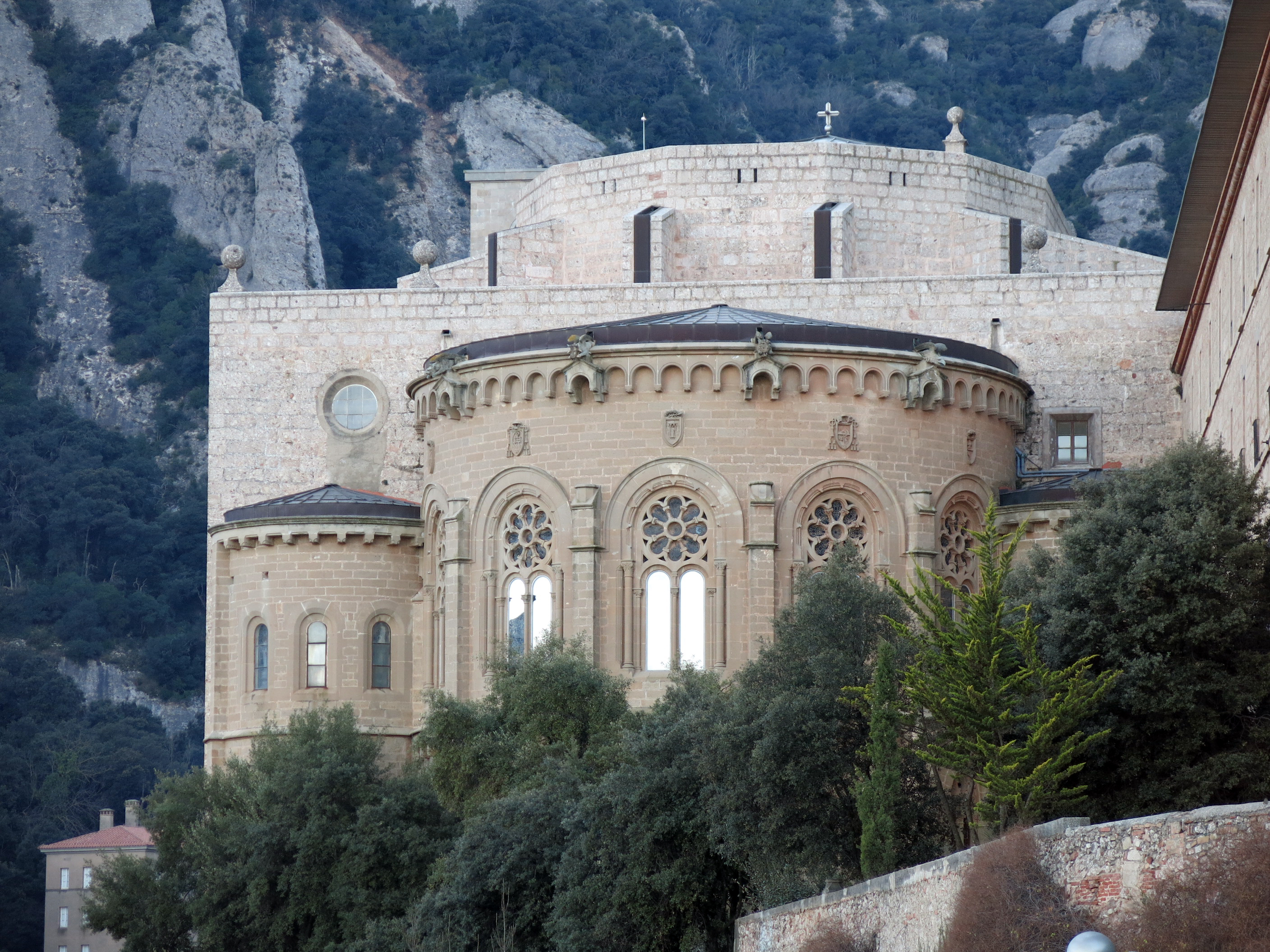
Absis de la basílica i claustre del monestir de Montserrat. Montserrat, Catalunya
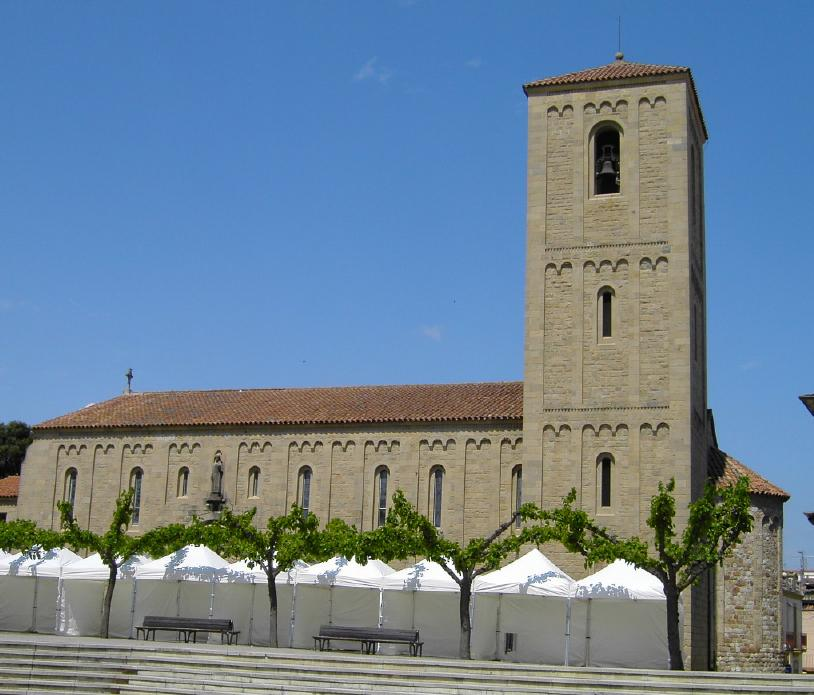
Església de Sant Esteve de Parets. Parets del Vallès, Catalunya
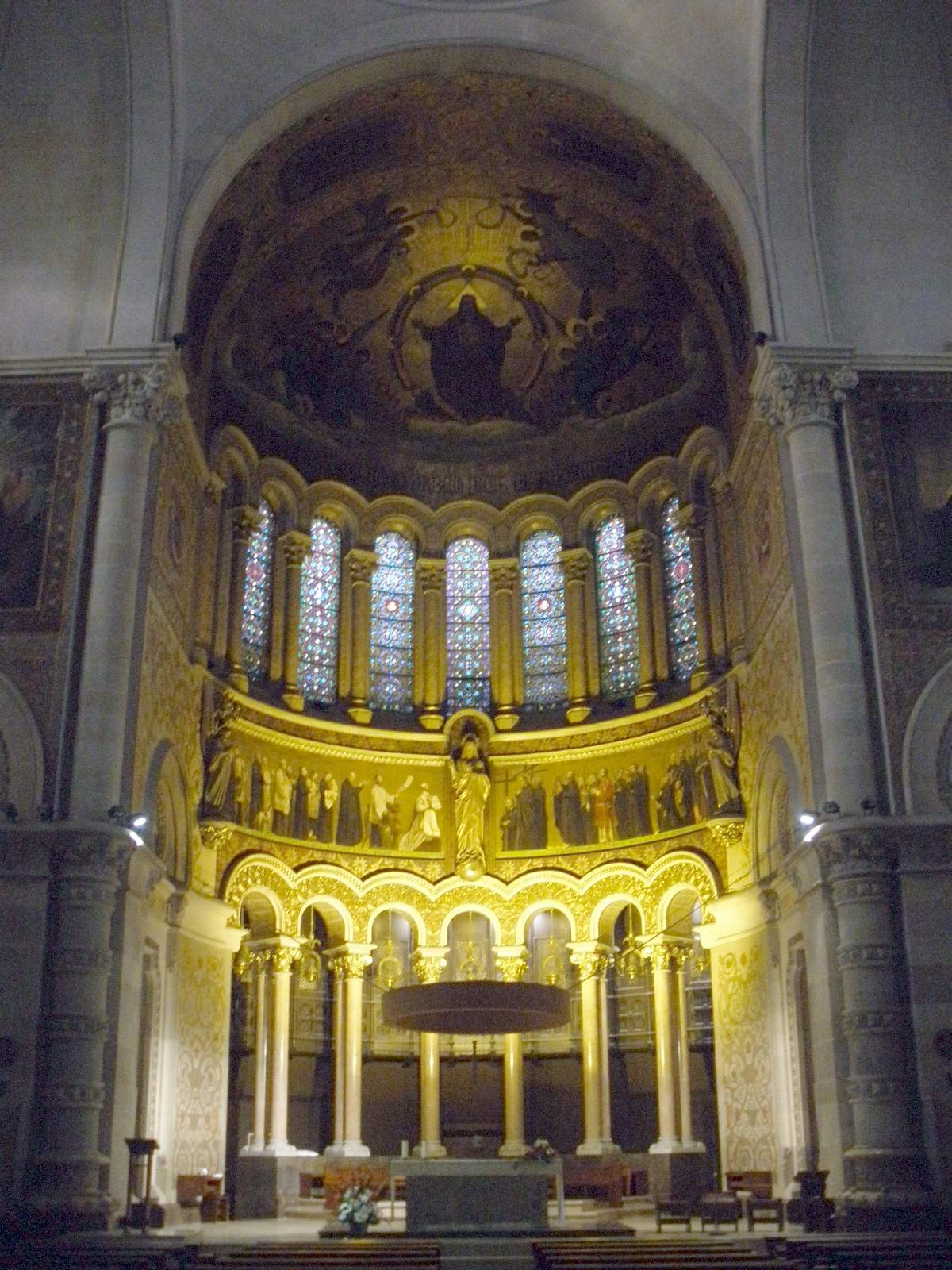
Interior de l'església del Sagrat Cor de Jesús (Jesuïtes de Casp), a Barcelona, de Joan Martorell i Camil Oliveras. Catalunya
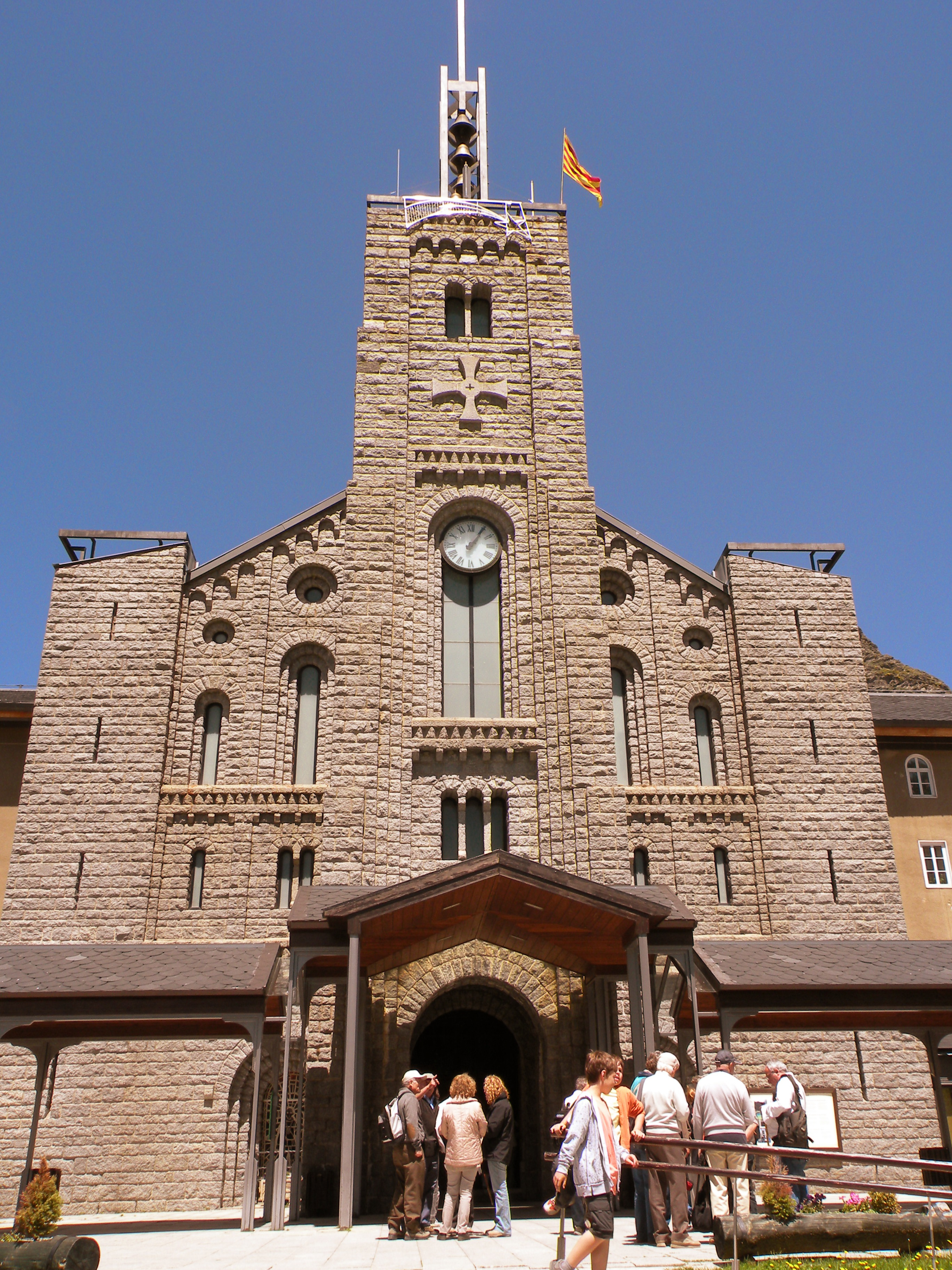
Façana de l'església del Santuari de Núria, projecte de Josep Danés de 1922-23 modificat als anys 40 del segle xx. Vall de Núria, Catalunya
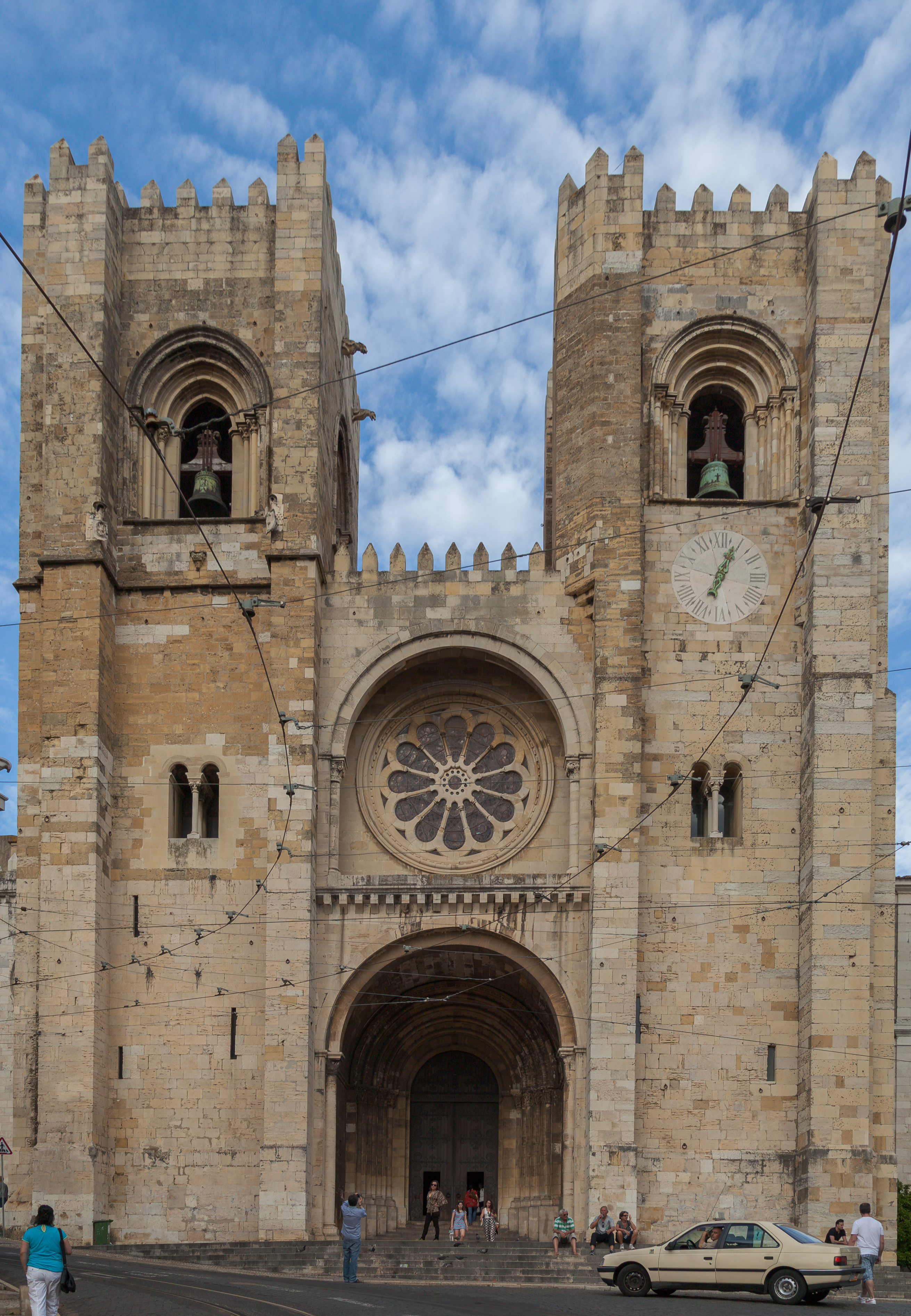
Façana da Sé de Lisboa (1895), Lisboa, Portugal
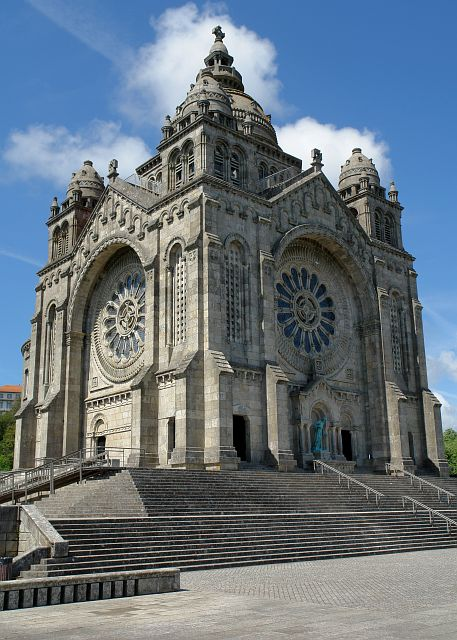
Igreja de Santa Luzia (1903-1926), Viana do Castelo, Portugal
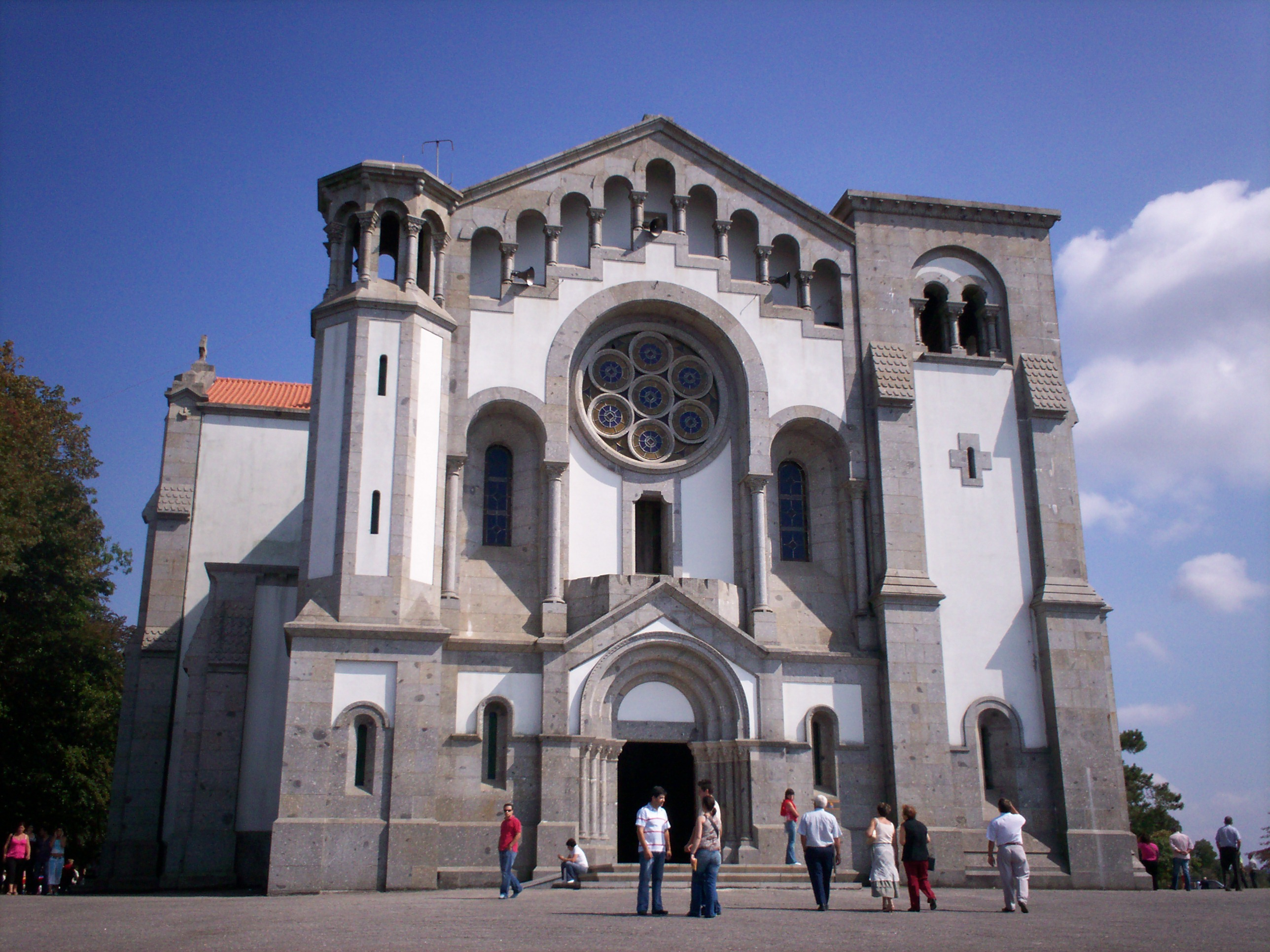
Santuário de Nossa Senhora da Assunção (1929), Santo Tirso, Portugal
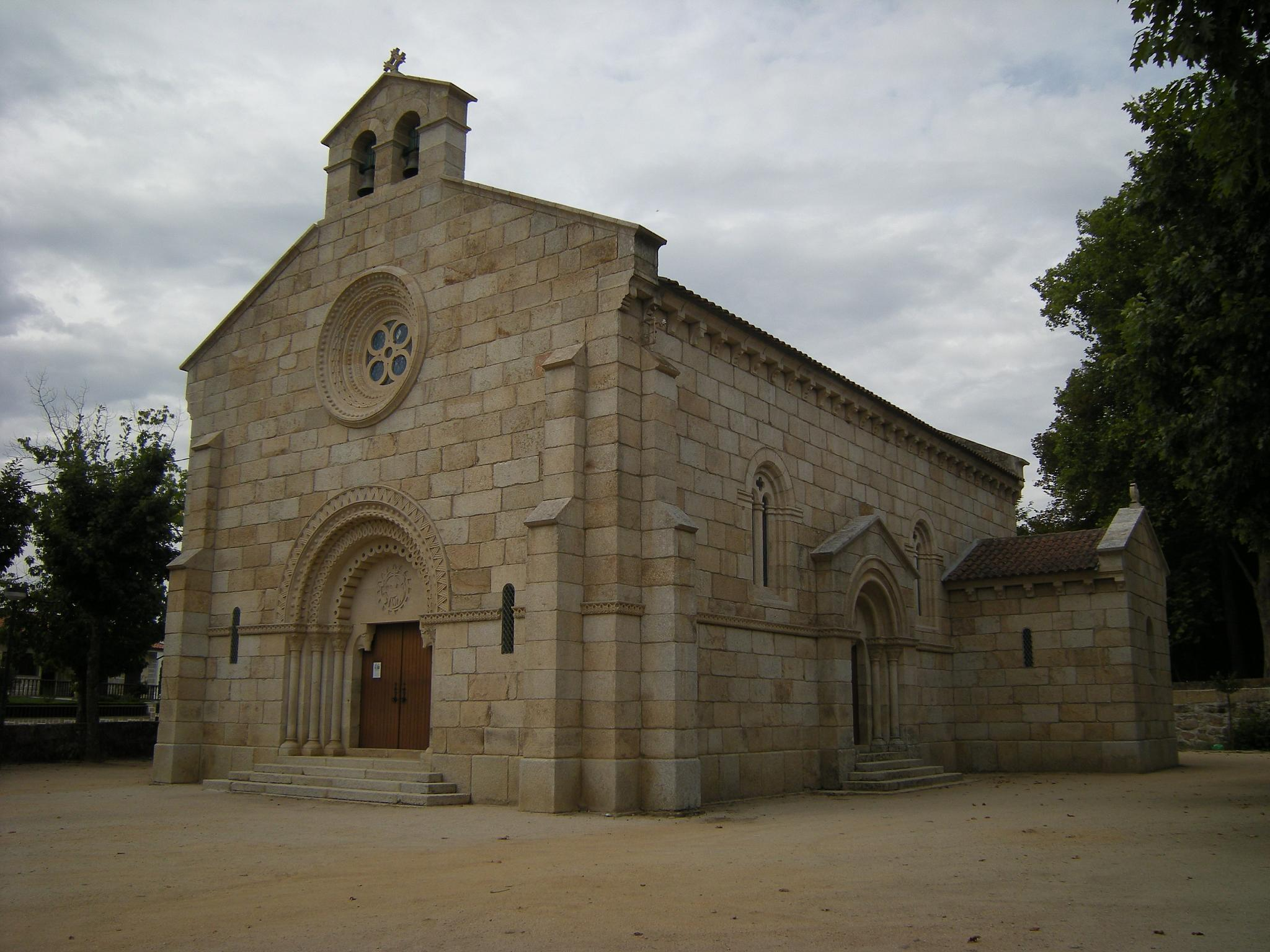
Igreja paroquial de Vidago (1936), Chaves, Portugal
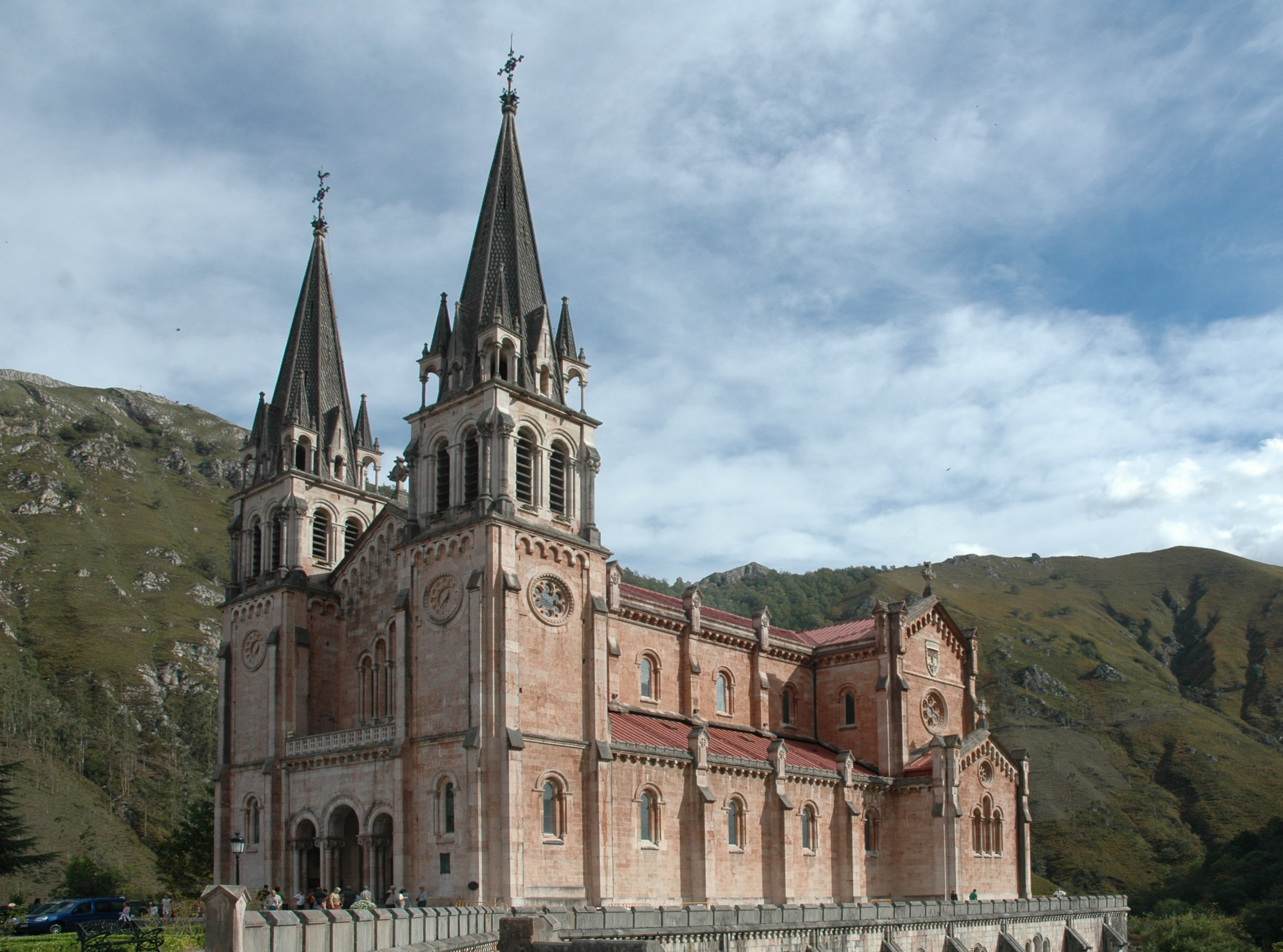
Basílica de Covadonga (1877-1901), Espanya
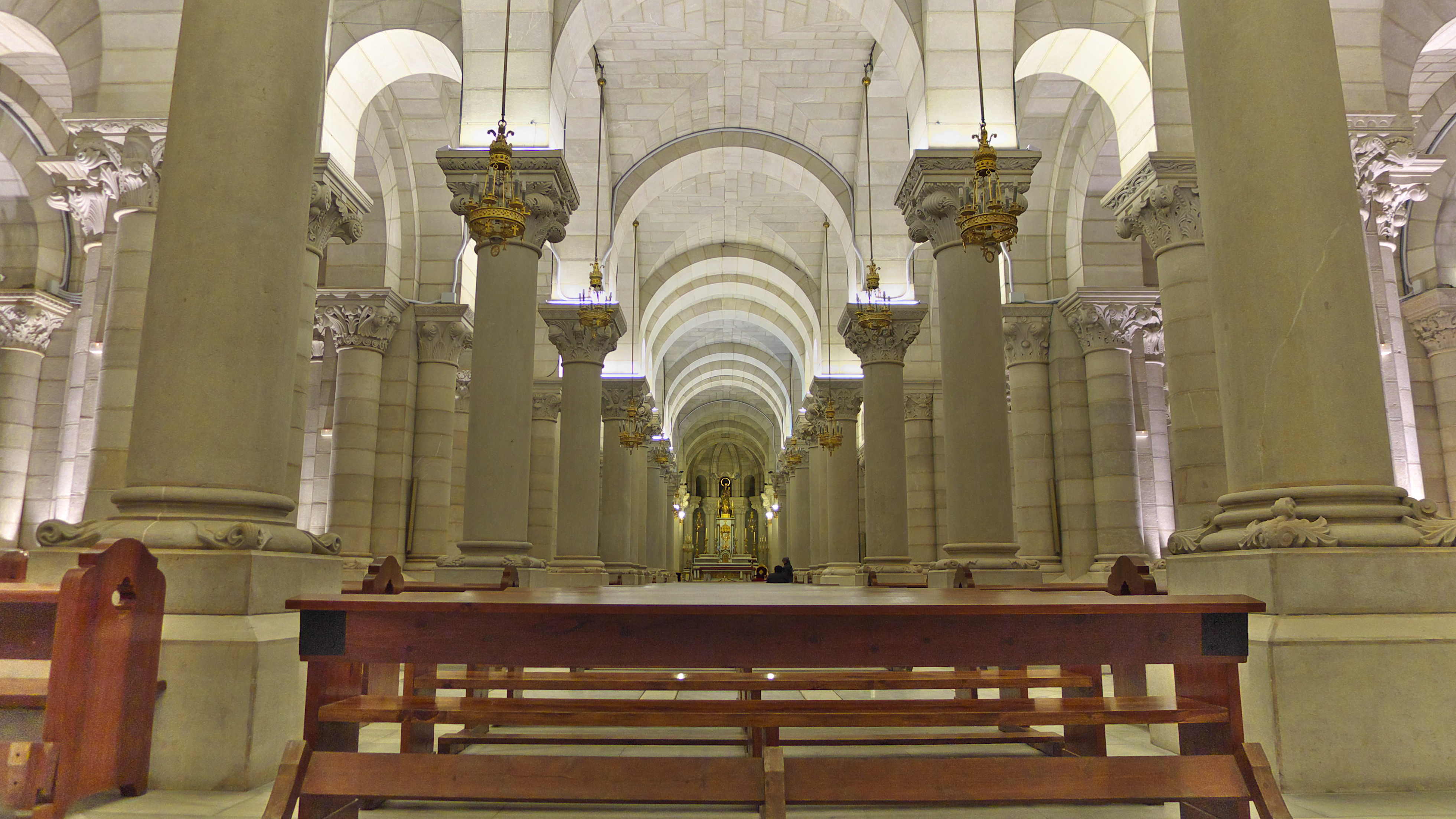
Cripta de la Catedral de l'Almudena, Madrid, Espanya

Neoromànic a Europa
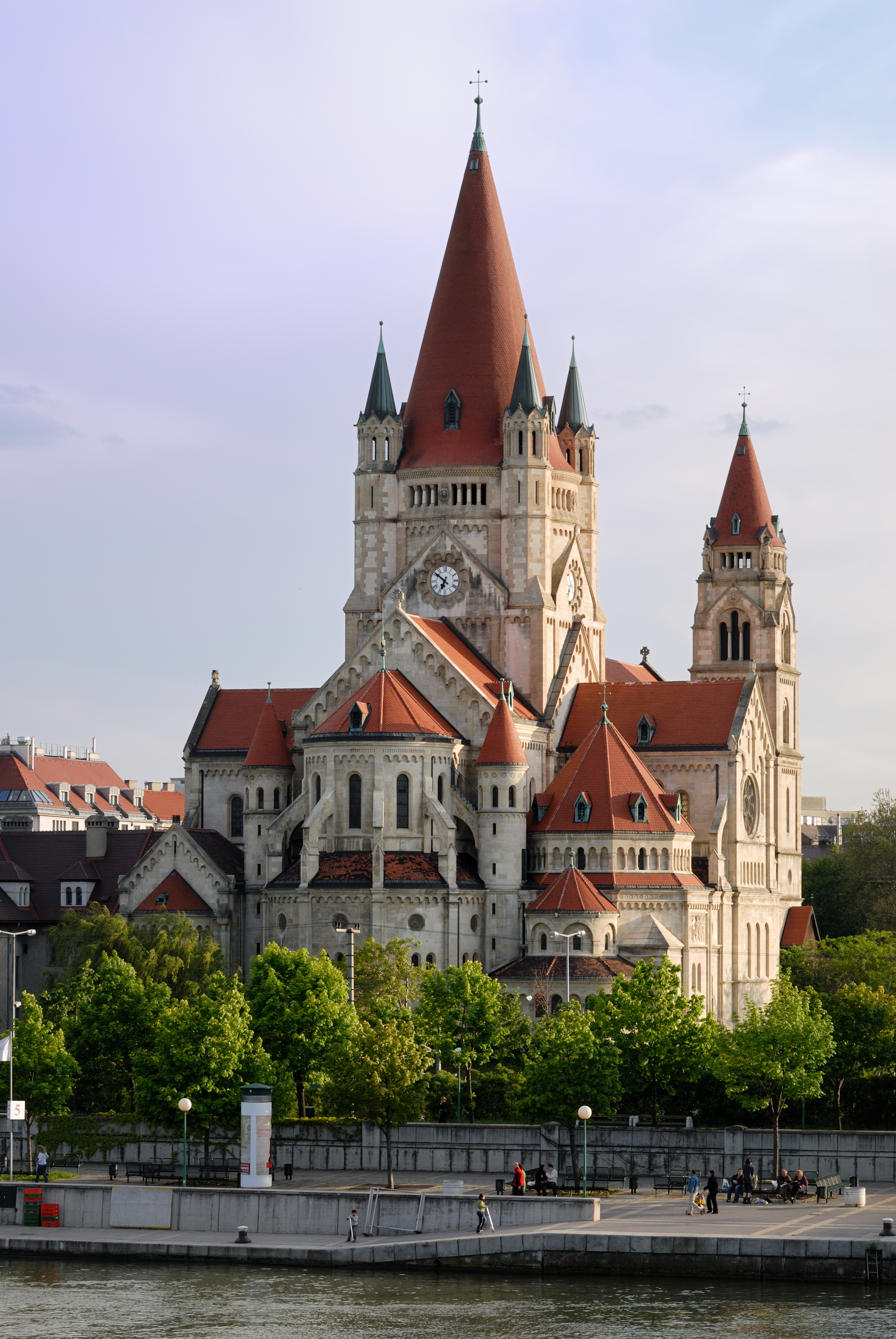
Basílica de Sant Francesc d'Assís de Viena (Església del Jubileu de l'emperador), Àustria
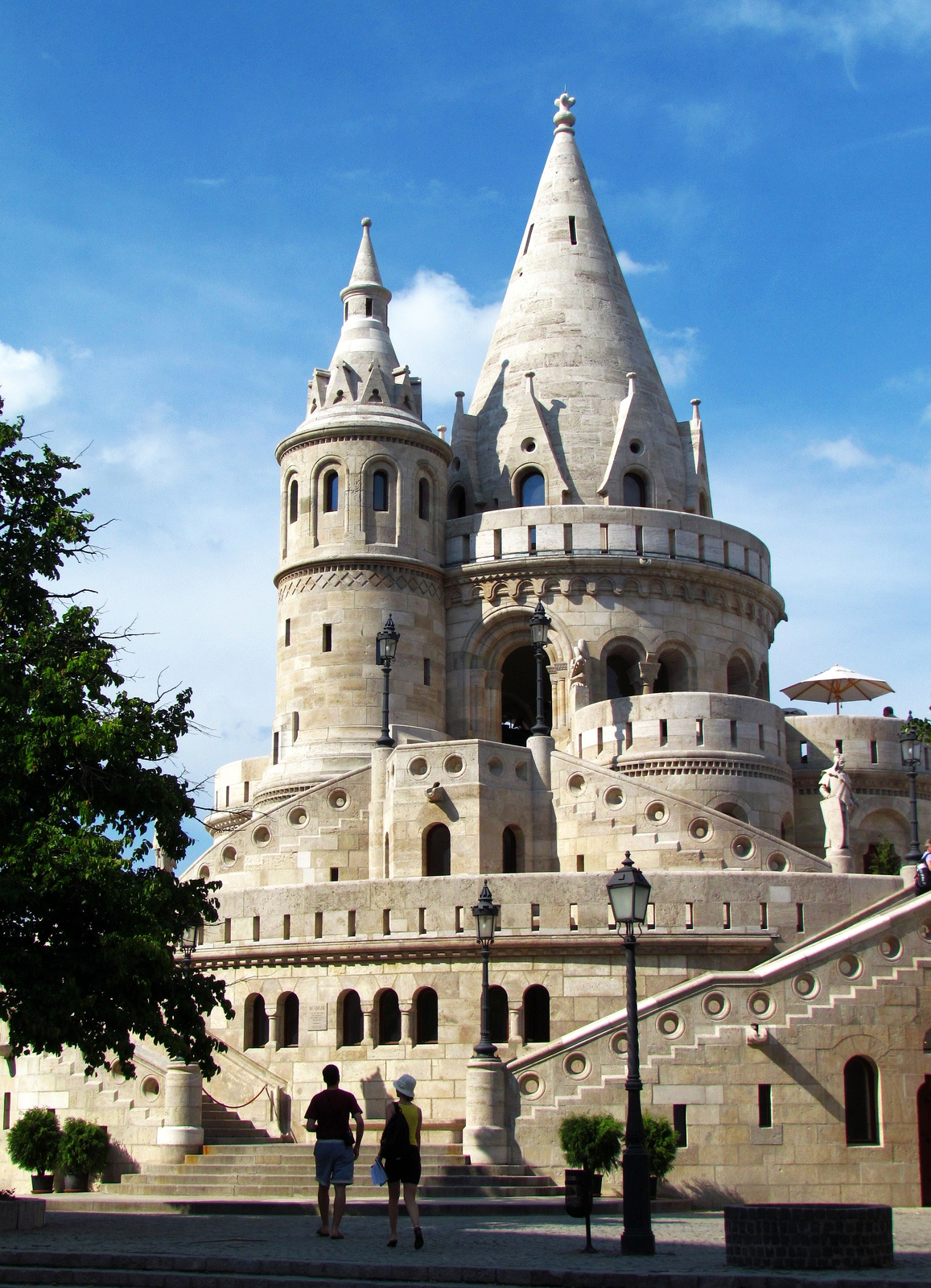
El Bastió dels pescadors, a Budapest, Hongria
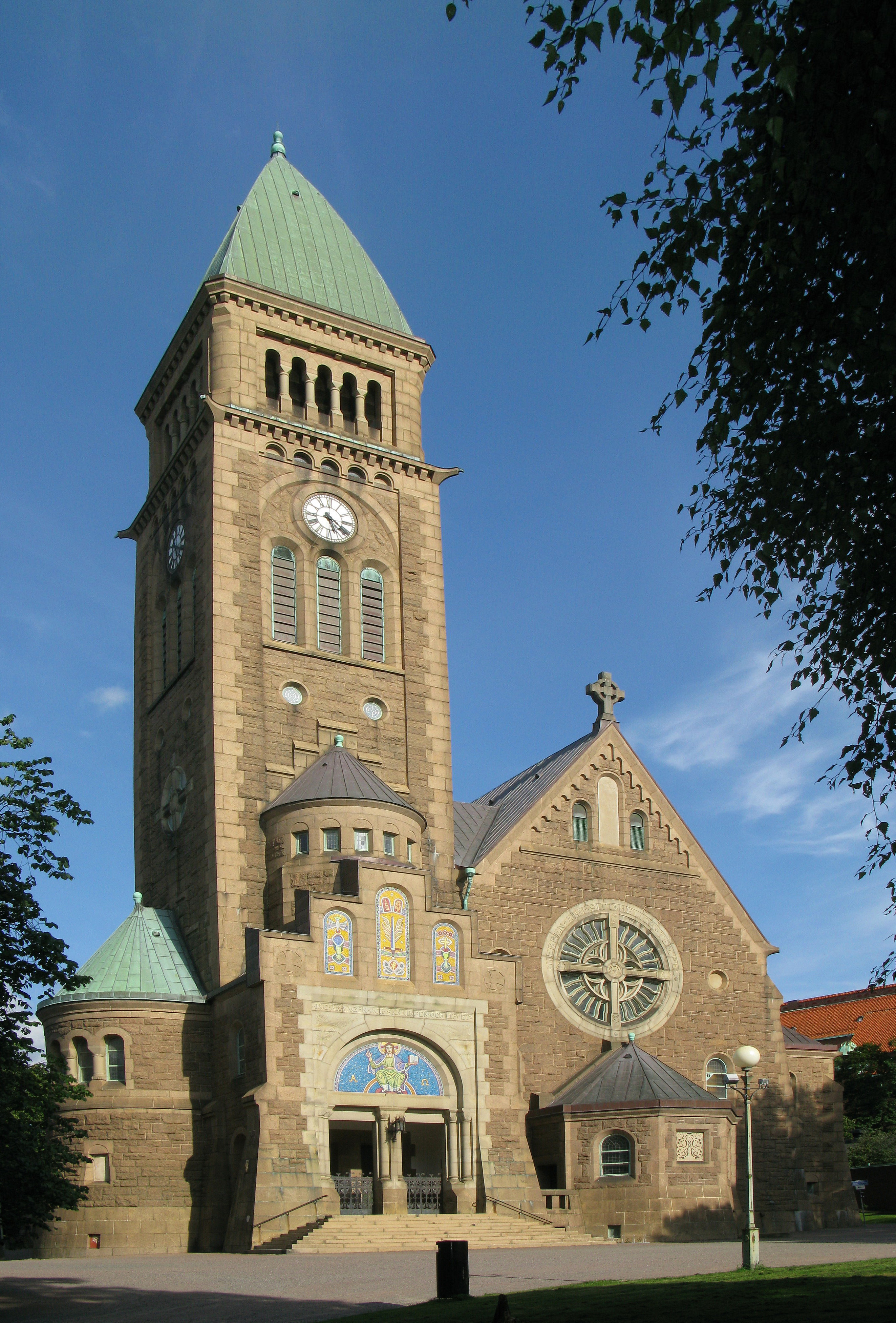
L'Església de Vasa a Göteborg, Suècia, és un altre exemple excel·lent de l'estil arquitectònic neoromànic.
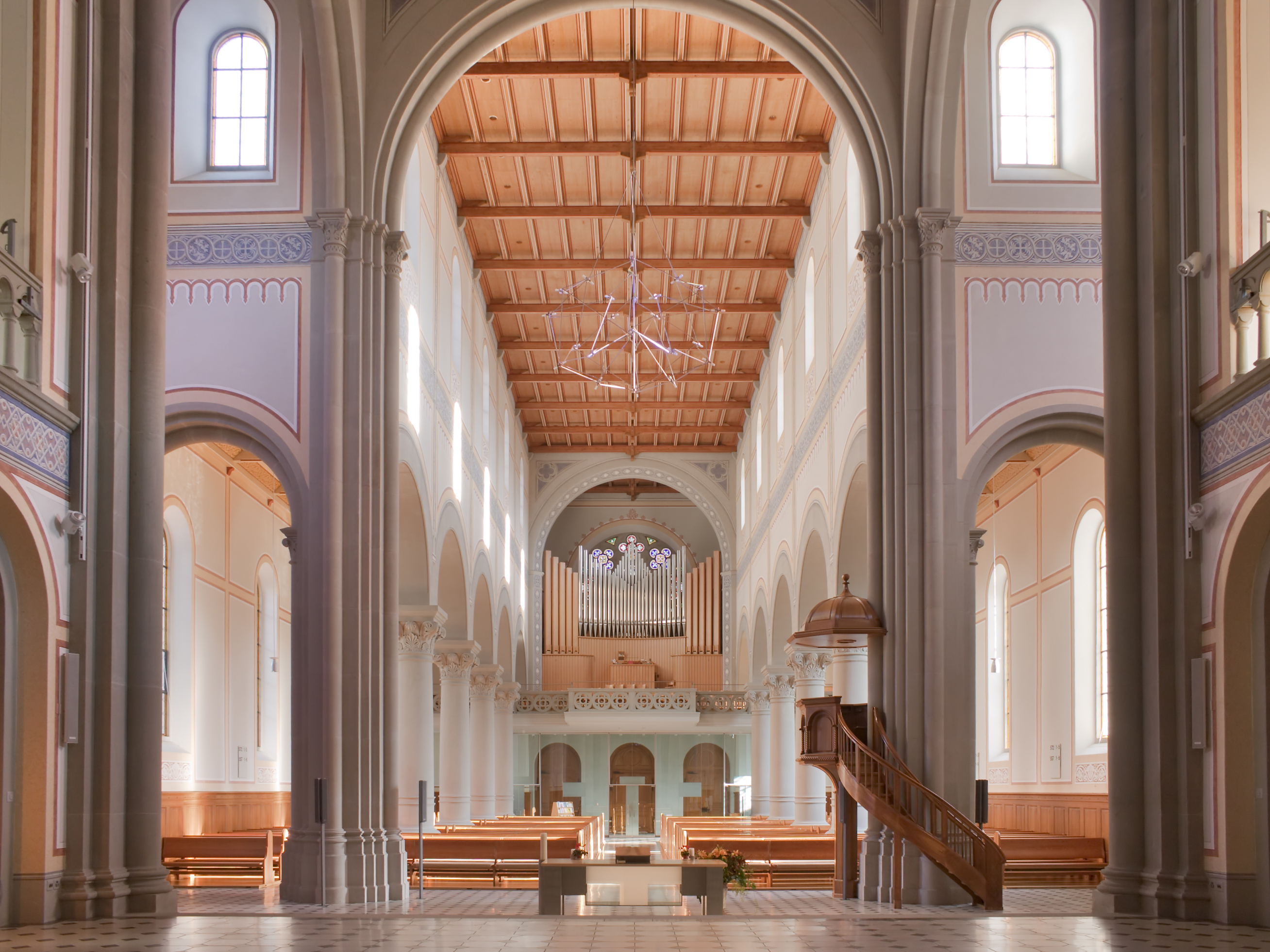
Interior de l'església de Glarus (1863-66), Suïssa

## Neoromànic a Amèrica

### Canadà
Dos edificis legislatius provincials del Canadà, l'Edifici legislatiu d'Ontario a Toronto i els edificis del Parlament de la Colúmbia Britànica a Victòria, són d'estil neoromànic.
El University College, un dels set col·legis de la Universitat de Toronto, és un exemple principal de l'estil neoromànic. L'edifici, dissenyat per Frederic Cumberland i William G. Storm, va ser inicialment pensat per ser d'estil gòtic però va ser rebutjat pel governador general. La construcció del disseny final va començar el 4 d'octubre de 1856. La façana del University College té parets gruixudes de maçoneria, que incorporen capes de pedra i de maó. L'edifici posseeix una sèrie d'arcs rodons característics de l'estil del neoromànic. Els arcs estan configurats en arcades, sobretot al costat sud de l'edifici. Hi ha una gran quantitat d'ornamentacions tant a l'interior com a l'exterior de la University College. Les portes principals de l'edifici són exemples destacats de l'ornamentació pesada utilitzada per Cumberland i Storm. L'entrada està elaborada en la seva decoració amb columnes a banda i banda de les portes i dissenys intricats tallats en pedra. El robust edifici neoromànic va ser declarat Lloc Històric Nacional del Canadà el 1968.

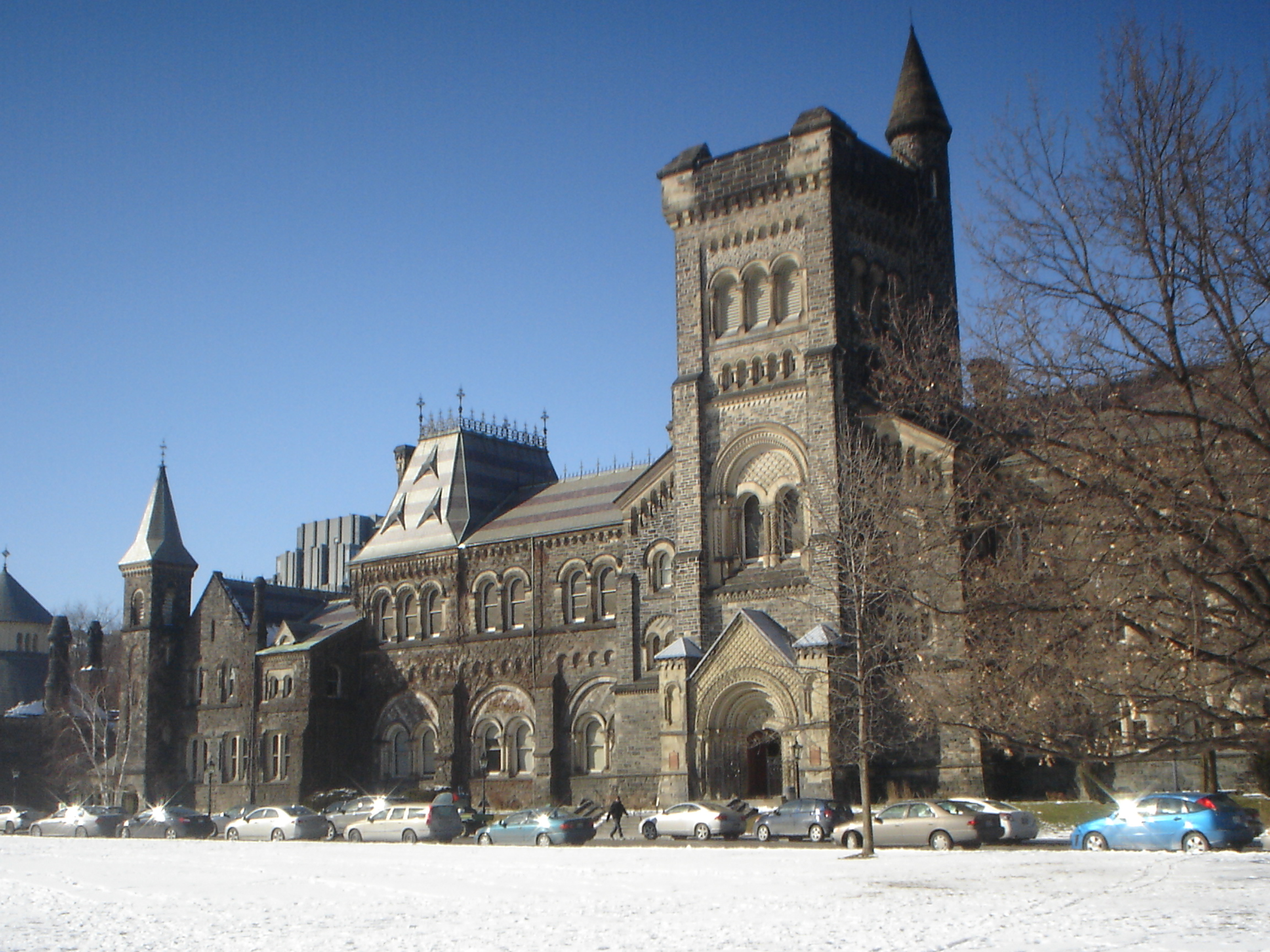
University College
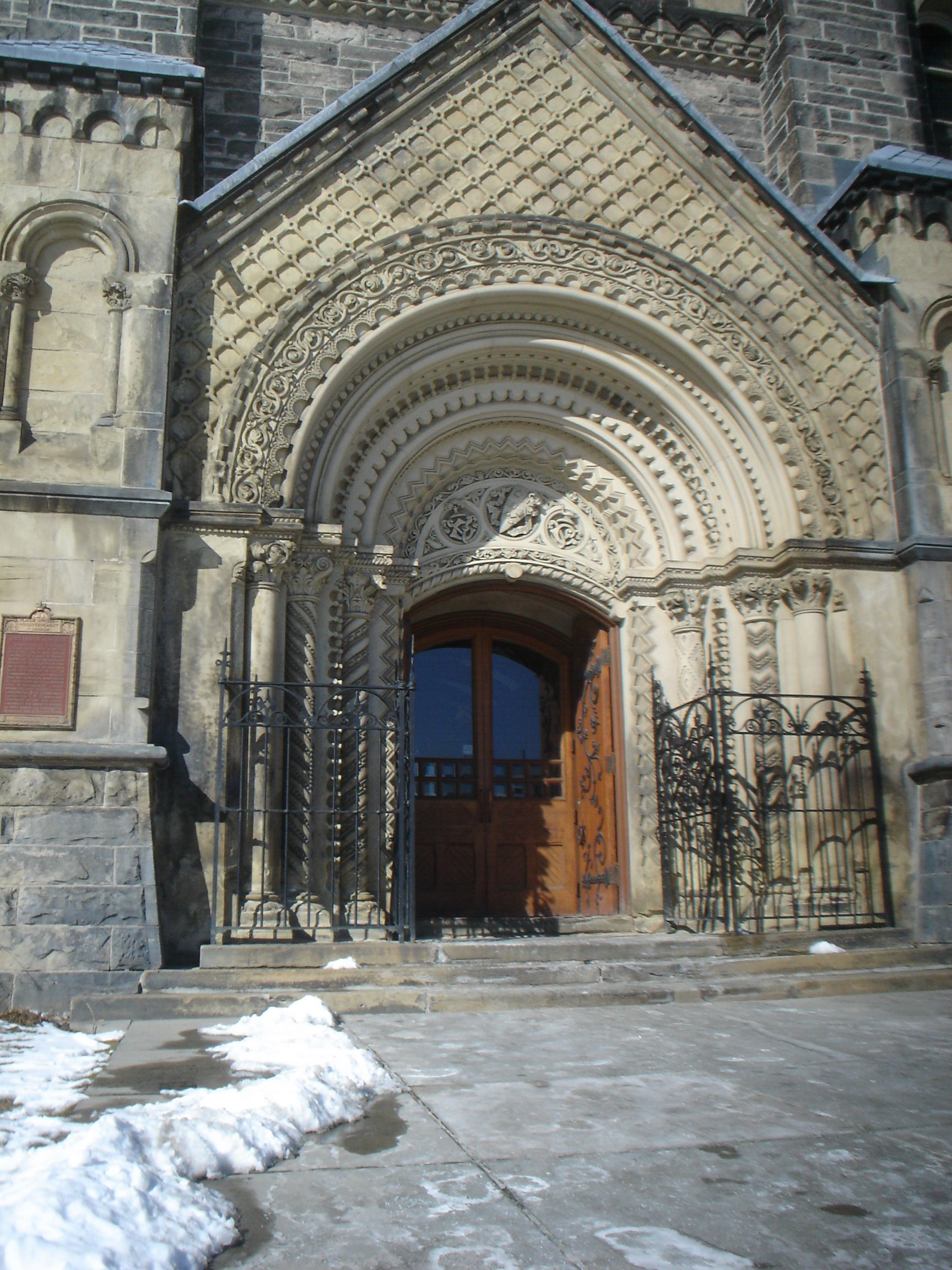
Entrada principal al University College
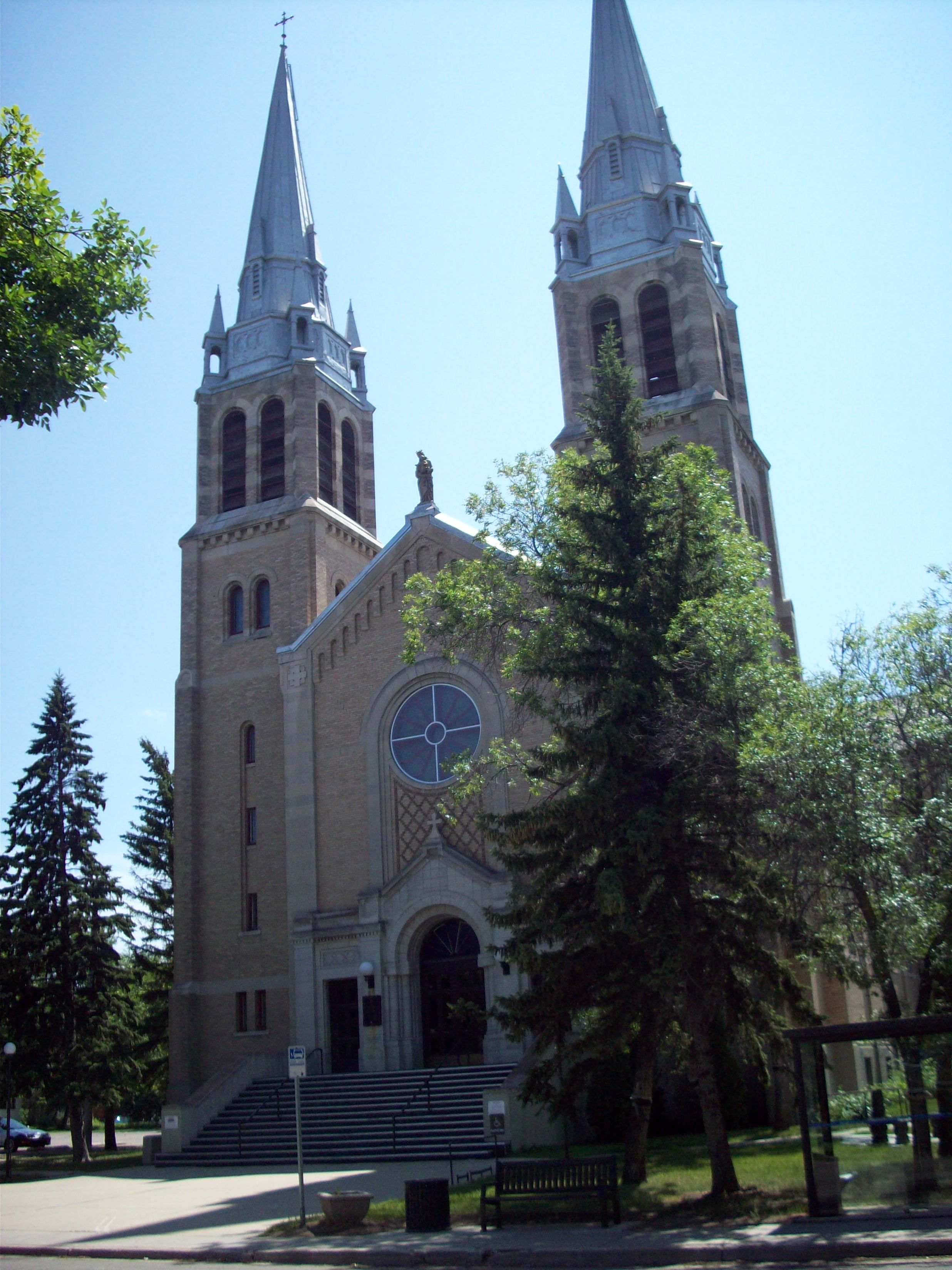
Catedral catòlica romana del Sant Rosari, Regina, Saskatchewan
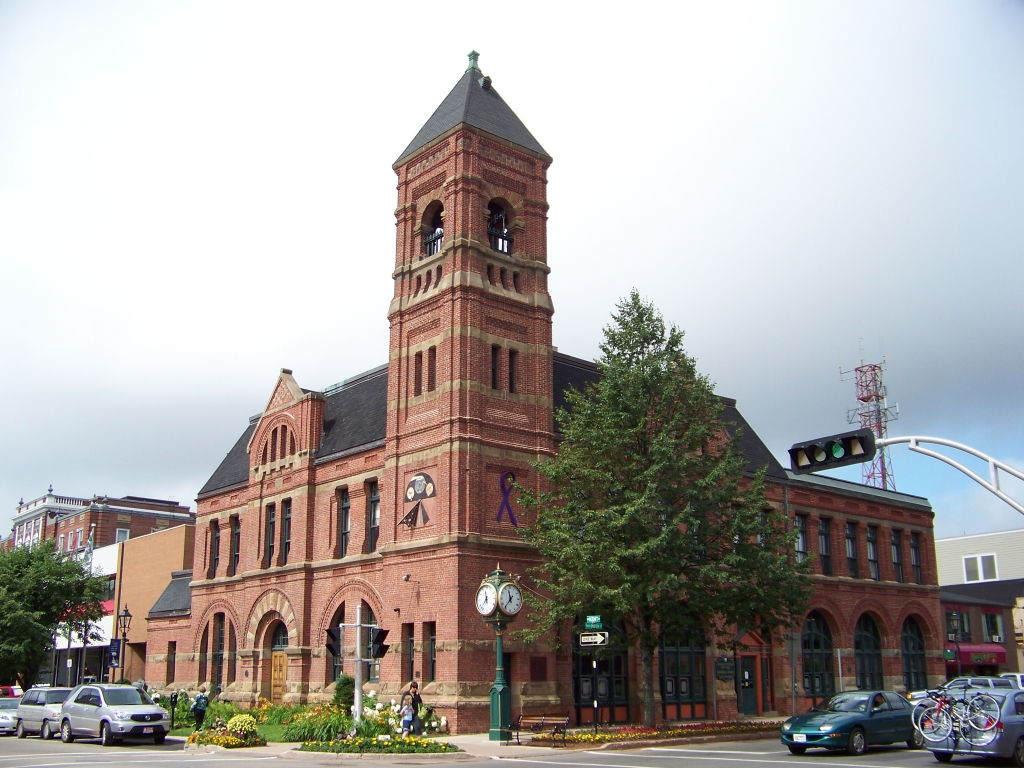
Ajuntament de Charlottetown, Charlottetown, Illa del Príncep Eduard

### Estats Units
Aquest estil va ser comunament emprat als Estats Units a finals del segle xix i principis del XX en molts dels nous campus universitaris i jutjats. En aquest últim cas, l'exemple més conegut és probablement la Universitat de Califòrnia a Los Angeles.
El neoromànic també va ser àmpliament utilitzat per construir esglésies, i de vegades sinagogues, l'exemple més notable és probablement la sinagoga Emanu-El de Nova York, a la cinquena Avinguda, que data de 1929.
L'arquitecte estatunidenc més important i influent d'aquesta època va ser Henry Hobson Richardson, que va desenvolupar un estil d'arquitectura inspirada lliurement en el romànic, conegut encara en els Estats Units com a estil romànic richardsonià, derivat d'exemples establerts per ell, com la  Església de la Trinitat (1872-1877) de Boston.

Esglésies neoromàniques als Estats Units
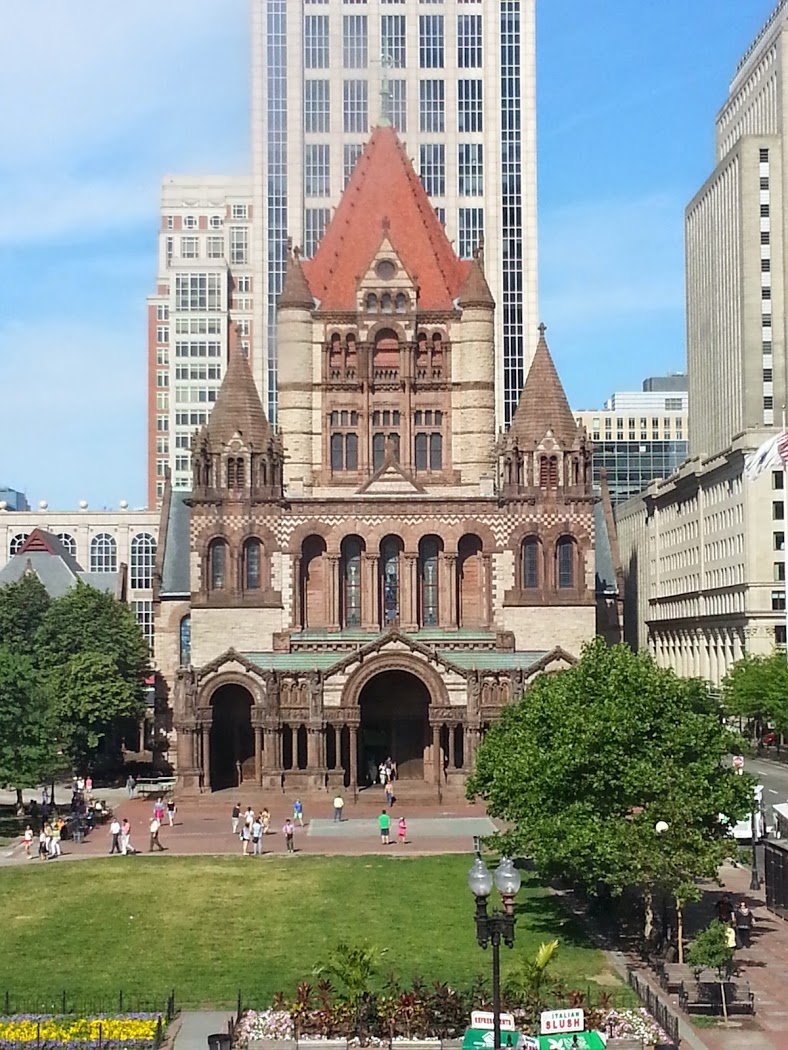
Església de la Trinitat (1872-1877) de Boston, de Richardson
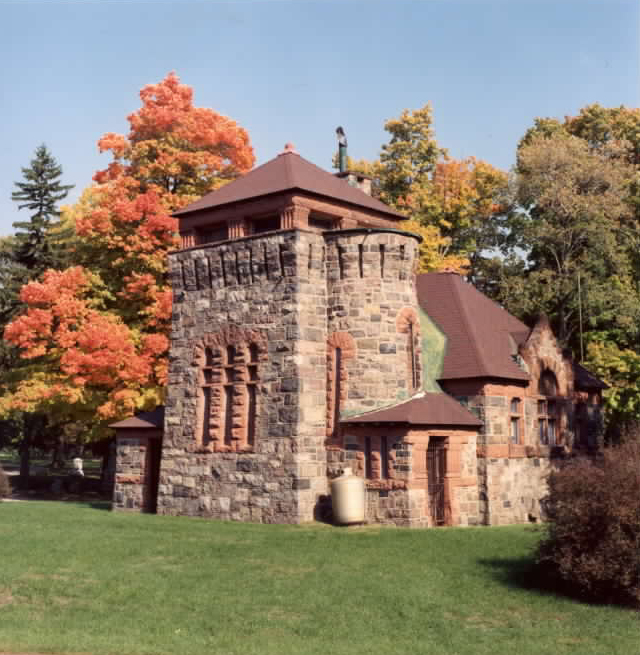
Capilla Starkweather, Ypsilanti (1888), Michigan de George D. Mason
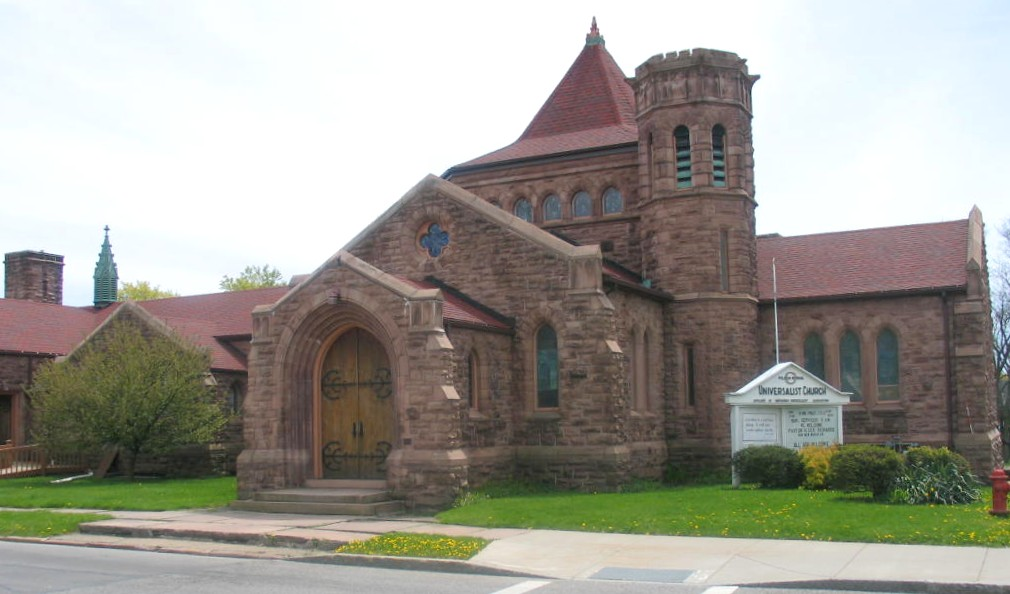
Església Memorial Universalista Pullman (1894), Albion, Nova York, de Solon S. Beman
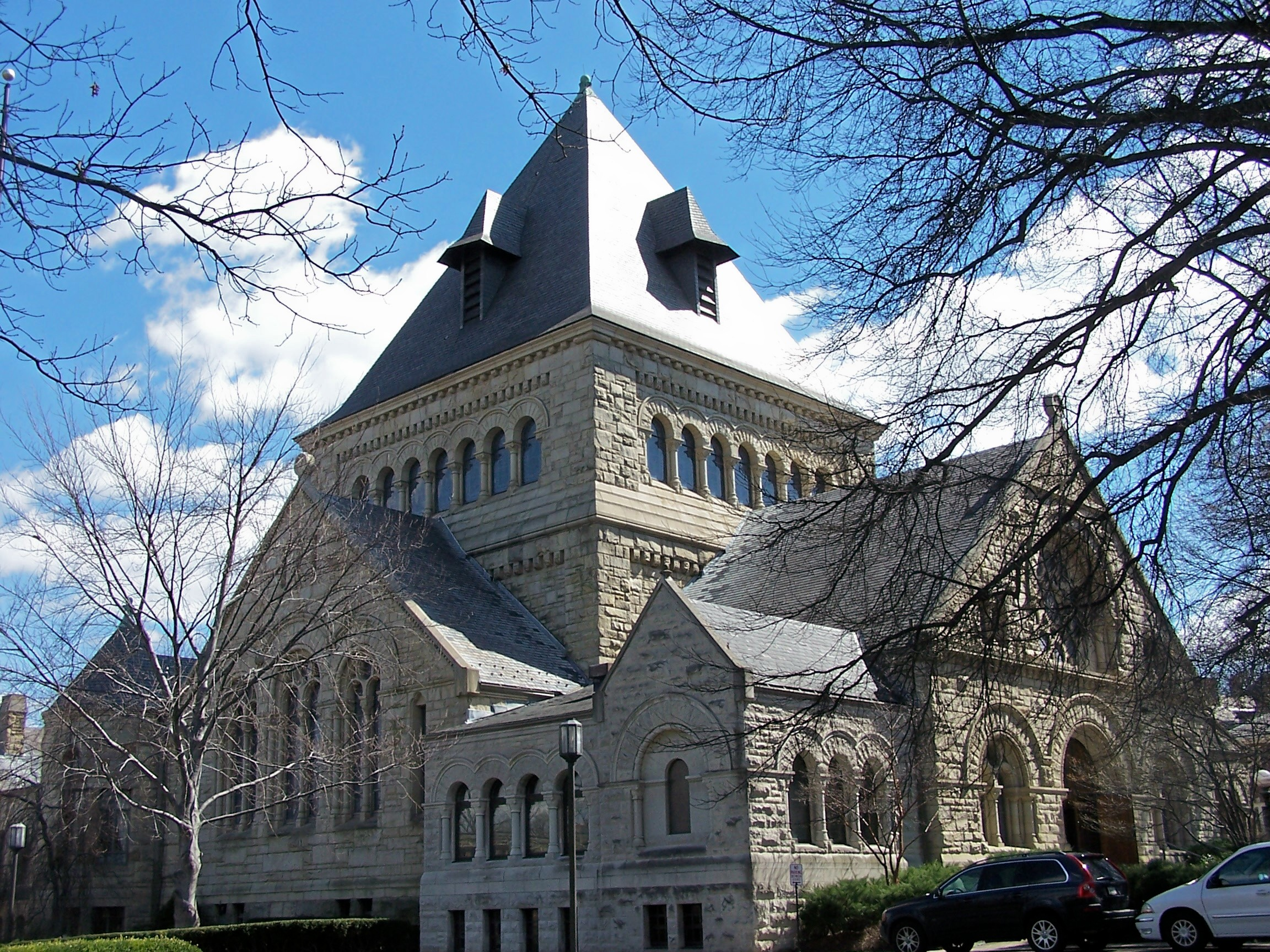
Església Presbiteriana de Shadyside (1898), Pittsburgh, de Shepley, Rutan & Coolidge
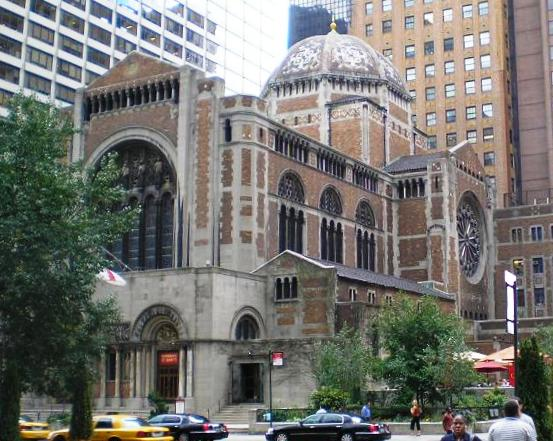
Església Episcopal de Sant Bartomeu (1916-1917), Nova York, obra de Bertram Goodhue

Neoromànic als Estats Units
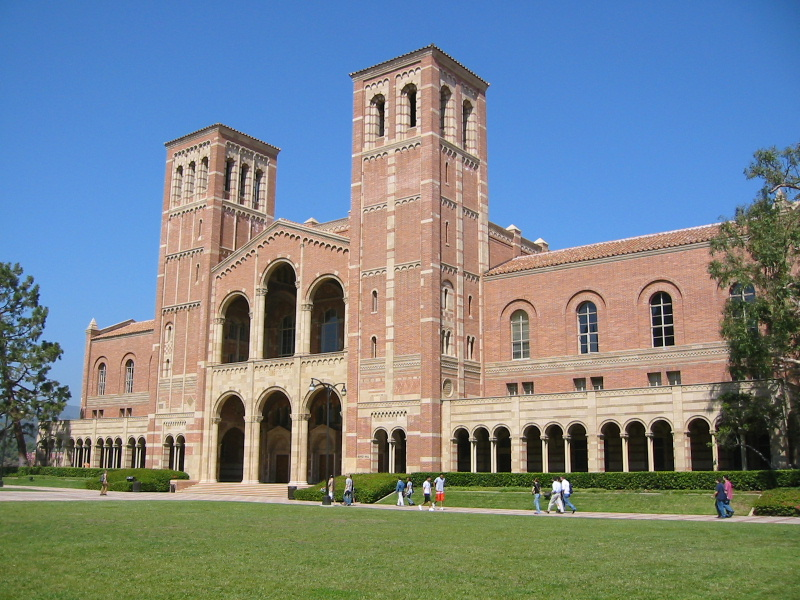
Royce Hall, Universitat de Califòrnia a Los Angeles (inspirat en la Basílica de Sant Ambrosi de Milà).
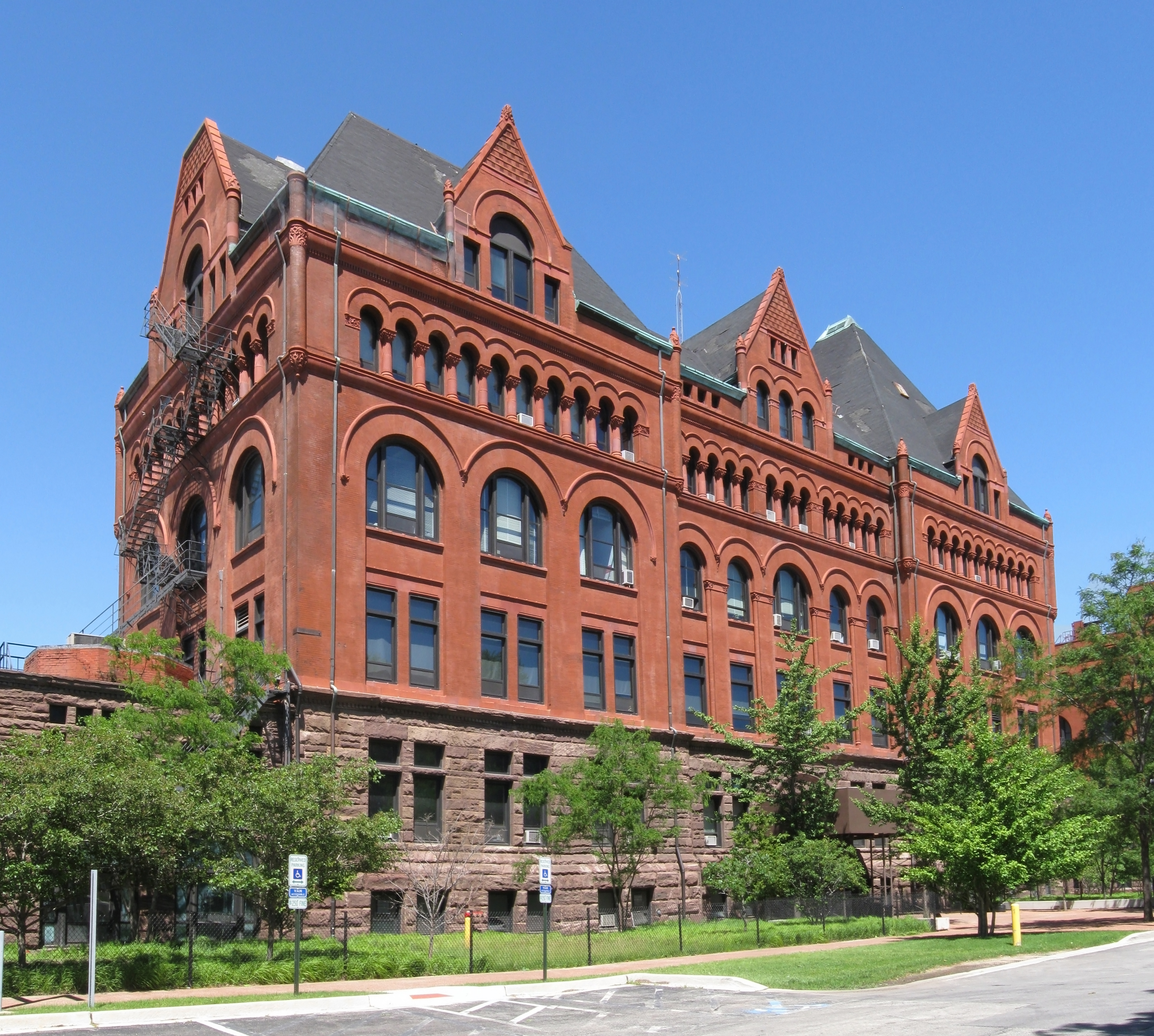
Edifici principal de l'Illinois Institute of Technology
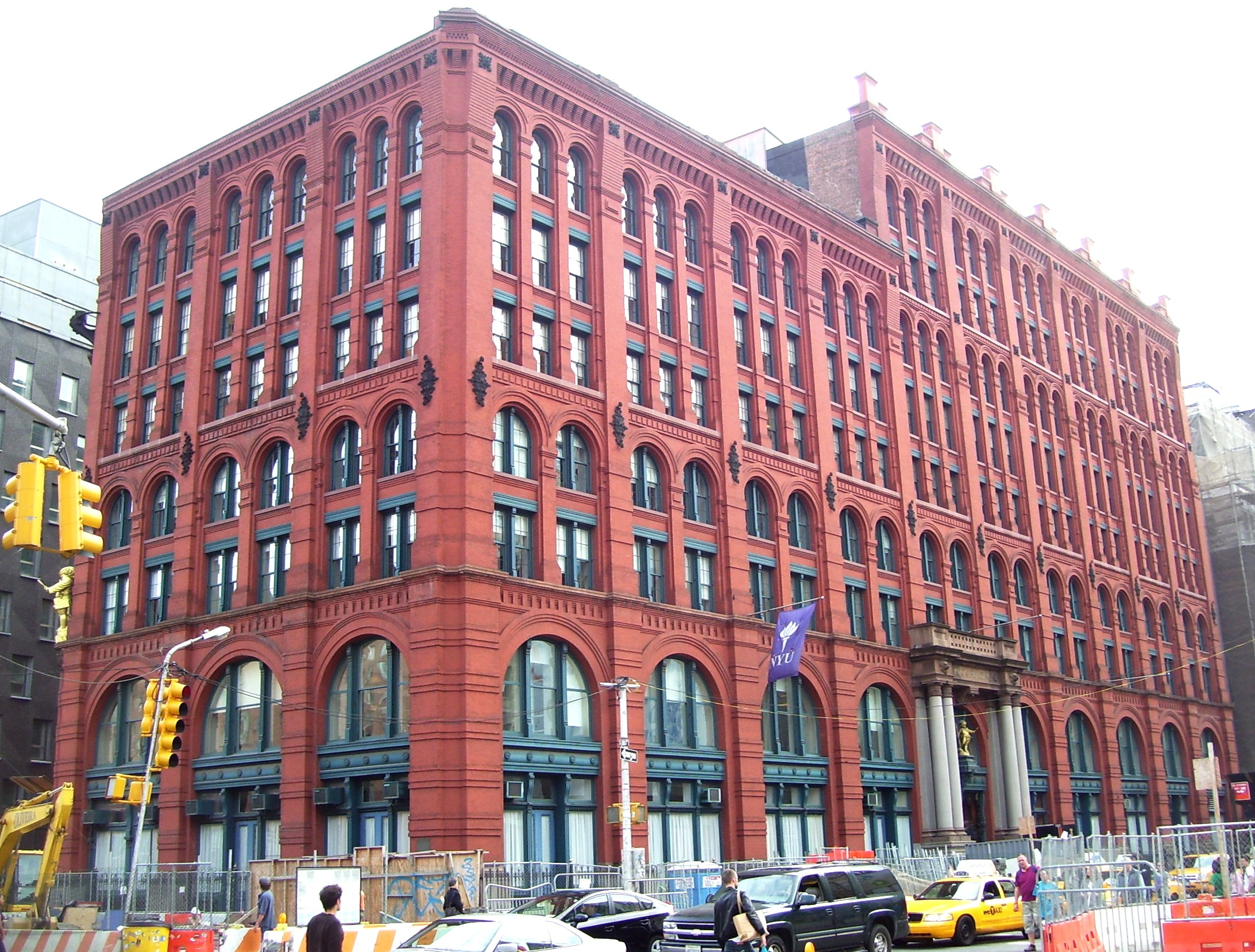
Puck Building (18851886), Nova York, particular interpretació del neoromànic anomenat Rundebogenstil
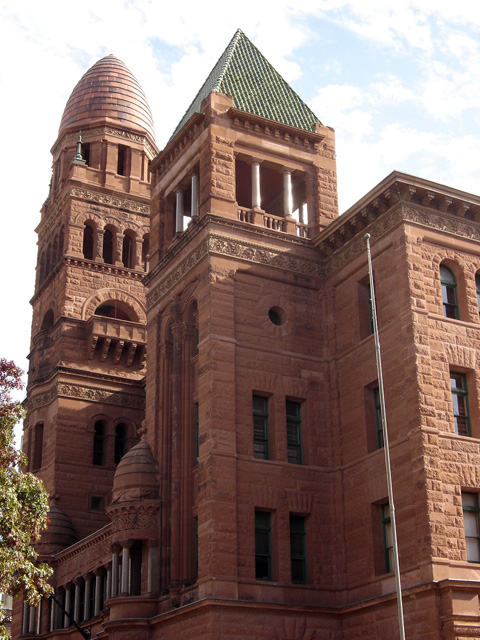
Bexar County Courthouse, San Antonio
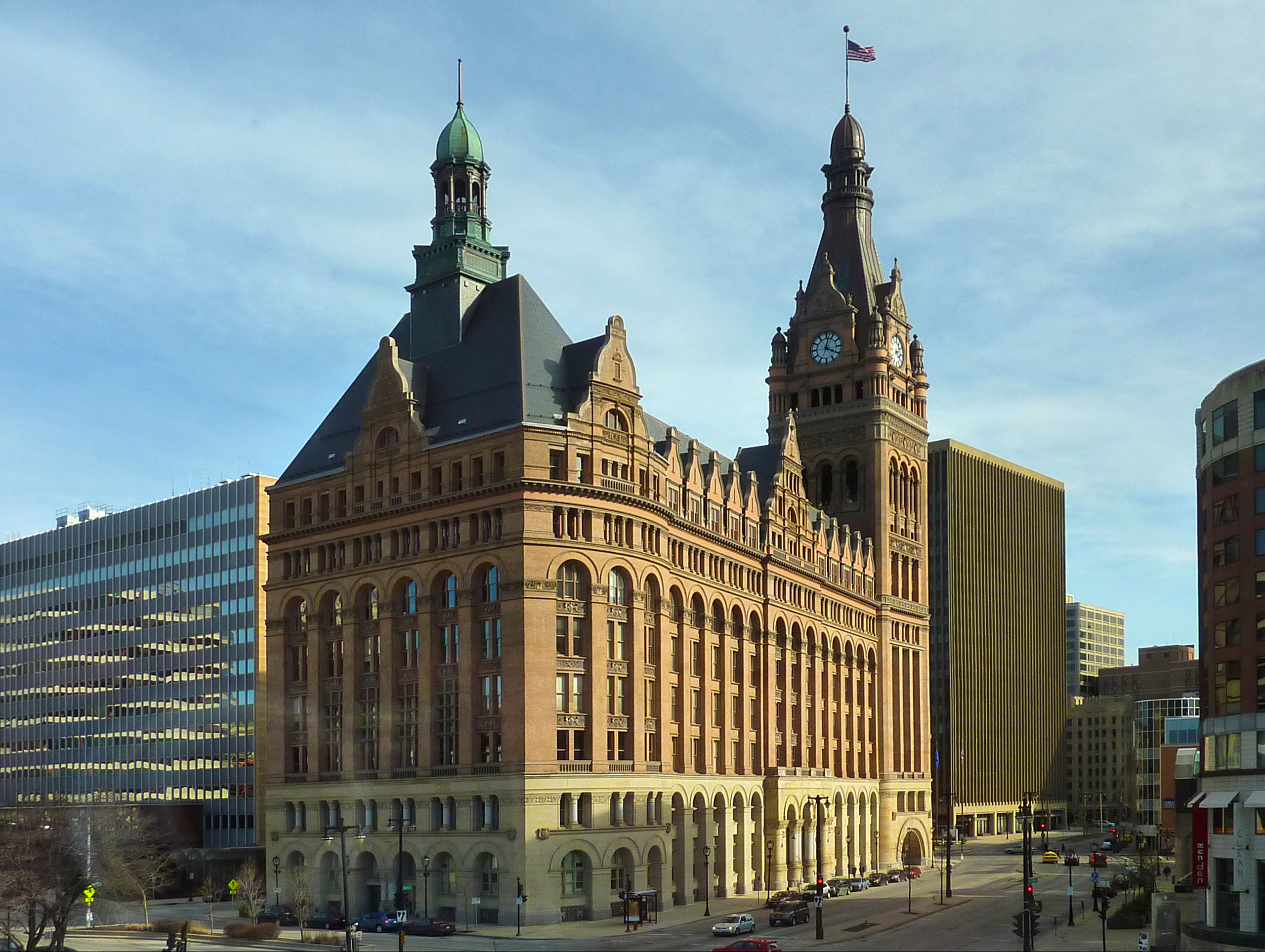
Ajuntament de Milwaukee
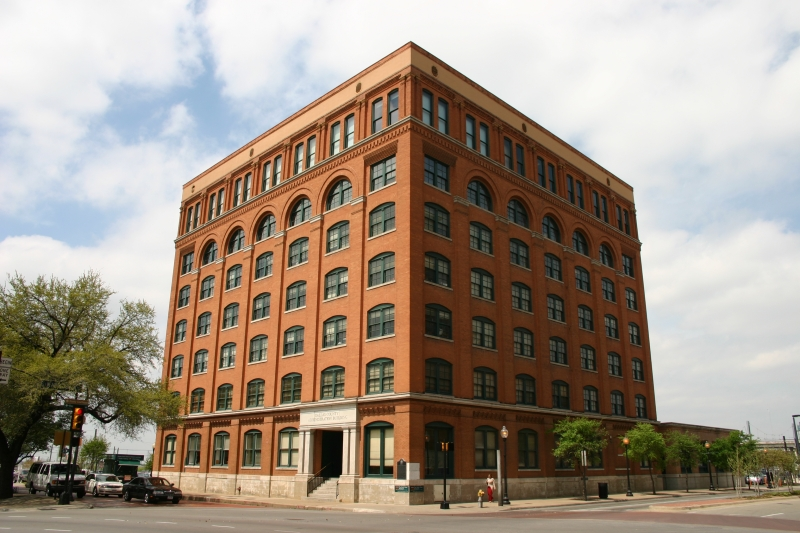
Edifici d'administració del comtat de Dallas, anteriorment el Texas School Book Depository
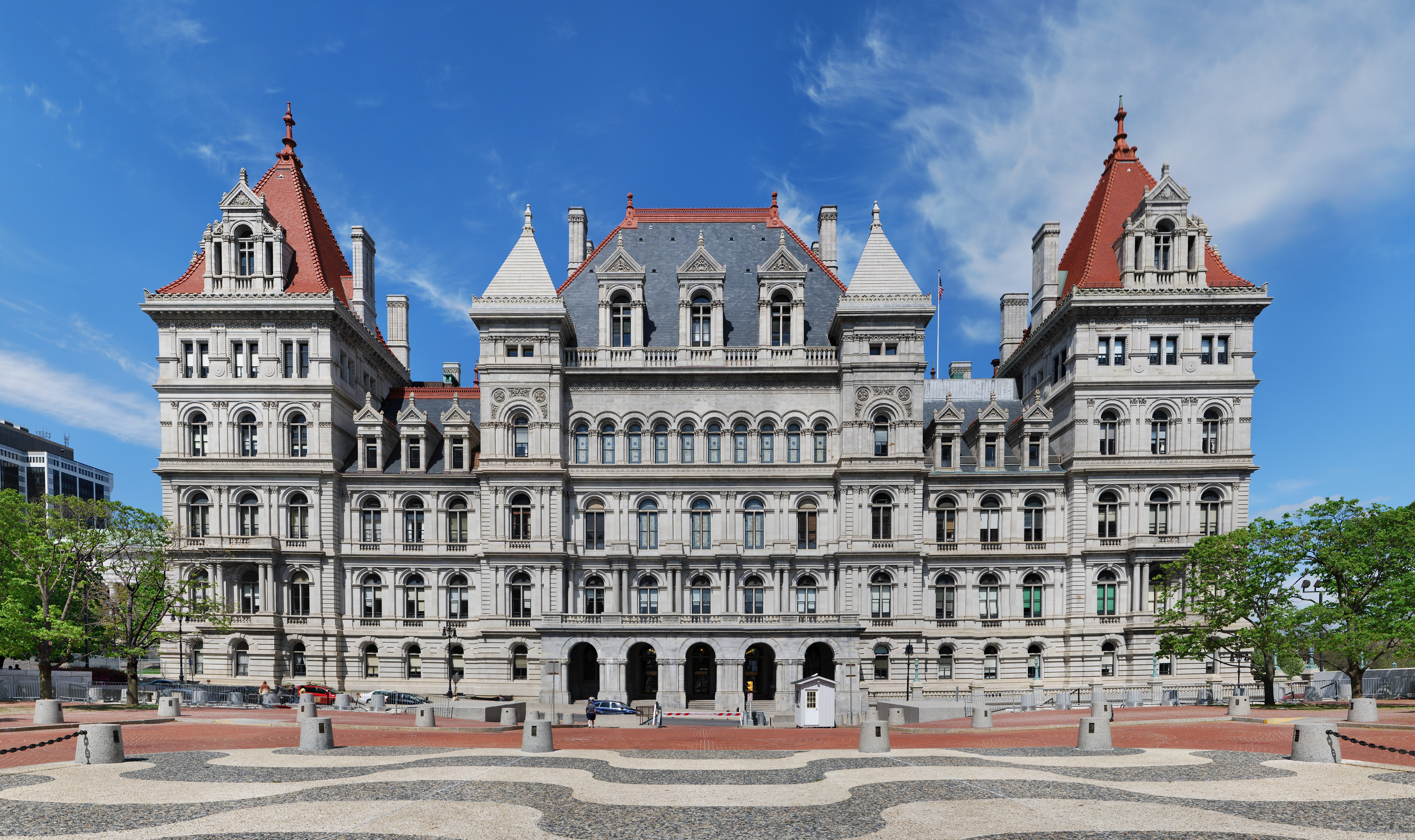
Detalls neoromànics del capitoli de l'Estat de Nova York a Albany construït també en estil neorenaixentista (1867-1899)
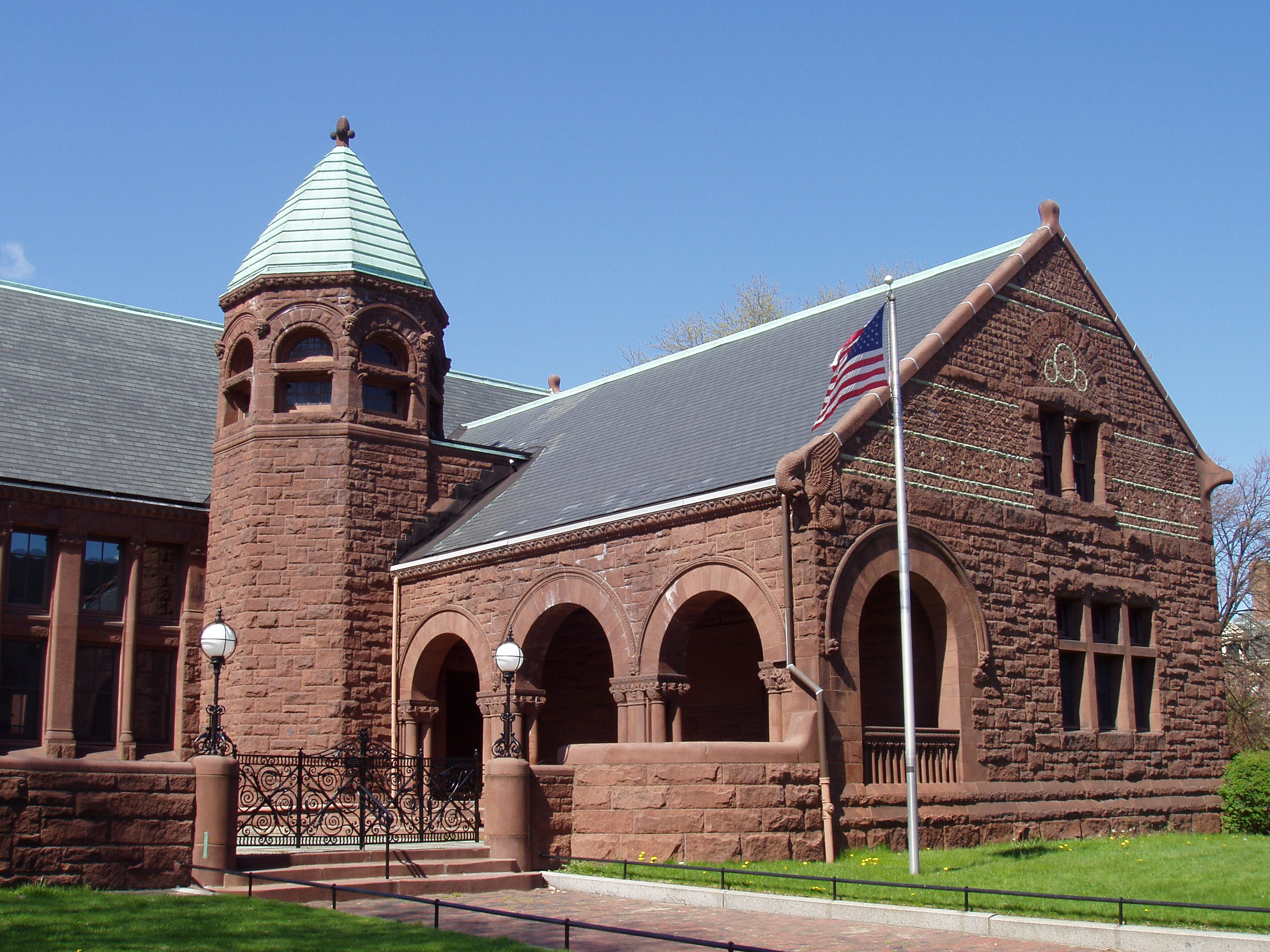
Converse Memorial Library a Malden de Richardson

### Exemples d'arquitectura neoromànica a Amèrica
Alguns exemples del neoromànic són la Catedral de Medellín, a Colòmbia; i l'Església dels Sacramentins a Santiago.

Neoromànic a Xile
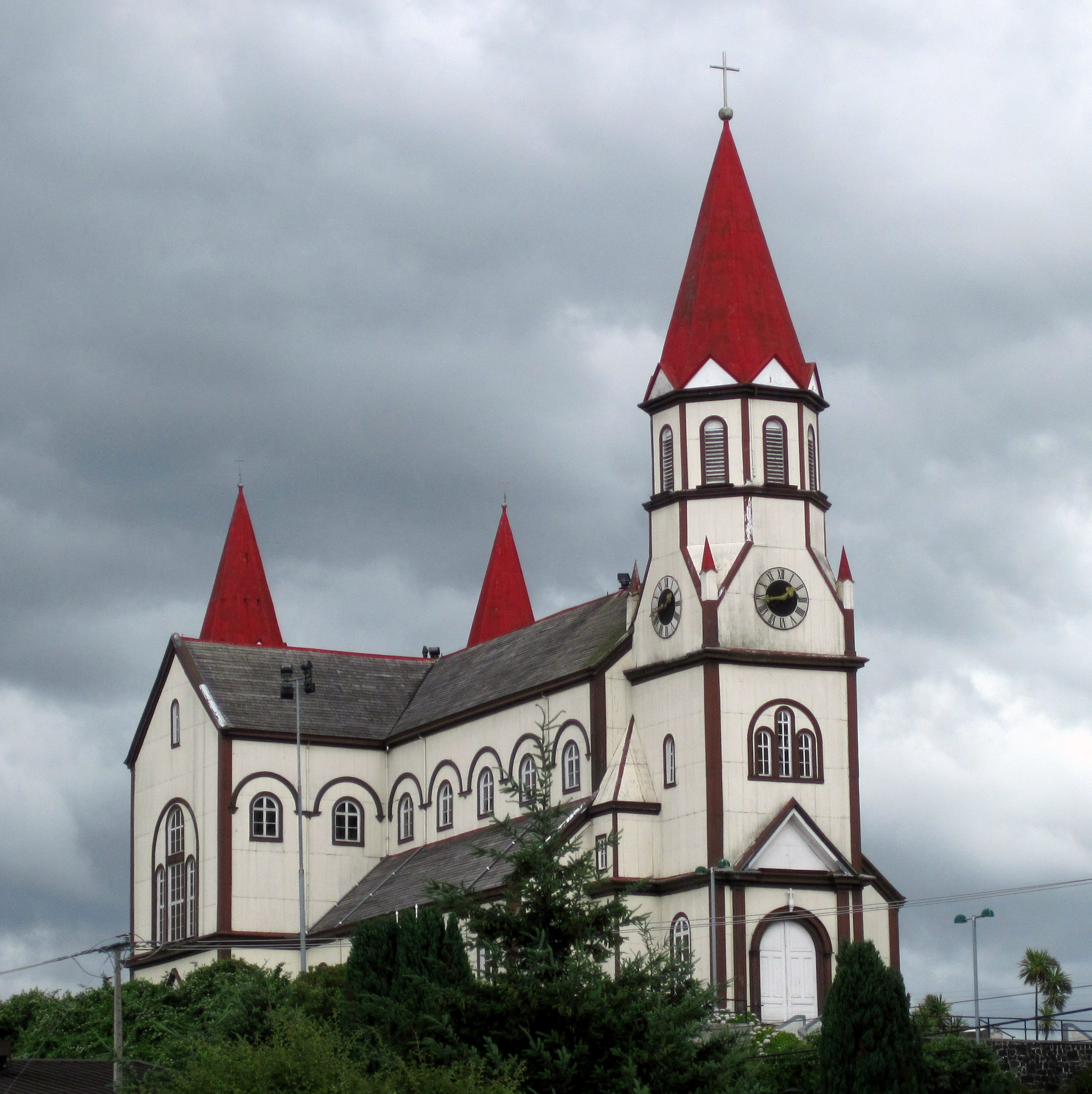
Església del Sagrat Cor de Jesús, Puerto Varas, Xile

Neoromànic al Brasil
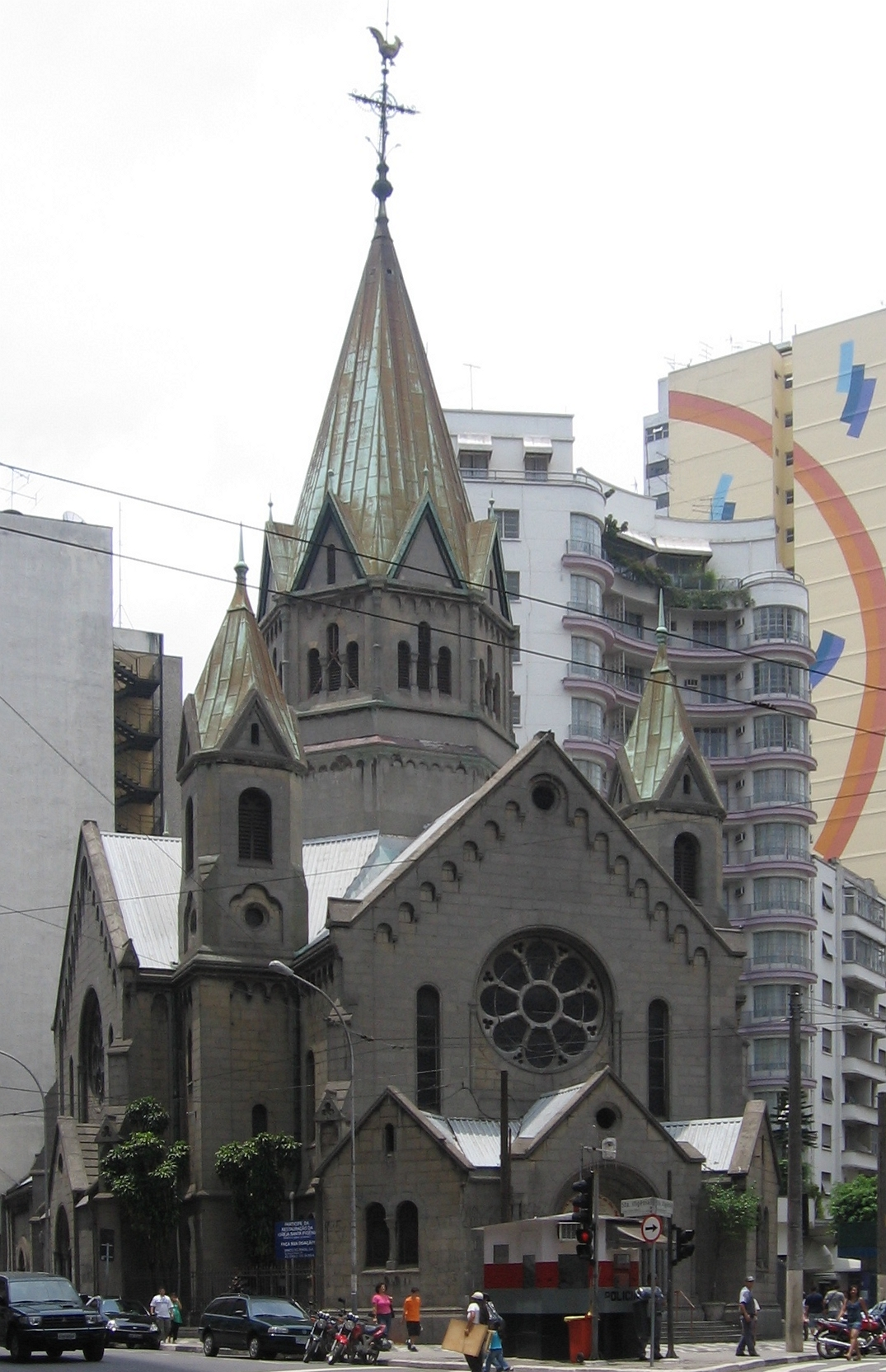
Igreja de Santa Ifigênia (1904-13), São Paulo, Brasil
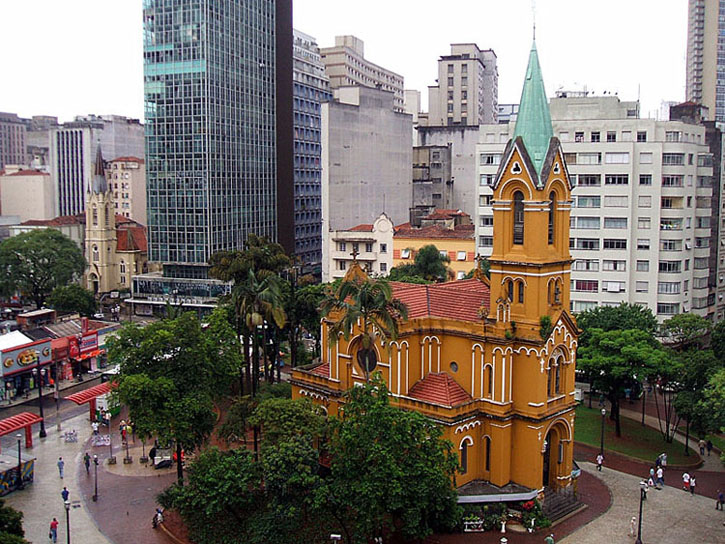
Igreja de N. S. do Rosário dos Homens Pretos (1904-1906), São Paulo, Brasil
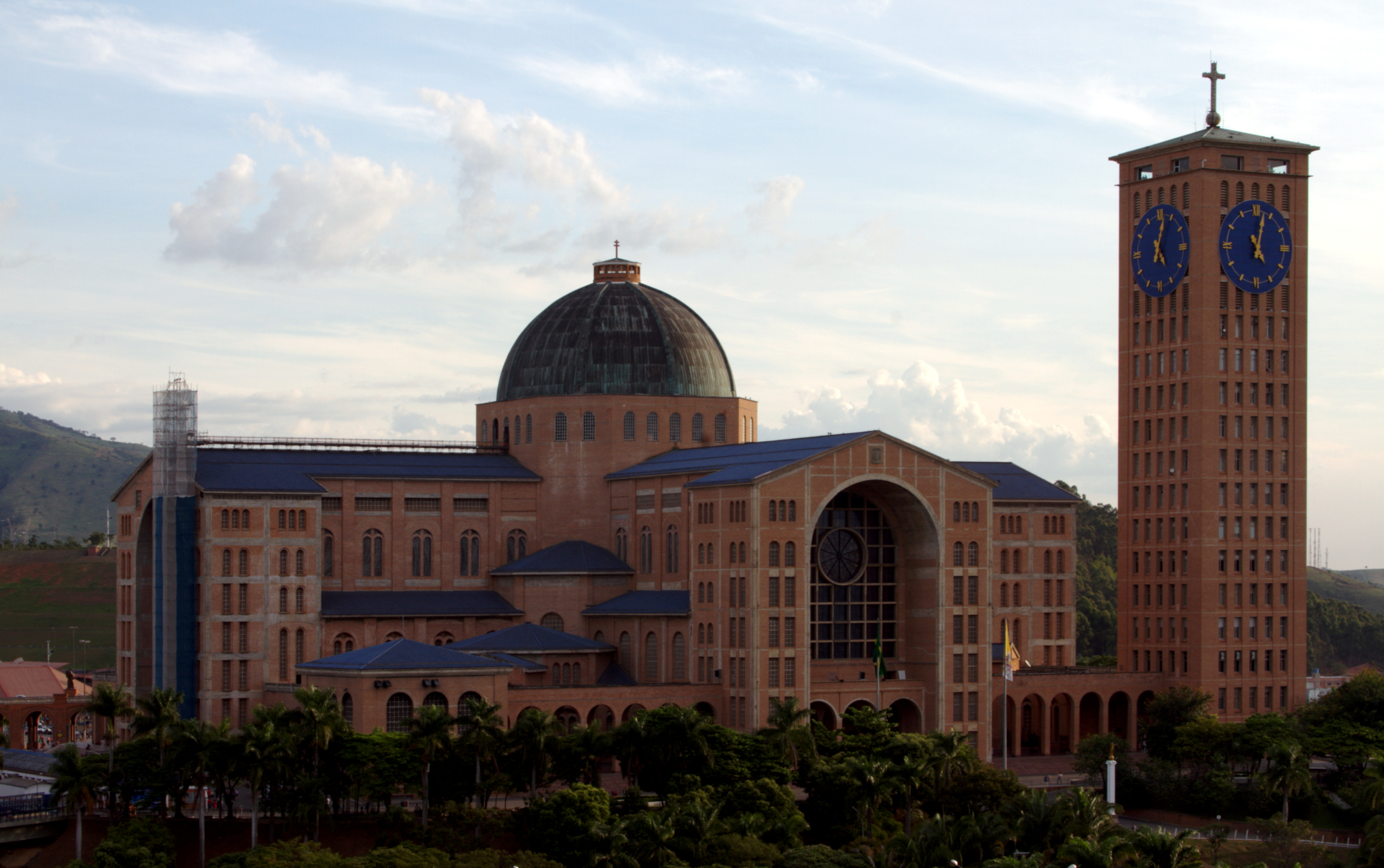
Catedral Basílica de Nossa Senhora Aparecida, a Aparecida

Neoromànic a l'Uruguai
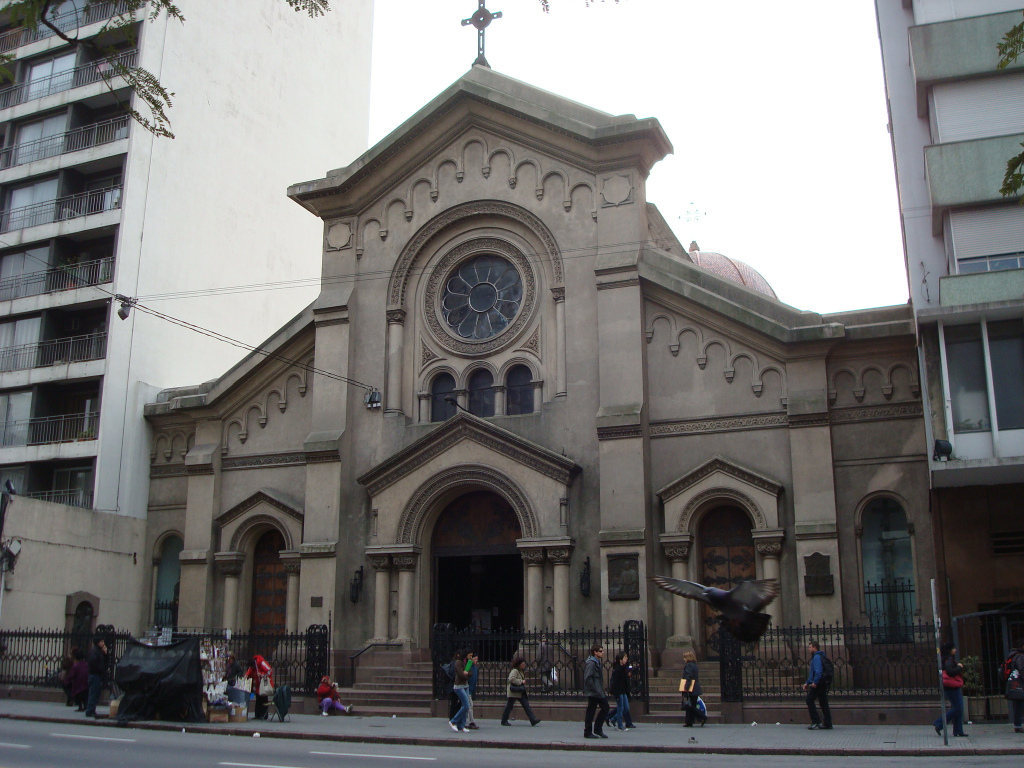
Església del Cordón, Montevideo.
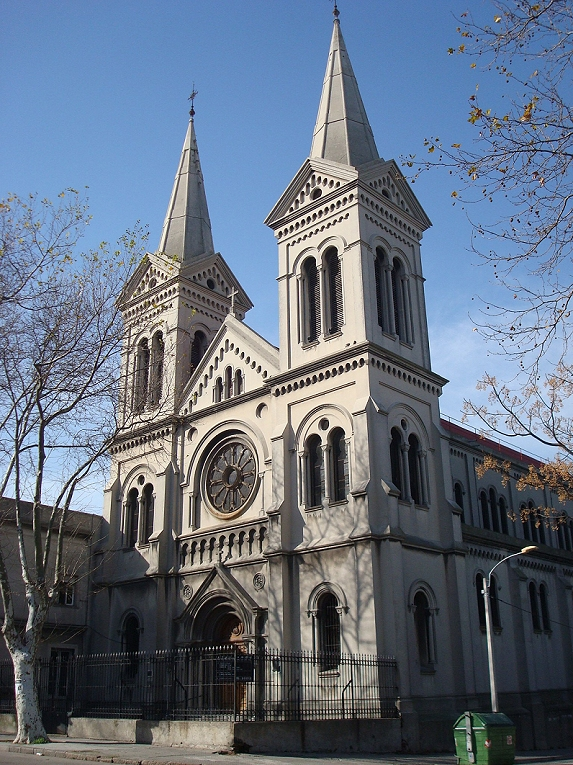
Parròquia de Tapes, Montevideo.
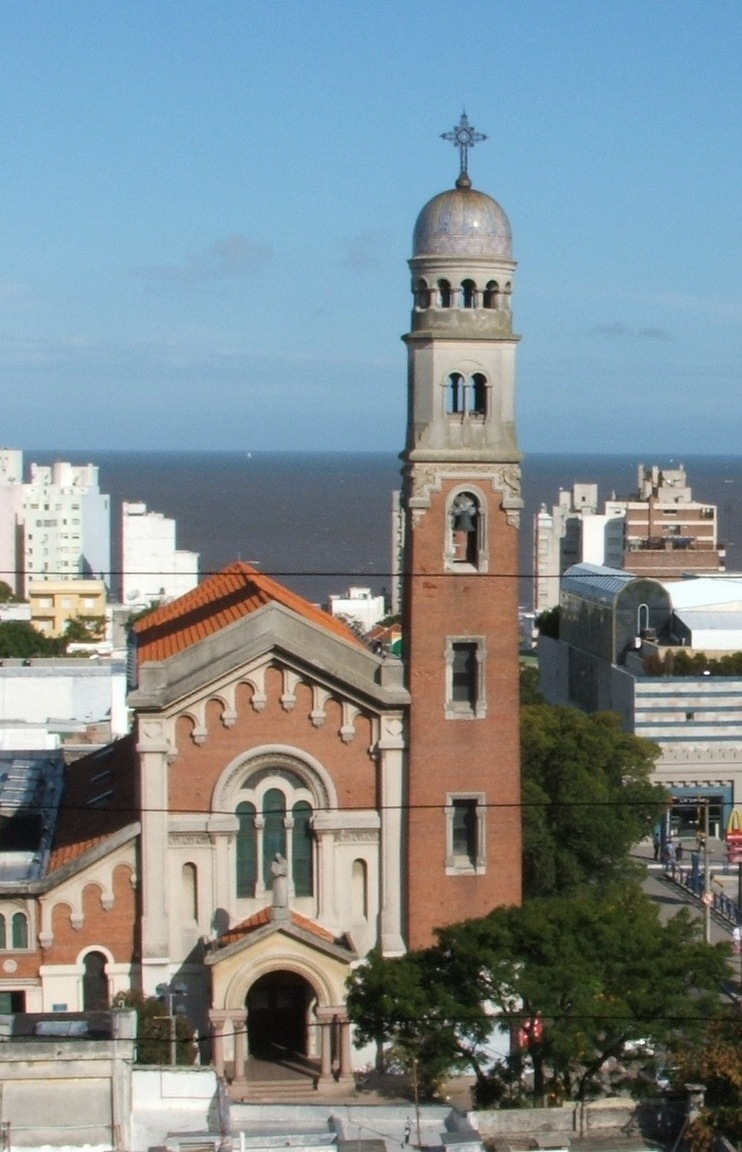
Parròquia de Punta Carretas, Montevideo.
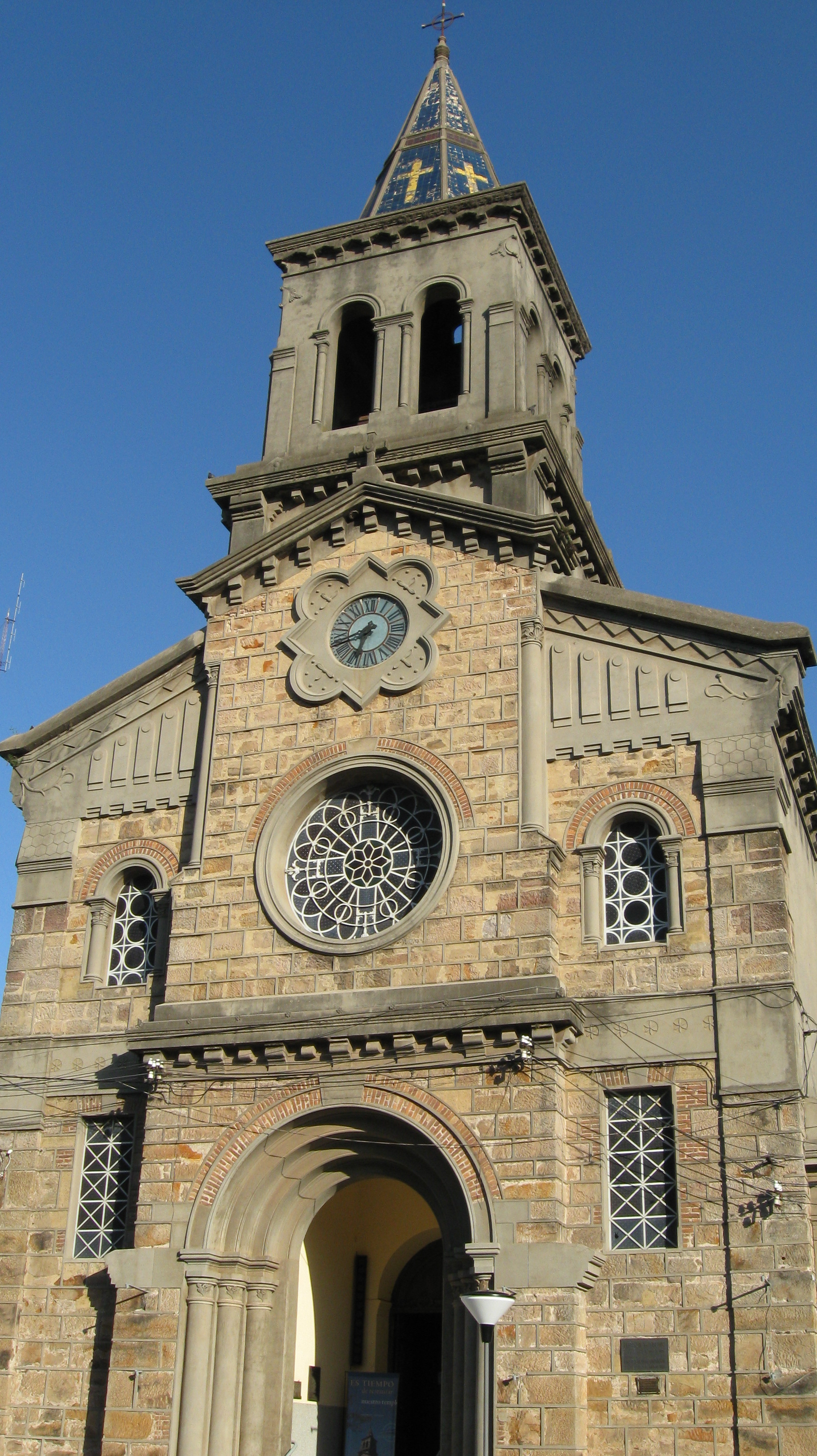
Catedral de Sant Fructuós, Tacuarembó.